# Pierre-Auguste Renoir
Pierre-Auguste Renoir (Phát âm tiếng Pháp: [pjɛʁ oɡyst ʁənwaʁ] 25 tháng 2 năm 1841 - 3 tháng 12 năm 1919) là một họa sĩ người Pháp, một nhân vật tiên phong trong sự phát triển của phong cách Trường phái ấn tượng. Ông là một họa sĩ luôn đề cao vẻ đẹp, đặc biệt là về vẻ đẹp cơ thể của nữ giới. Có nhận xét rằng: "Renoir là hiện thân cuối cùng của truyền thống chuyển tiếp từ Rubens tới Watteau".
Ông là cha của diễn viên Pierre Renoir (1885–1952), nhà làm phim Jean Renoir (1894–1979) và nghệ nhân gốm Claude Renoir (1901–1969). Ông cũng là ông nội của nhà làm phim Claude Renoir (1913–1993), con trai của Pierre.

## Cuộc đời

### Thời trẻ
Pierre-Auguste Renoir chào đời tại Limoges, Haute-Vienne, Pháp vào năm 1841. Cha của ông là Léonard Renoir, làm nghề thợ may. Năm 1844, gia đình Renoir chuyển tới Paris để kiếm tìm nhiều cơ hội công việc hơn. Nhà của họ ở phố d’Argenteuil, thuộc vùng trung tâm Paris, cách bảo tàng Louvre không xa. Tuy ngay từ nhỏ Renoir đã có khiếu vẽ vời, nhưng tài ca hát của ông lại nổi trội hơn. Khả năng ca hát được thầy giáo Charles Gounod - trưởng đội nhạc lễ nhà thờ St Roch, hết sức khuyến khích. Tuy vậy, vì tài chính gia đình eo hẹp, Renoir buộc phải ngừng học nhạc, bỏ học ở tuổi mười ba để học nghề tại một xưởng sản xuất gốm.

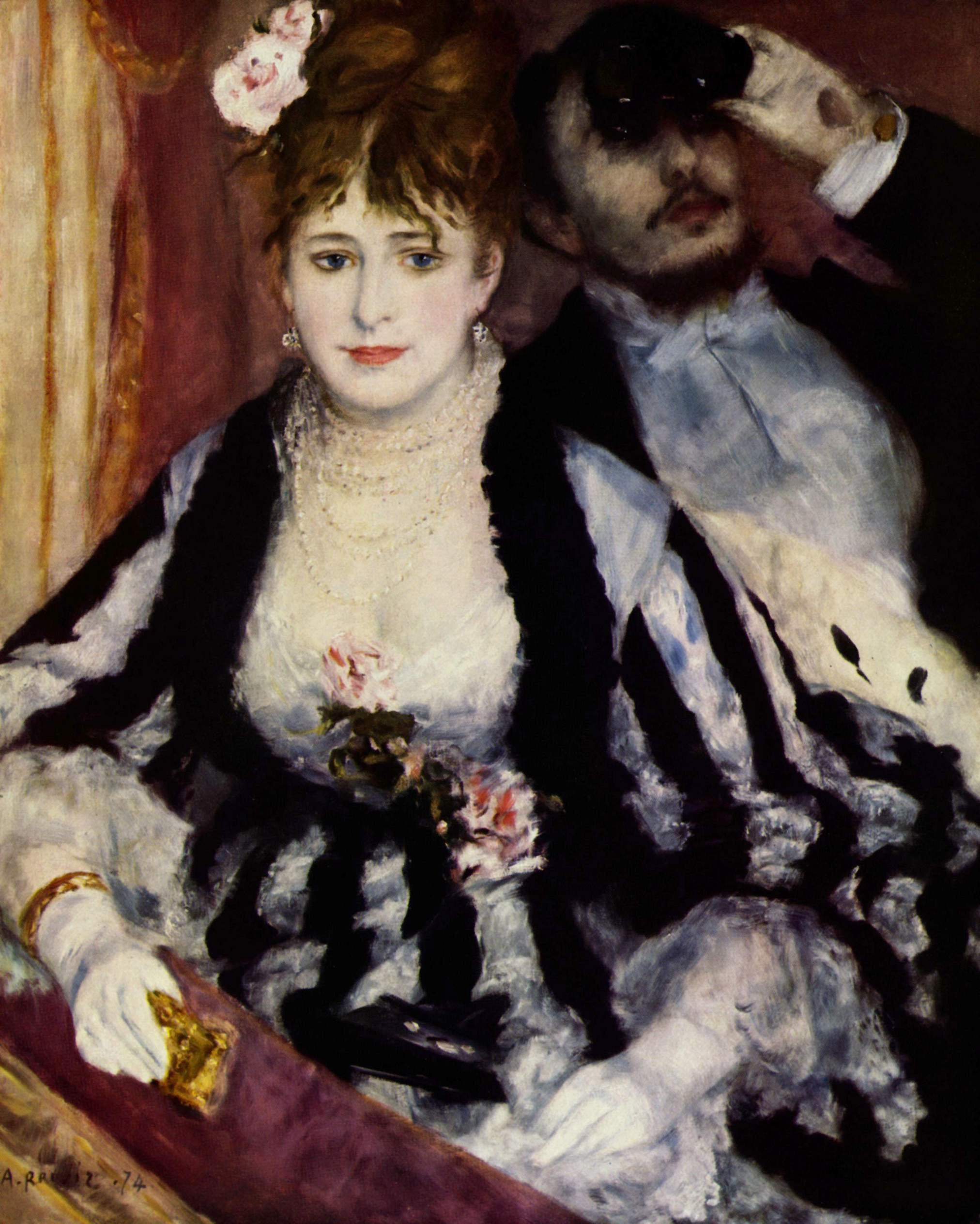
Lô ngồi trong nhà hát, 1874, Phòng trưng bày Courtauld, Luân Đôn

Renoir học nghề rất nhanh, nhưng ông vẫn thường xuyên thấy mệt mỏi với công việc và thường an trú trong các phòng tranh của bảo tàng Louvre. Chủ nhà máy đánh giá cao khả năng học nghề của Renoir và cũng báo cho gia đình Renoir biết điều đó. Dựa vào đó, Renoir bắt đầu đi học để chuẩn bị thi vào Ecole des Beaux Arts. Xưởng sản xuất gốm áp dụng dây chuyền sản xuất cơ khí vào năm 1858, buộc Renoir phải tìm cách khác để kiếm tiền học. Trước khi ghi danh vào trường mỹ thuật, ông đã vẽ tranh trên rèm cửa cho các nhà truyền giáo nước ngoài và trang trí quạt.
Năm 1862, Renoir bắt đầu học nghệ thuật dưới sự dẫn dắt của Charles Gleyre ở Paris. Tại đây, ông làm quen với Alfred Sisley, Frédéric Bazille, và Claude Monet. Trong những năm 1860, thỉnh thoảng ông không đủ tiền mua màu vẽ. Renoir gặt hái thành quả đầu tiên ở triển lãm Salon 1868 với bức tranh Lise cầm ô (Lise with a Parasol, 1867), khắc họa cô người yêu Lise Tréhot. Mặc dầu lần đầu tiên Renoir dự triển lãm tranh là tại Paris Salon năm 1864, tài năng của ông vẫn chưa được công nhận, một phần do náo động từ cuộc chiến tranh Pháp-Phổ. 
Trong thời kỳ Công xã Paris vào năm 1871, trong lúc Renoir đang vẽ ở bờ sông Seine, thì một số chiến sĩ công xã nghĩ ông là gián điệp, bèn định quẳng ông xuống sông. Thật may, một vị chỉ huy công xã tên là Raoul Rigault nhận ra Renoir chính là ân nhân trước đây từng bảo vệ Rigalt. Năm 1874, tình bạn mười năm giữa Renoir và Jules Le Cœur cùng gia đình ông ta lâm vào tình trạng đổ vỡ. Renoir không chỉ mất đi nguồn cổ vũ quý báu, mà còn mất đi những dịp lưu trú tại tư gia của họ ở gần Fontainebleau, nơi ấy có một khu rừng tuyệt đẹp. Mất đi vị trí vẽ tranh ưa thích, đề tài tranh của ông cũng vì thế mà thay đổi. 

### Trưởng thành
Renoir tiếp nhận cảm hứng từ phong cách sáng tác và chủ đề của hai nhà hội họa đi trước là Camille Pissarro and Édouard Manet. Sau nhiều lần liên tiếp bị ban giám khảo triển lãm Salon loại, ông bắt tay với Monet, Sisley, Pissarro và vài họa sĩ khác tổ chức triển lãm hội họa ấn tượng đầu tiên vào tháng Tư, 1874. Tại đây, ông trưng bày sáu bức tranh. Cho dù giới phê bình nhìn chung không ưa triển lãm này, các tác phẩm của Renoir lại khá được đón nhận. Cũng trong năm đó, hai tác phẩm của ông được Durand-Ruel ở London mua lại.
Với hy vọng kiếm được kế sinh nhai qua vẽ tranh chân dung đặt hàng, trong triển lãm thứ hai của các họa sĩ ấn tượng vào năm 1876, Renoir trưng bày chủ yếu tranh chân dung. Năm sau đó, tại triển lãm thứ ba của nhóm, ông góp mặt với nhiều thể loại tranh hơn, bao gồm bức Khiêu vũ ở Le Moulin de la Galette (Dance at Le Moulin de la Galette) và Xích đu (The Swing). Renoir không dự triển lãm thứ tư của nhóm ấn tượng, thay vào đó ông gửi tác phẩm tới Salon. Cuối thập niên 1870, đặc biệt sau thành công của bức Bà Charpentier và lũ trẻ (Mme Charpentier and her Children, 1878) ở Salon 1879, Renoir đã trở thành họa sĩ thành công và được mến mộ.

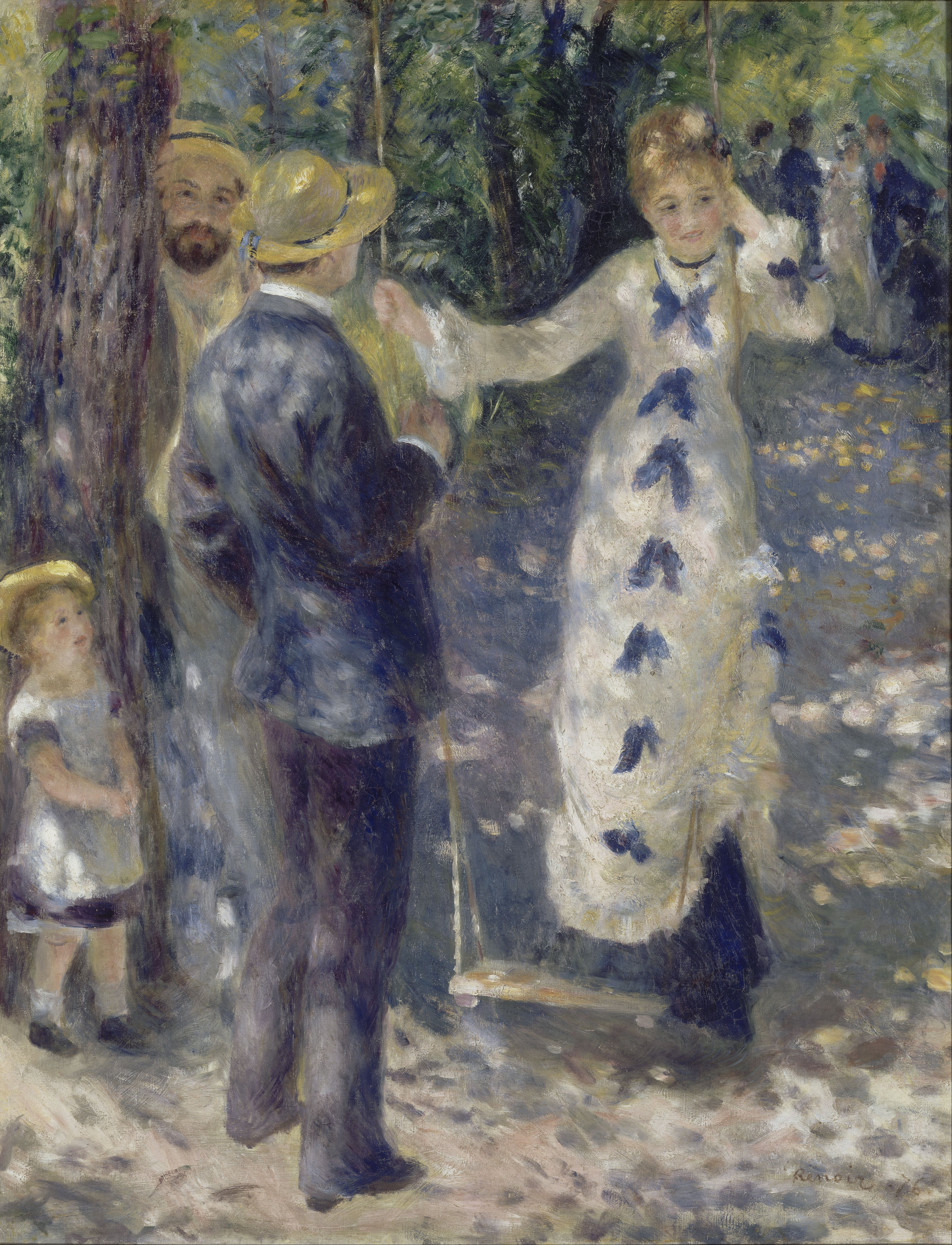
Xích đu (La Balançoire), 1876, tranh sơn dầu, Bảo tàng Orsay, Paris

Năm 1881, Renoir tới Algérie, đất nước có mối liên hệ với họa sĩ Eugène Delacroix, rồi tới Madrid, để ngắm tác phẩm của Diego Velázquez. Tiếp sau đó, ông khởi hành tới Italia để xem trứ tác của Titziano ở Florence và tranh của Raphael ở Rome. Vào ngày 15 tháng Một năm 1882, Renoir gặp gỡ nhà soạn nhạc Richard Wagner tại nhà riêng của ông ở Palermo, Sicily. Renoir vẽ chân dung Wagner chỉ trong vòng ba mươi lăm phút. Cùng năm đó, bệnh viêm phổi tàn phá hệ hô hấp của Renoir, buộc ông phải dưỡng bệnh sáu tuần ở Algeria.

Khiêu vũ ở Le Moulin de la Galette (Bal du moulin de la Galette), 1876, Bảo tàng Orsay

Năm 1883, Renoir dành cả mùa hè ở Guernsey, một hòn đảo nằm trên eo biển Anh quốc, sở hữu phong cảnh  
đa dạng gồm có biển, vách đá và vịnh. Tại đây, ông sáng tác mười lăm bức tranh chỉ trong vòng hơn một tháng. Phần lớn tranh vẽ Moulin Huet, vịnh nằm ở Saint Martin's, Guernsey. Những bức tranh này là được sử dụng để làm một bộ tem kỉ niệm vào năm 1983. 
Trong thời gian sống và làm việc tại Montmartre, Renoir thuê Suzanne Valadon làm người mẫu. Valadon đã làm mẫu cho Renoir (The Large Bathers, 1884–1887; Dance at Bougival, 1883) và nhiều họa sĩ đồng sự của ông. Valadon tranh thủ nghiên cứu kỹ thuật của các họa sĩ và cuối cùng trở thành một trong những họa sĩ hàng đầu của thời kỳ này. 

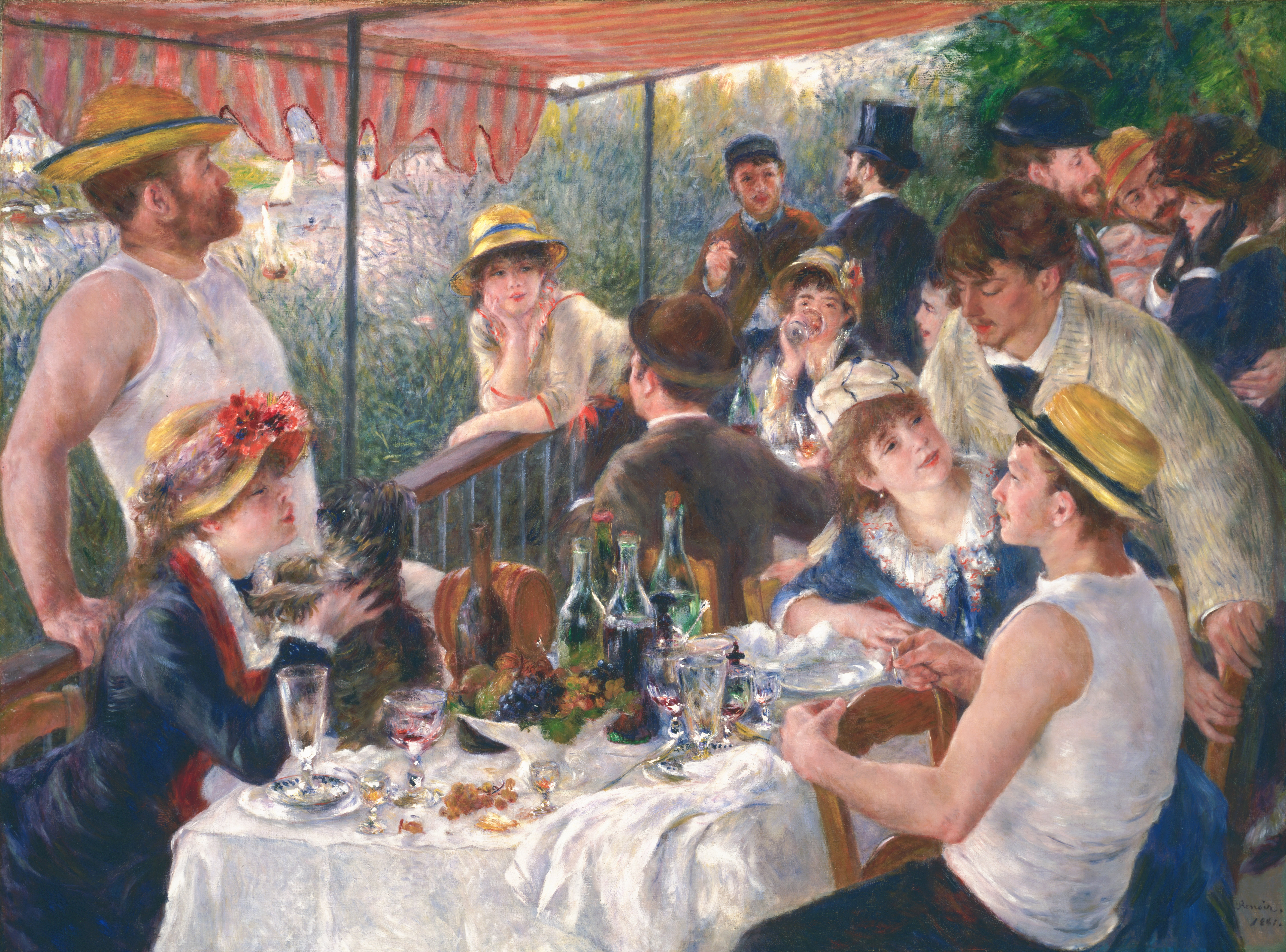
Bữa trưa trên thuyền, 1880–1881

Năm 1887 kỷ niệm tròn 50 năm nữ hoàng Victoria trị vì, đáp lời đề nghị của thuộc hạ nữ hoàng Phillip Richbourg, Renoir gửi vài bức tranh cho "Bộ tranh của các họa sĩ ấn tượng Pháp" để làm lễ vật chúc mừng nữ hoàng. 
Năm 1890, ông kết hôn với Aline Victorine Charigot, thợ may váy trẻ hơn ông hai mươi tuổi. Charigot, cùng với nhiều người bạn khác của Renoir, đã làm mẫu cho ông vẽ bức tranh Le Déjeuner des canotiers (Bữa trưa trên tàu, Luncheon of the Boating Party, cô là nhân vật nữ bên trái đang chơi đùa với chú chó) năm 1881. Họ đã có với nhau một người con trai tên là Pierre, sinh năm 1885. Sau khi lấy vợ, Renoir vẽ nhiều cảnh có vợ xuất hiện và cảnh cuộc sống hằng ngày của gia đình, gồm có lũ trẻ và y tá gia đình, Gabrielle Renard, em họ của Aline. Gia đình Renoir có ba con: Pierre Renoir (1885–1952), trở thành diễn viên phim ảnh và sân khấu; Jean Renoir (1894–1979), sau này là nhà làm phim; Claude Renoir (1901–1969), nghệ nhân làm gốm. 

### Cuối đời

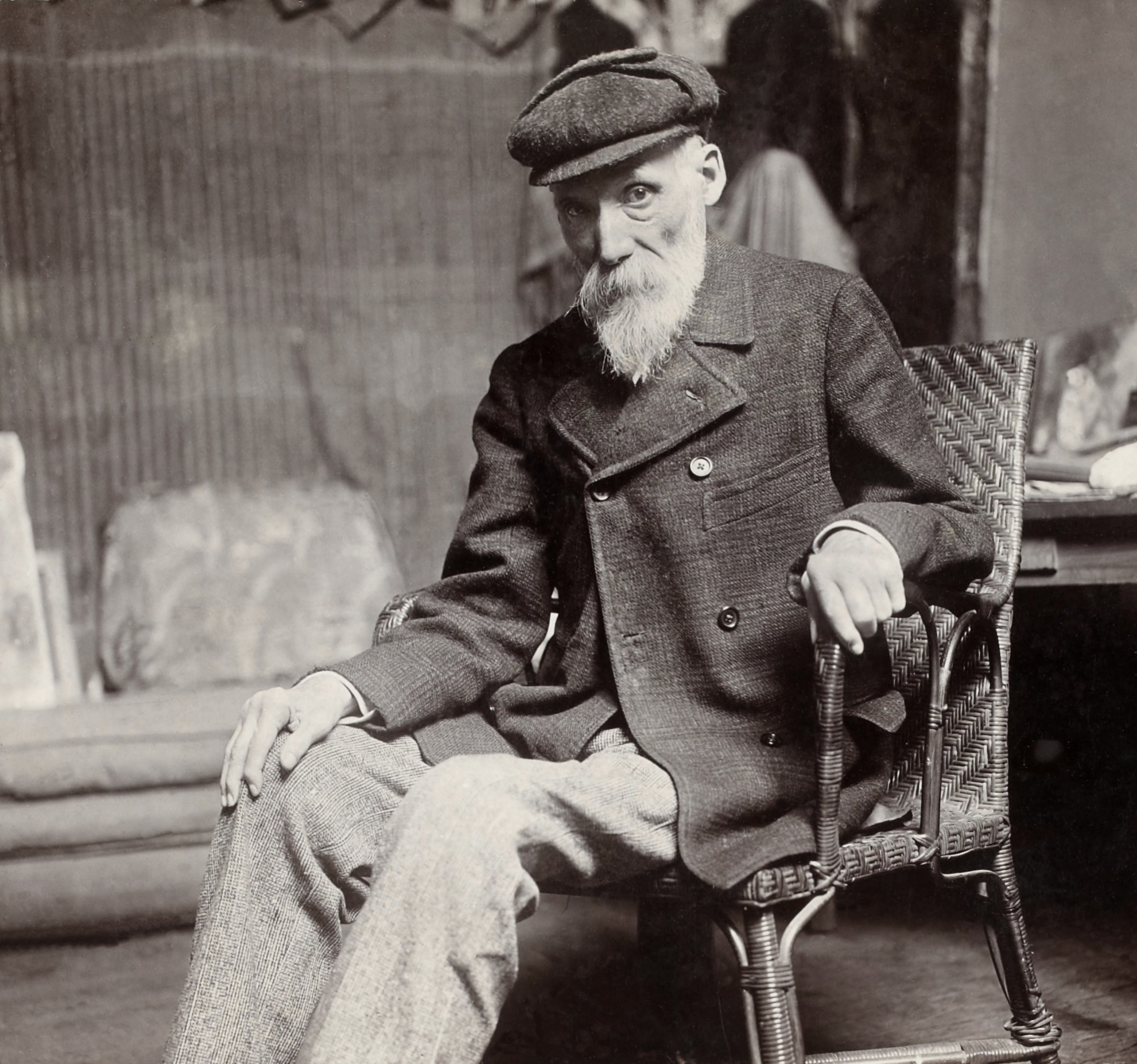
Pierre-Auguste Renoir, c. 1910

Khoảng năm 1892, Renoir bị thấp khớp ngày càng nặng. Năm 1907, ông chuyển tới một nơi ấm áp hơn gọi là "Les Collettes", một nông trang ở làng Cagnes-sur-Mer, Provence-Alpes-Côte d'Azur ở gần ven biển Địa Trung Hải. Renoir tiếp tục sáng tác tranh trong suốt hai mươi năm cuối đời dù bệnh thấp khớp cản trở khả năng di chuyển của ông. Ông lại mắc thêm cả tình trạng biến dạng ở tay và chứng cứng liền khớp ở vai phải, buộc ông phải thay đổi kỹ thuật vẽ. Người ta thường nói rằng khi bệnh thấp khớp trở nặng, ông nhờ người nhét cọ vào giữa các ngón tay tê cứng, nhưng điều này không đúng sự thật. Renoir vẫn có thể cầm cọ được, cho dù ông cần người giúp đặt cọ vào tay. Hình ảnh tay Renoir bị băng bó, xuất hiện trong các bức ảnh cuối đời họa sĩ, chỉ nhằm mục đích ngăn chặn kích ứng da. Khi được hỏi tại sao ông tiếp tục vẽ tranh khi mà phải chịu bệnh viêm khớp đau đớn, ông đáp: "Cơn đau sẽ qua, vẽ đẹp còn mãi".
Năm 1919, Renoir thăm bảo tàng Louvre để ngắm các tác phẩm của mình treo bên cạnh tác phẩm của các họa sĩ bậc thầy cổ điển. Trong thời gian này, ông sáng tác điêu khắc cùng với một nghệ sĩ trẻ Richard Guino, người chuyên xử lý đất sét. 
Renoir qua đời ngày 3 tháng 12 năm 1919 ở Cagnes-sur-Mer, hưởng thọ 78 tuổi.

## Nghệ thuật

Hai chị em (Trên sân thượng), tranh sơn dầu trên vải, 1881, Viện Nghệ thuật Chicago

Tranh vẽ của Renoir nổi tiếng vì ánh sáng rực rỡ, màu sắc nồng đậm, đa phần khắc họa con người trong bố cục gần gũi hoặc vô tư. Nữ giới khỏa thân cũng là đề tài chính của ông. Tuy nhiên, năm 1876, một nhà phê bình viết trên tờ Le Figaro: "Cố gắng giải thích cho quý ngài Renoir hiểu rằng phần thân trên của nữ giới không phải là một khối khịt phân tách in những cái vết xanh xanh tím tím vốn là dấu hiệu của trạng thái phân hủy trên xác chết." Nhưng trong phong cách hội họa ấn tượng, Renoir thường đưa vào các chi tiết tạo nên từ các vệt cọ ngẫu hứng, để nhân vật hòa quyện nhẹ nhàng với người khác với khung cảnh xung quanh. 

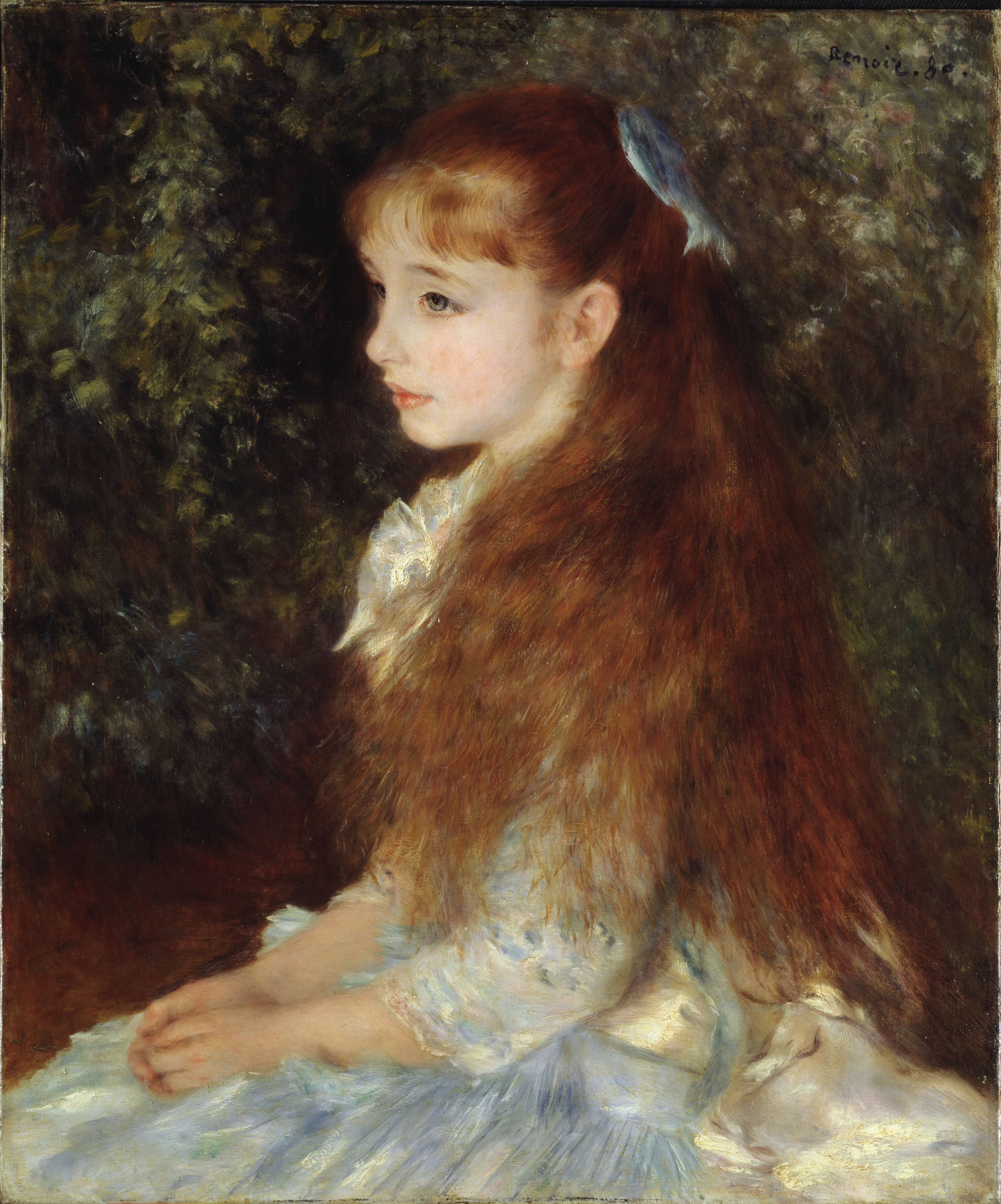
Chân dung Irène Cahen d'Anvers (La Petite Irène), 1880, Quỹ E.G. Bührle, Zürich

Các tác phẩm đầu tay của Renoir chứng tỏ ông chịu ảnh hưởng từ cách tô màu của Eugène Delacroix và ánh sáng của Camille Corot. Renoir cũng ngưỡng mộ các họa sĩ hiện thực như Gustave Courbet và Édouard Manet, tác phẩm ban đầu của Renoir rất giống các họa sĩ này ở chỗ sử dụng màu đen. Renoir còn hâm mộ cách miêu tả chuyển động của Edgar Degas. Một số họa sĩ khác mà Renoir cực kỳ ái mộ là François Boucher và Jean-Honoré Fragonard.
Trong các tác phẩm thời kỳ đầu của Renoir thì Diana (1897) là ví dụ tiêu biểu cho thấy ảnh hưởng từ chủ nghĩa hiện thực của Courbet. Nhìn thoáng qua có thế thấy đây là tác phẩm lấy chủ đề thần thoại, được hoàn thành trong xưởng vẽ. Nhân vật trong tranh đang ngồi vững chắc trên một cảnh sắp sẵn và đang quan sát tỉ mỉ. 
Cuối thập niên 1860, nhờ luyện tập vẽ ánh sáng và mặt nước en plein air (ngoài trời), Renoir và bạn vẽ Claude Monet khám phá ra rằng màu sắc của bóng râm không phải màu nâu hay đen, mà là màu sắc được phản xạ lại từ vật thể, hiệu ứng này ngày nay gọi là phản xạ khuếch tán. Renoir và Monet đã cùng nhau ngồi vẽ vài bức tranh, thể hiện cùng khung cảnh.  
Một trong những tác phẩm hội họa ấn tượng xuất sắc nhất là bức Khiêu vũ ở Le Moulin de la Galette (Bal du moulin de la Galette) được Renoir sáng tác năm 1876. Tác phẩm miêu tả một khung cảnh ngoài trời, rất đông người đang tụ tập tại một khu vườn khiêu vũ nổi tiếng ở Butte Montmartre, gần nơi ông đang cư trú. Các tác phẩm đầu thời kỳ ông mới bắt đầu đạt độ chín trong sự nghiệp thường là những lát cắt của đời sống thực, rất điển hình của hội họa ấn tượng, tràn ngập ánh sáng và màu sắc lấp lánh.   

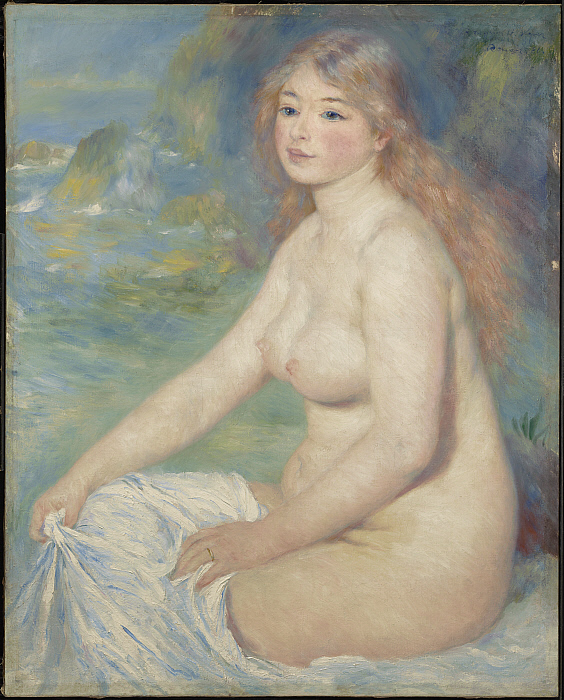
Một bức trong loạt tranh, Người tắm tóc vàng (1881)

Tuy vậy, đến giữa thập niên 1880, Renoir rời xa phong trào ấn tượng để áp dụng kỹ thuật vẽ nguyên tắc hơn, chính thống hơn cho tranh chân dung và tranh nhân vật, đặc biệt là phụ nữ. Chuyến du ngoạn sang Italia năm 1881, tận mắt ngắm tác phẩm của Raphael, Leonardo da Vinci, Titziano, và các bậc thầy khác thời Phục Hưng, đã khiến ông tin rằng ông đang đi sai đường. Lúc ấy ông tuyên bố: "Tôi đã đi xa nhất có thể với chủ nghĩa ấn tượng rồi và tôi nhận ra rằng tôi chẳng thể vẽ được nữa".

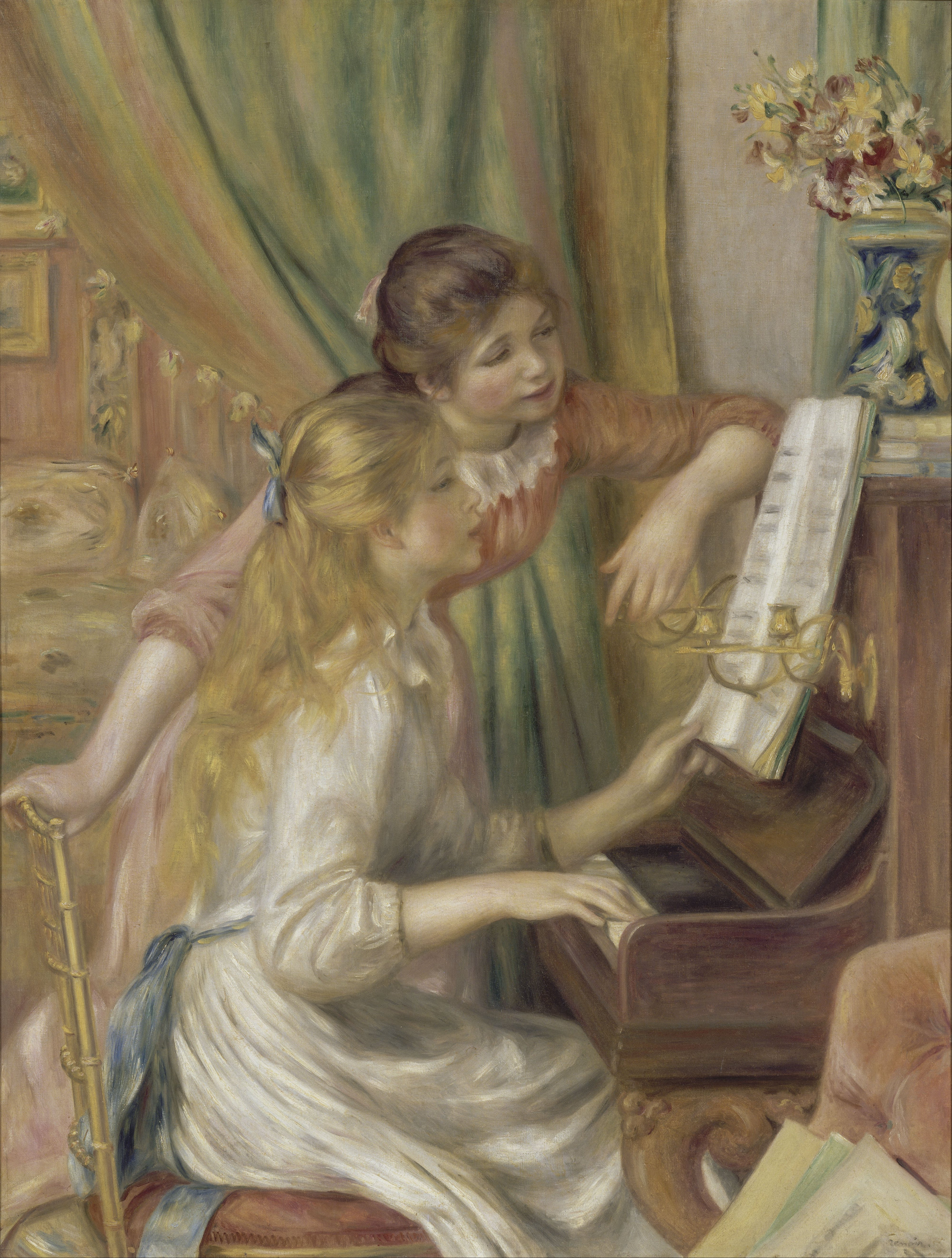
Những cô gái chơi đàn dương cầm, 1892, Bảo tàng Orsay, Paris

Trong vài năm sau đó, ông vẽ theo lối khắt khe hơn nhằm trở về với chủ nghĩa cổ điển. Tập trung vào việc vẽ phác thảo và nhấn mạnh đường nét nhân vật, ông hoàn thành các tác phẩm như Người tắm tóc vàng (Blonde Bather, 1881 and 1882) and Những người đang tắm tranh cỡ lớn (The Large Bathers, 1884–87; Bảo tàng Nghệ thuật Philadelphia). Thời kỳ này thỉnh thoảng được gọi là "thời kỳ Ingres" của Renoir.
Sau năm 1890, ông lại thay đổi hướng đi một lần nữa. Từ bỏ đường nét tỉ mỉ, ông quay trở lại với những nét cọ mỏng, như trong các tác phẩm thuở ban đầu.   
Từ thời kỳ này trở đi, ông tập trung vẽ cảnh khỏa thân và cảnh trong nhà, tiêu biểu như bức Những cô gái chơi đàn dương cầm (Girls at the Piano, 1892) và Grandes Baigneuses, 1887. Bức Grandes Baigneuses, 1887 là tác phẩm tiêu biểu và thành công nhất trong các bức tranh khỏa thân trần trụi thời kỳ sau của Renoir.
Là một họa sĩ có sức sáng tác dồi dào, ông đã vẽ hàng nghìn bức tranh. Tính khoái lạc ấm cúng trong phong cách tranh Renoir khiến tác phẩm của ông trở nên nổi tiếng bậc nhất và được sao chép thường xuyên nhất trong lịch sử mỹ thuật. Bộ sưu tập tranh Renoir lớn nhất, gồm 181 bức, thuộc sở hữu của Quỹ Barnes ở Philadelphia.

## Tác phẩm

### Tranh chân dung và phong cảnh

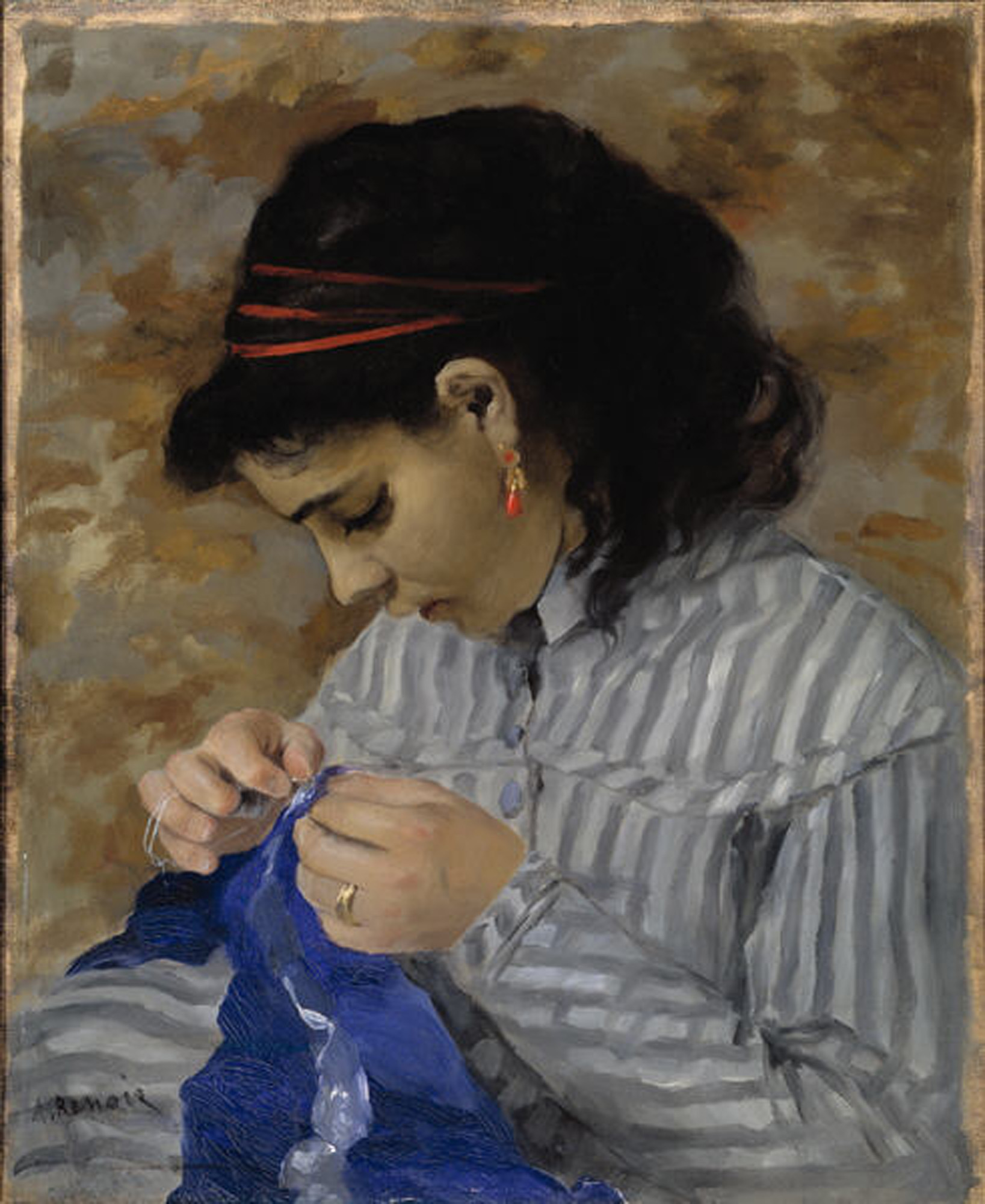
Lise đang may, 1866, Bảo tàng Nghệ thuật Dallas
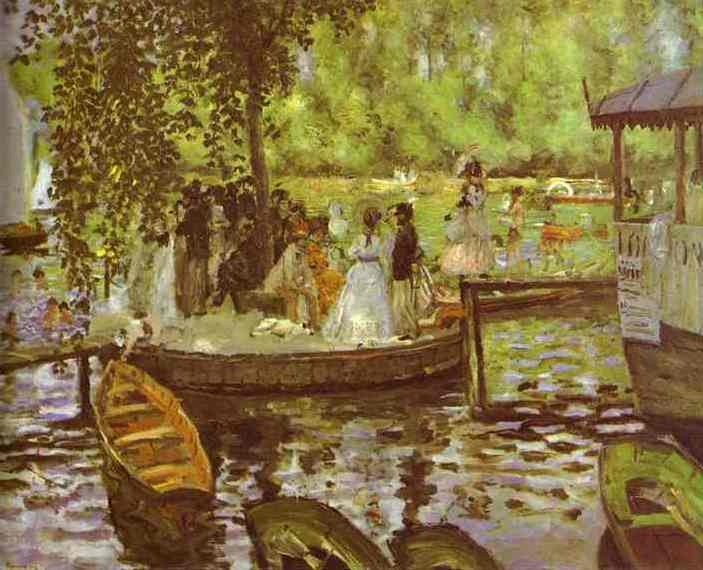
La Grenouillère, 1868, Bảo tàng quốc gia, Stockholm
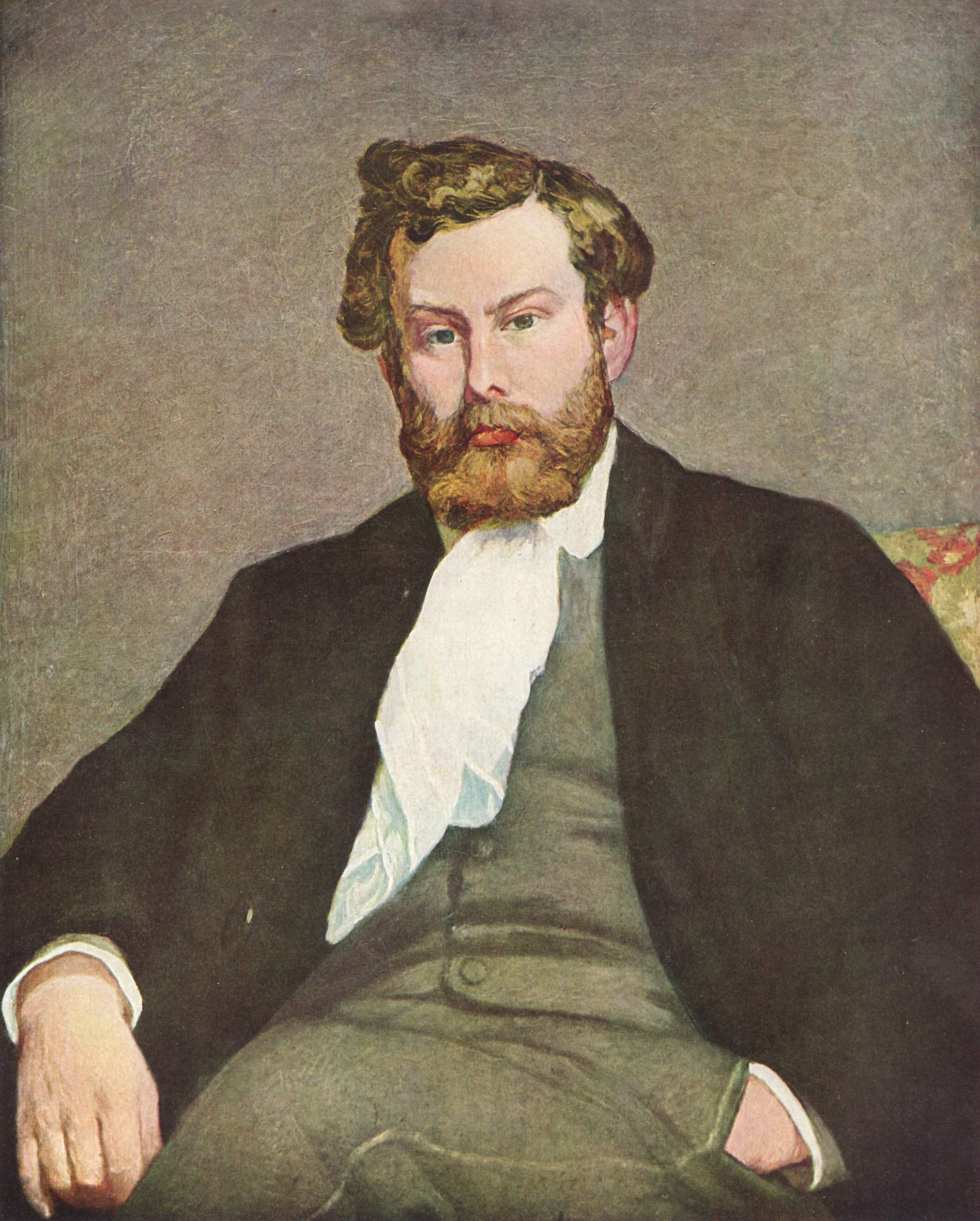
Chân dung Alfred Sisley, 1868
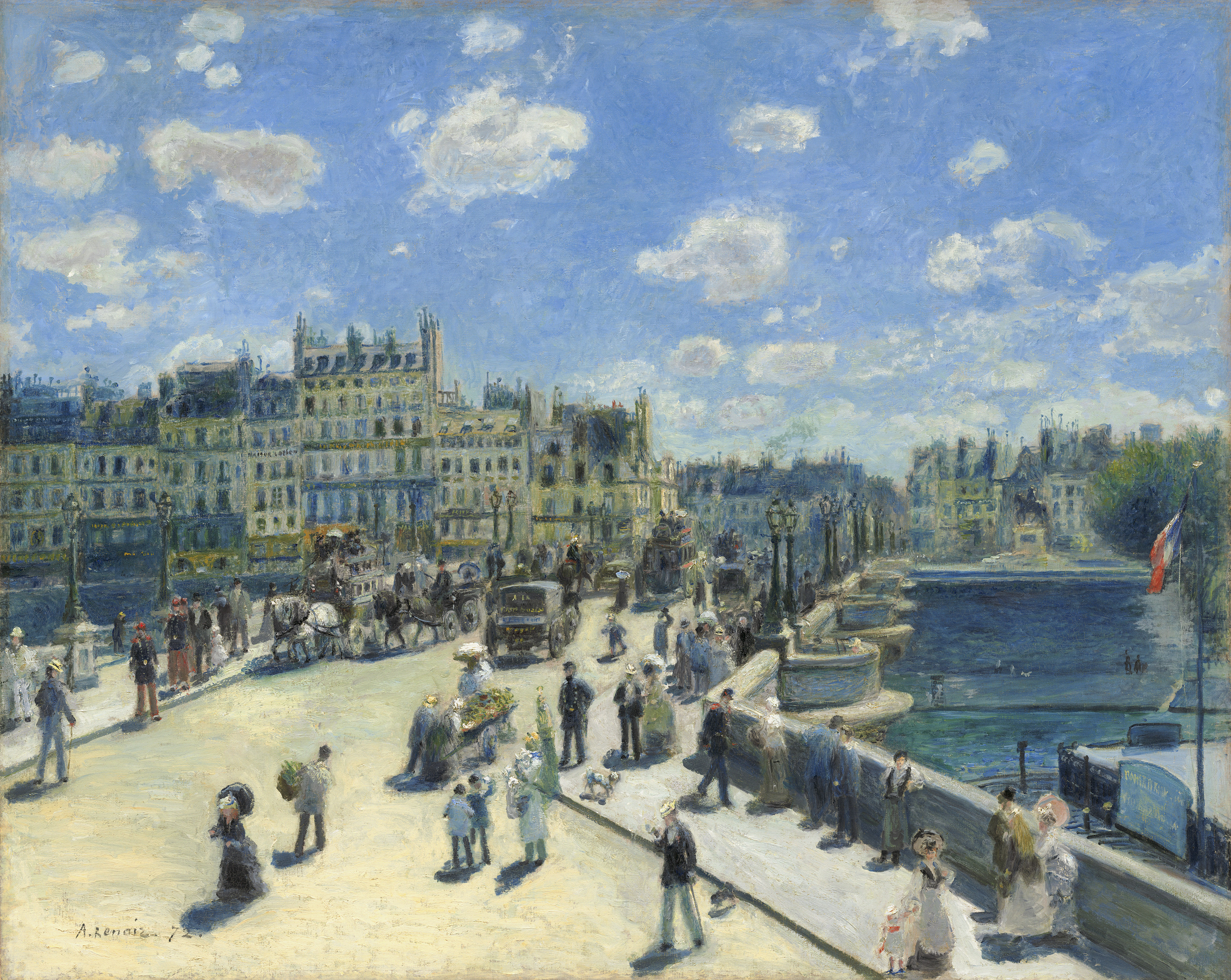
Pont-Neuf, 1872
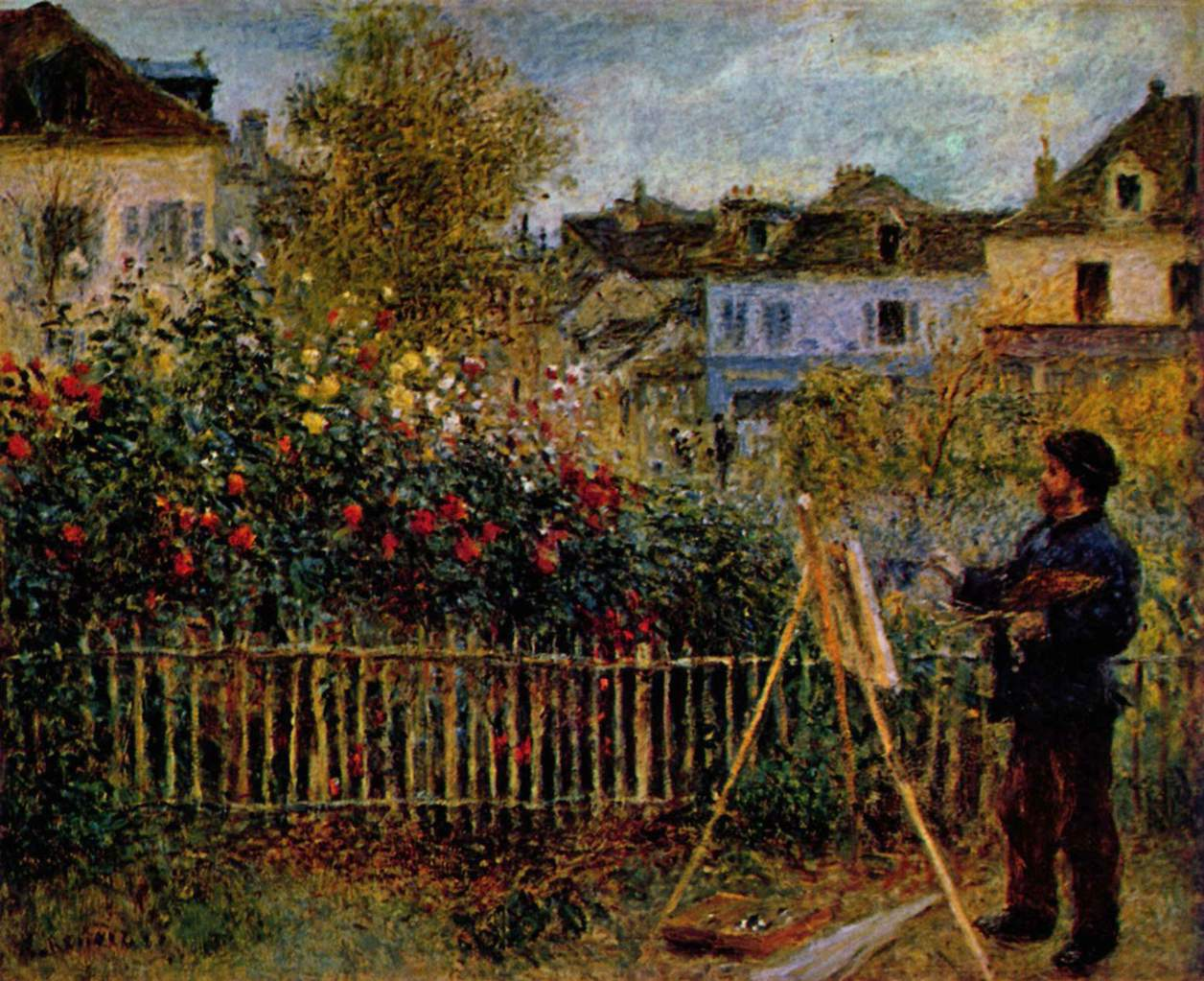
Claude Monet đang vẽ sân vườn tại Argenteuil, 1873, Wadsworth Atheneum, Hartford, Connecticut
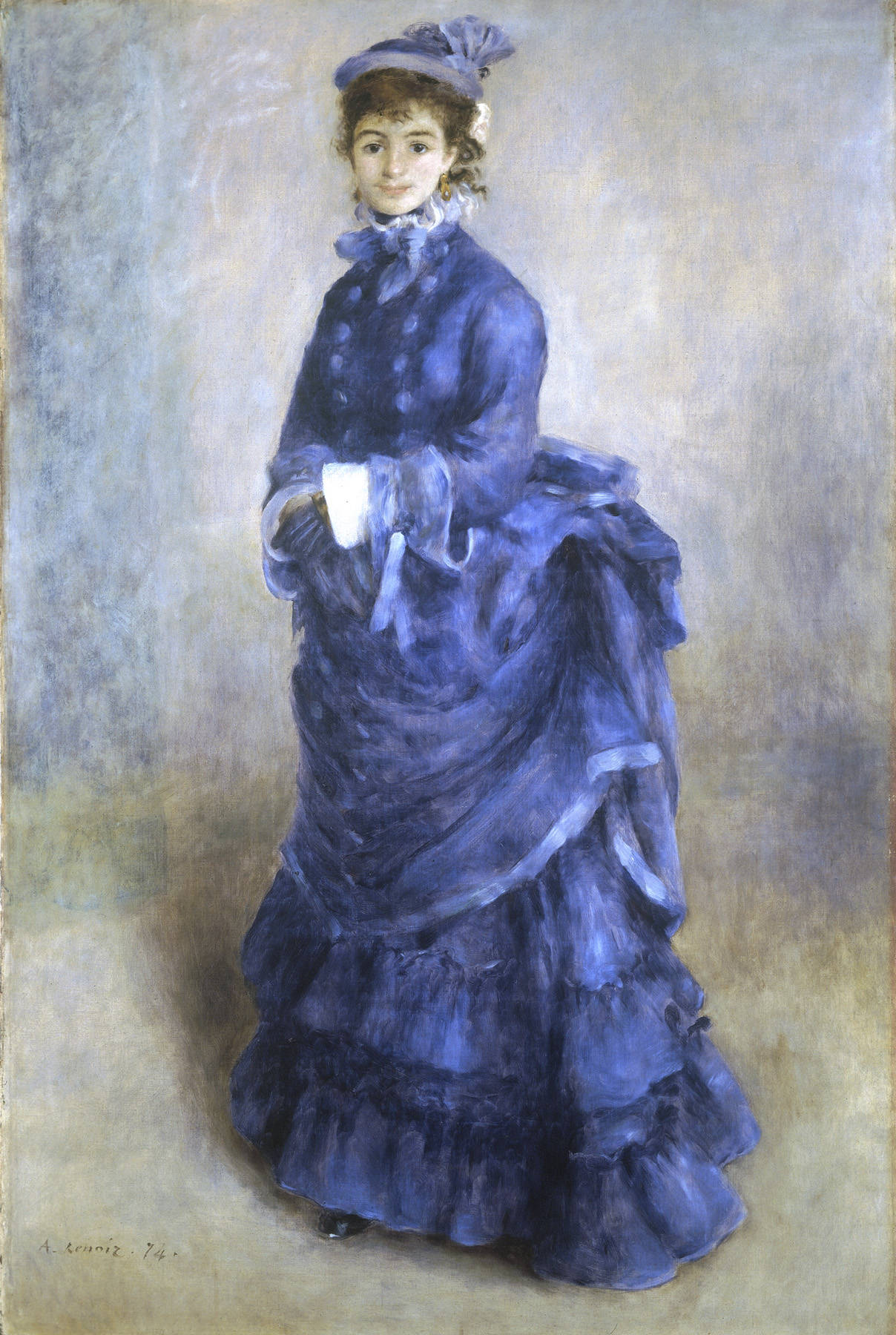
La Parisienne, 1874, (Henriette Henriot), Bảo tàng Quốc gia Cardiff
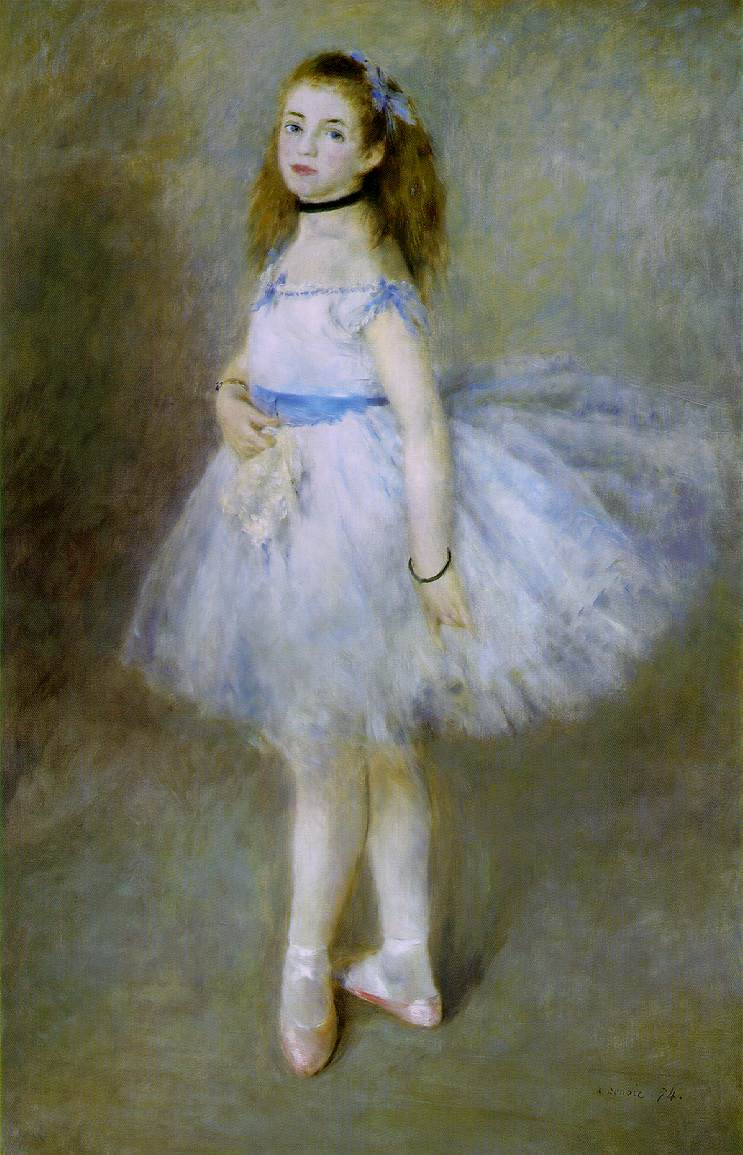
Vũ công, 1874, Phòng trưng bày nghệ thuật quốc gia, Washington, D.C.
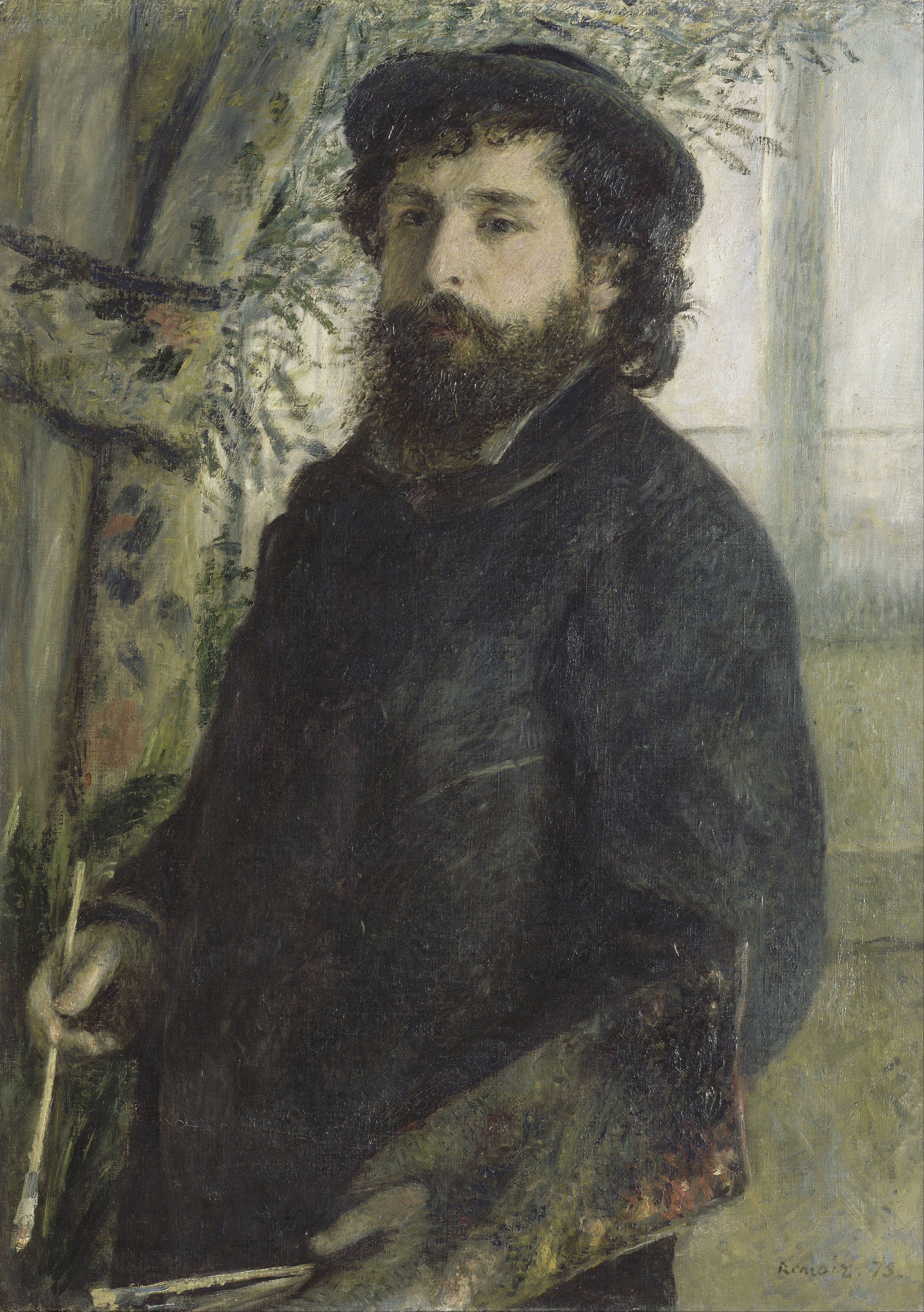
Chân dung Claude Monet, 1875, Bảo tàng Orsay, Paris, Pháp
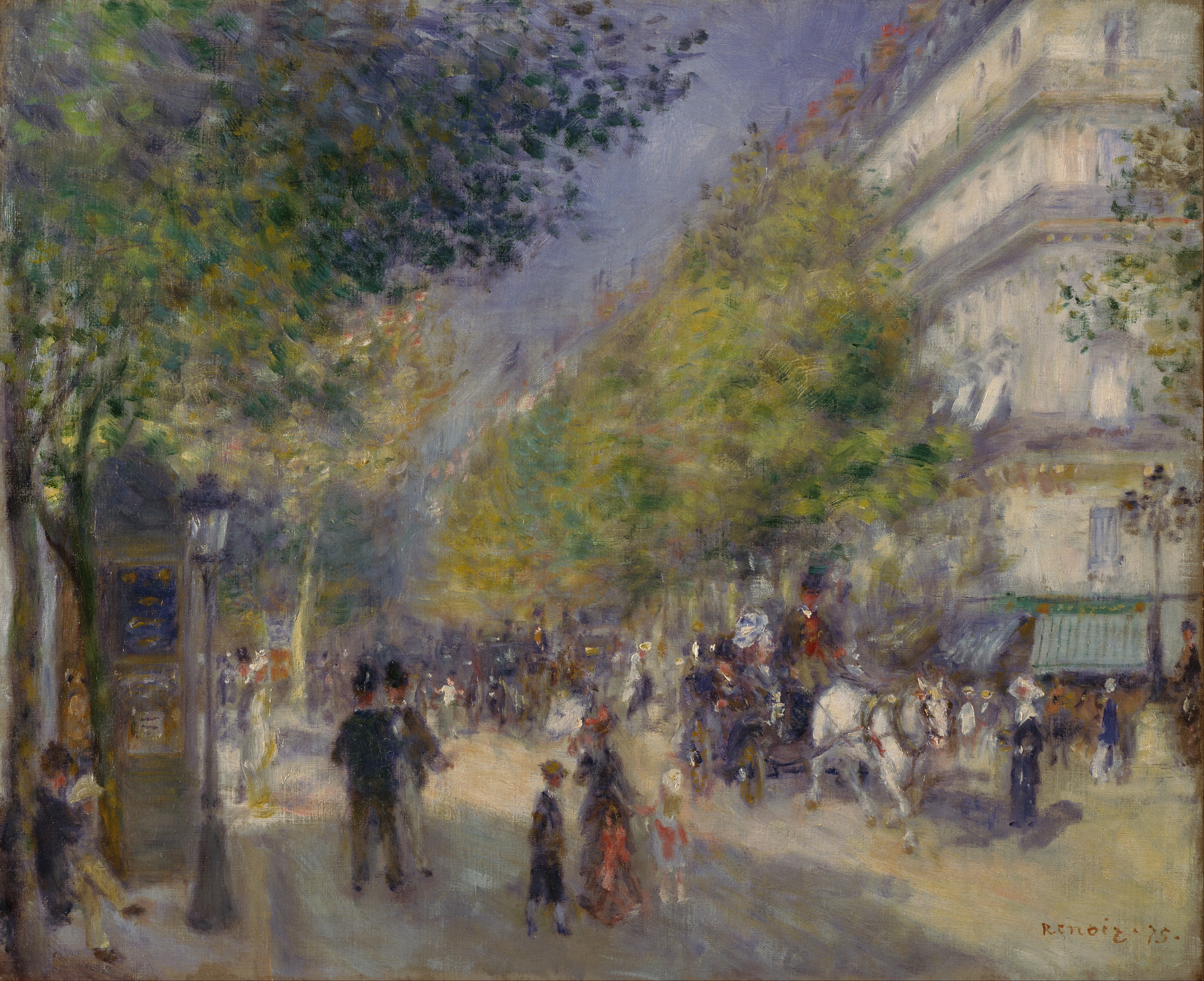
Đại lộ Grands, 1875, Bảo tàng Nghệ thuật Philadelphia
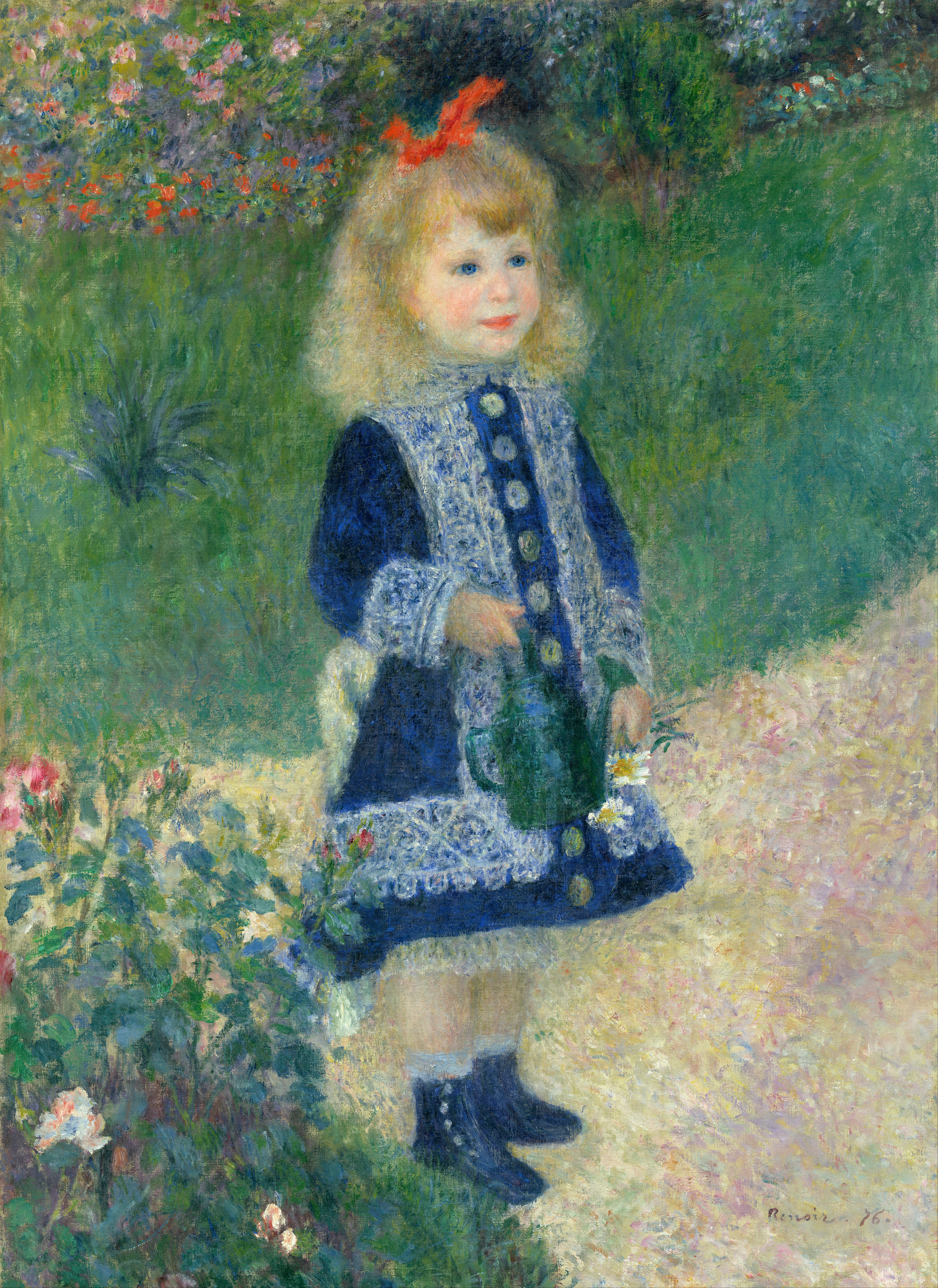
Cô bé với chiếc bình tưới, 1876, Phòng trưng bày nghệ thuật quốc gia, Washington, D.C.
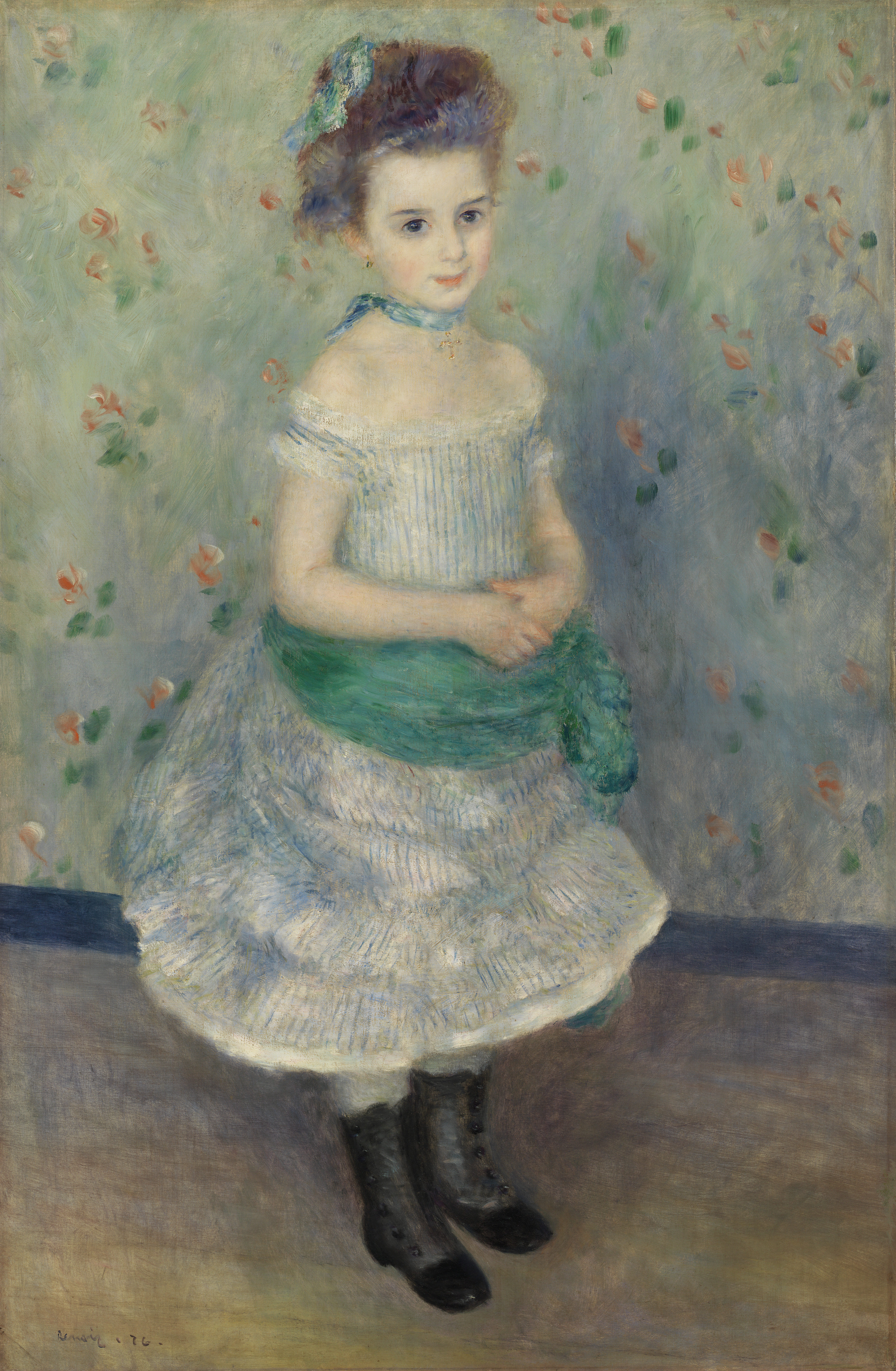
Chân dung Jeanne Durand-Ruel, 1876, Quỹ Barnes, Philadelphia
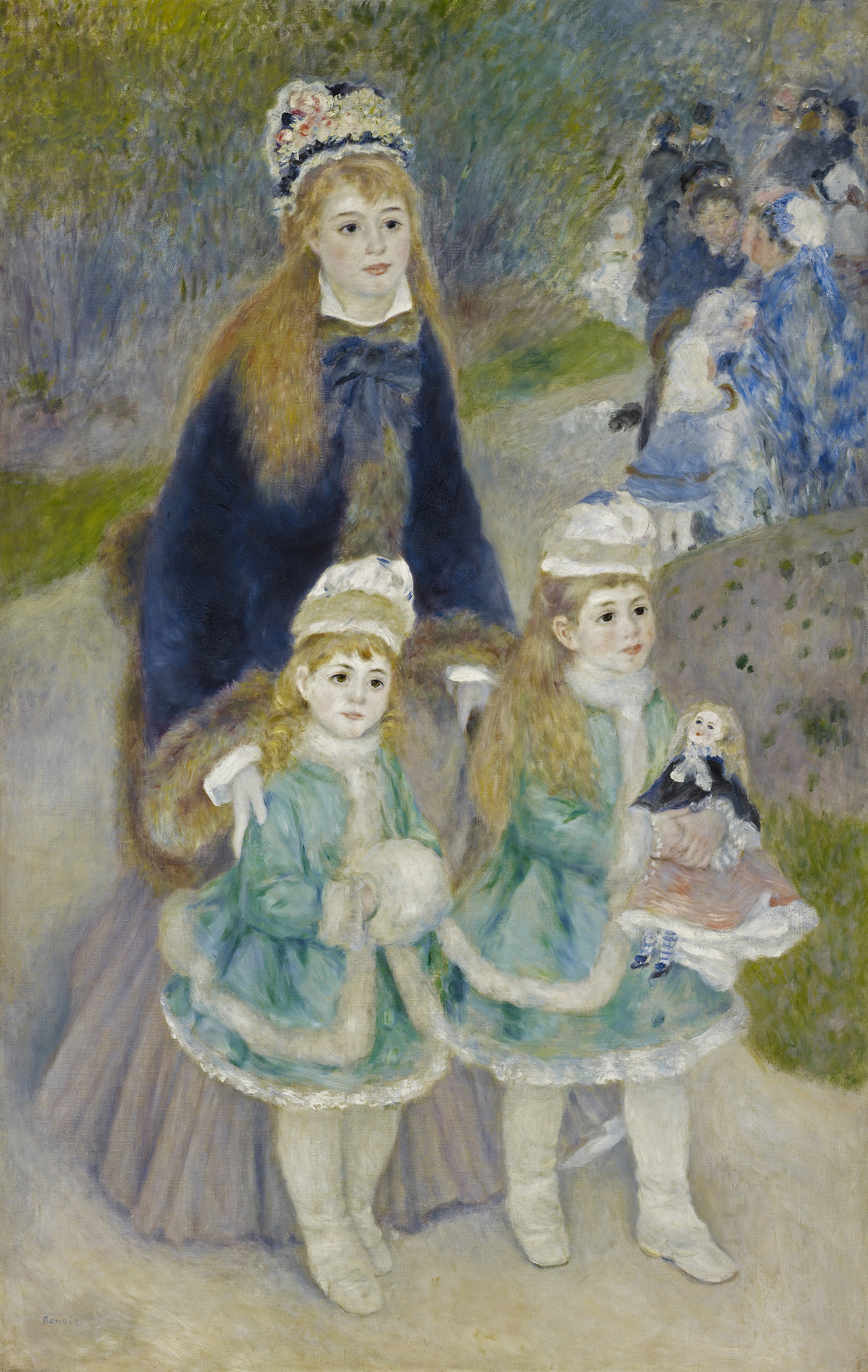
Người mẹ và Những đứa con, 1876, Bộ sưu tập Frick, Thành phố New York
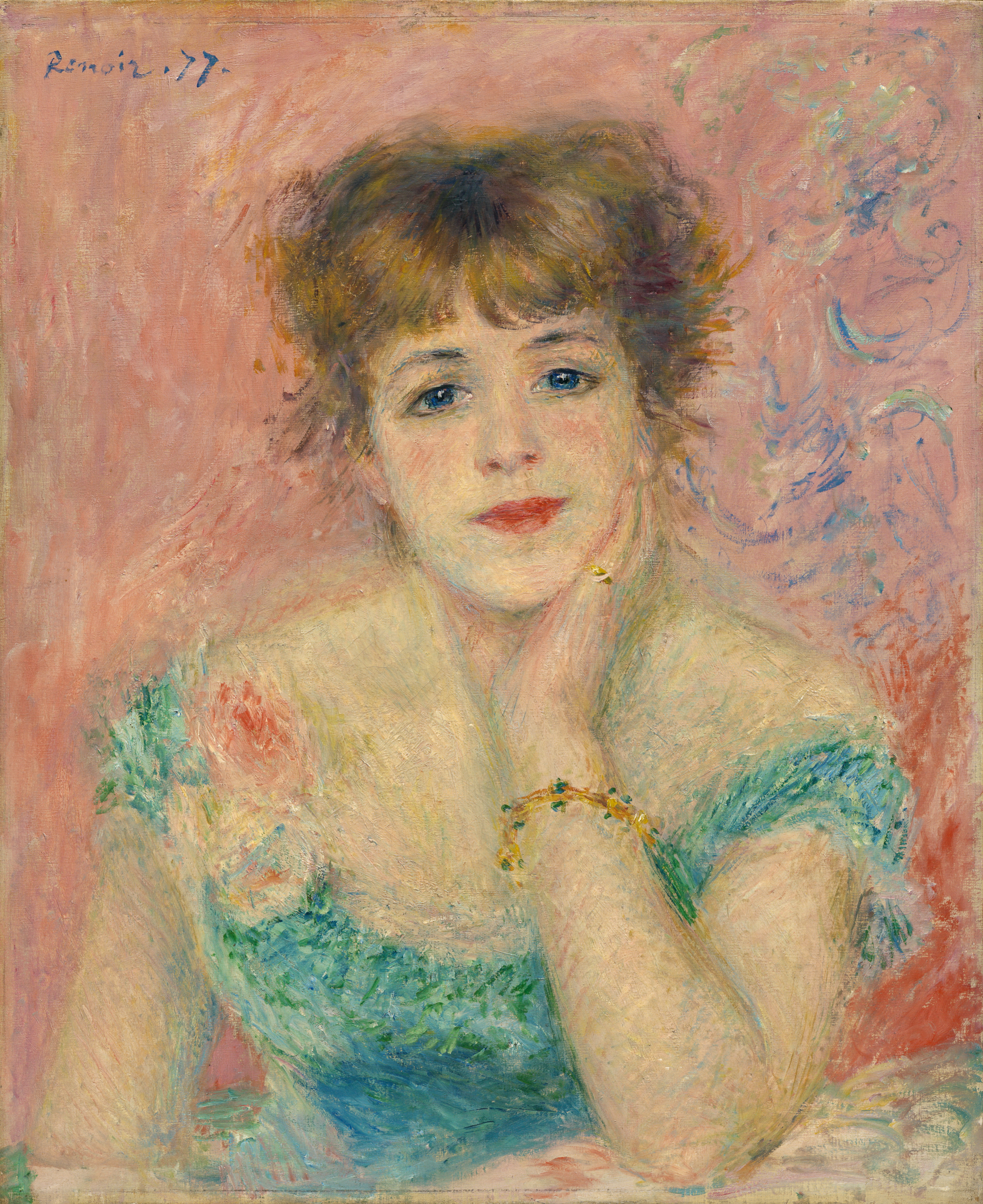
Chân dung Jeanne Samary, 1877, Bảo tàng Puskin, Moskva
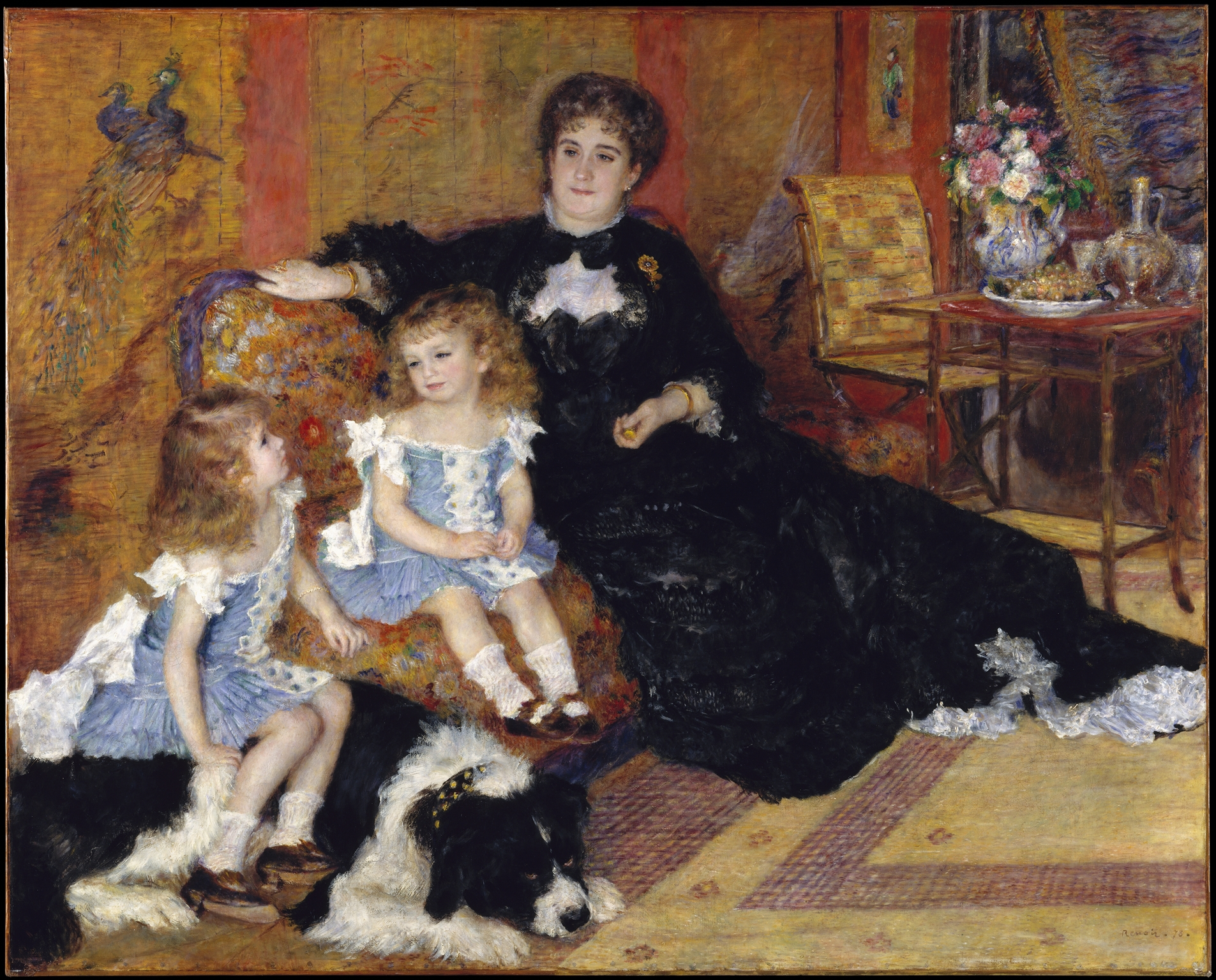
Bà Charpentier và lũ trẻ, 1878, Viện bảo tàng Mỹ thuật Metropolitan, New York
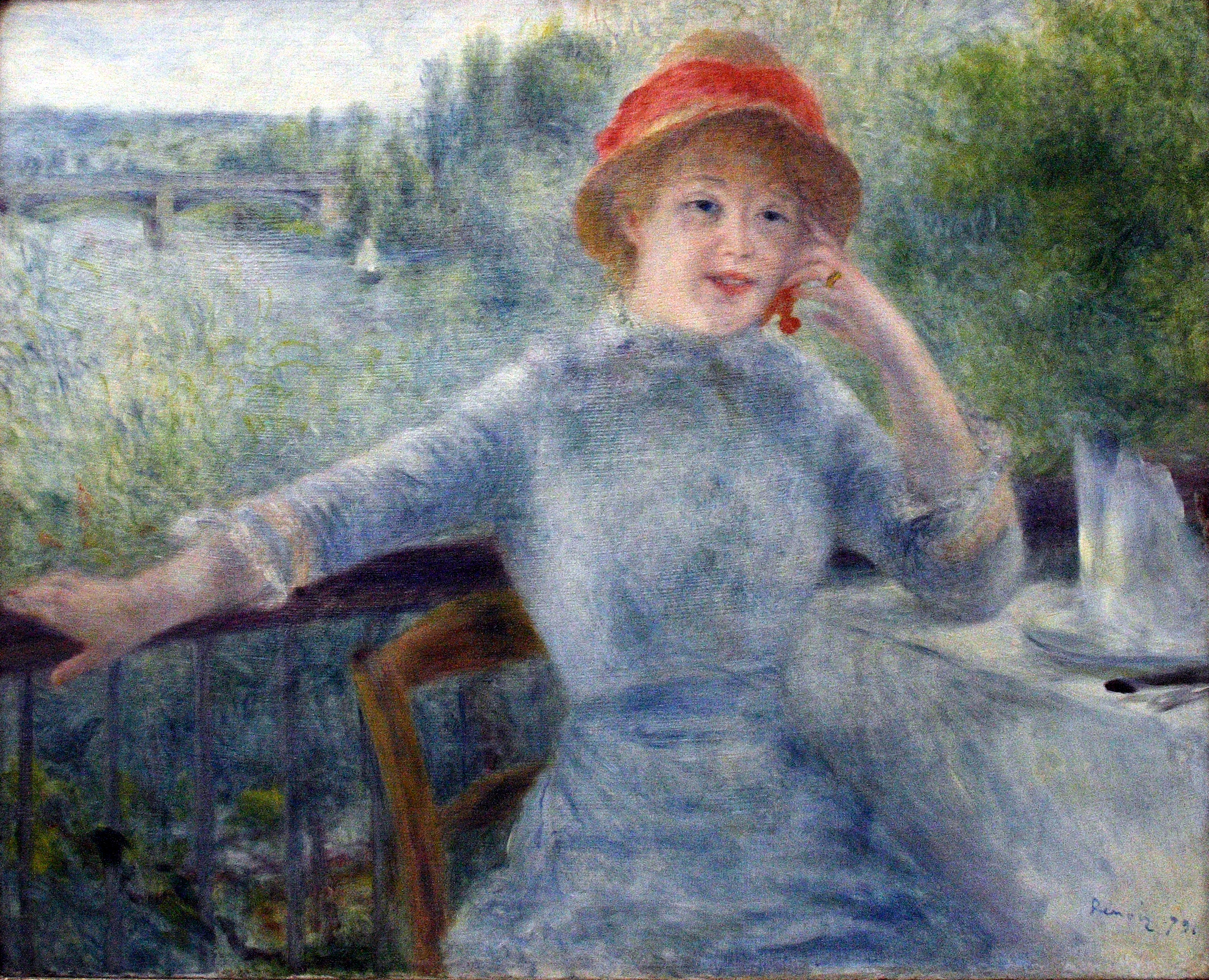
Chân dung Alphonsine Fournaise, 1879, Bảo tàng Orsay, Paris, Pháp
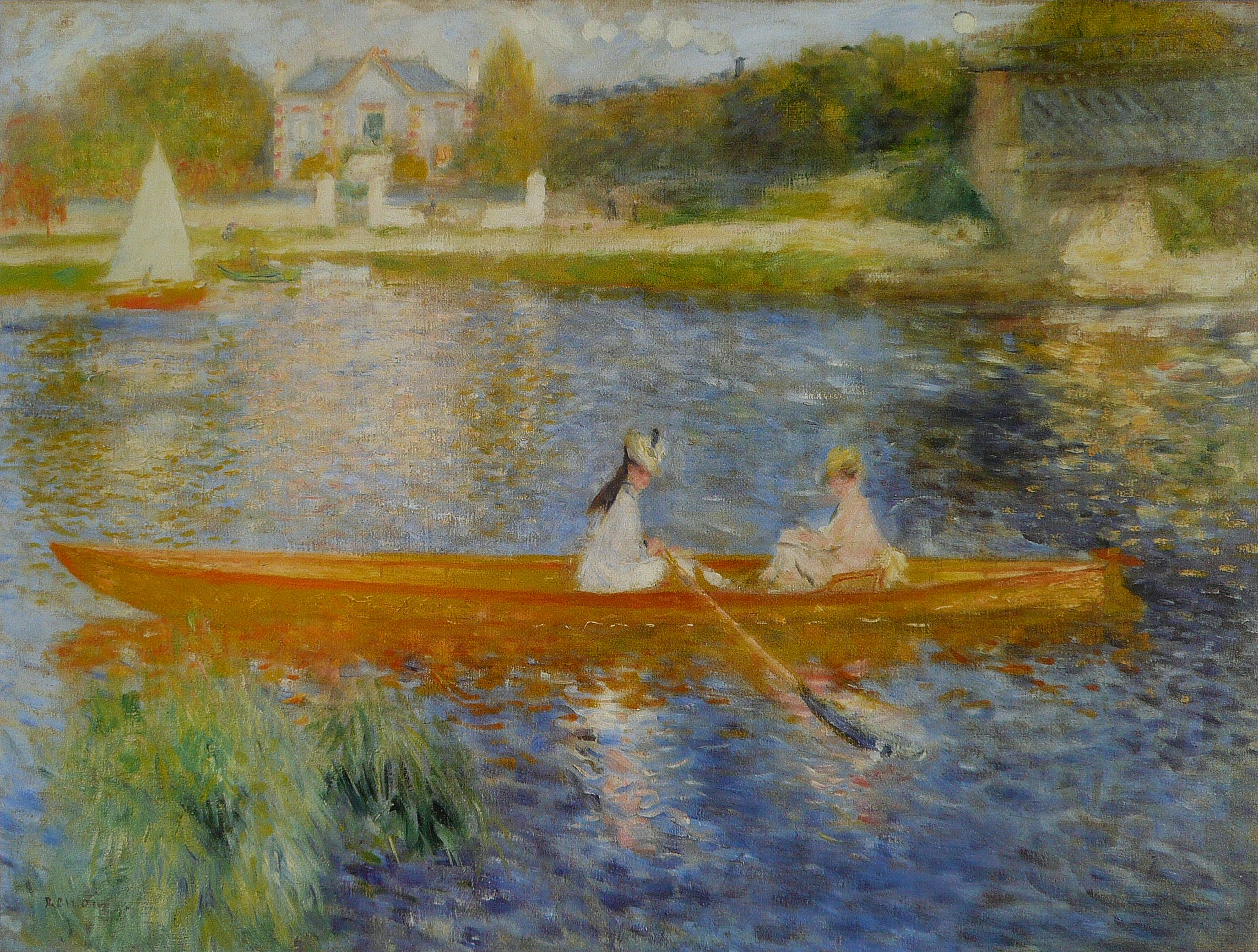
Pierre-Auguste Renoir, Chèo thuyền trên sông Seine (La Yole), k. 1879
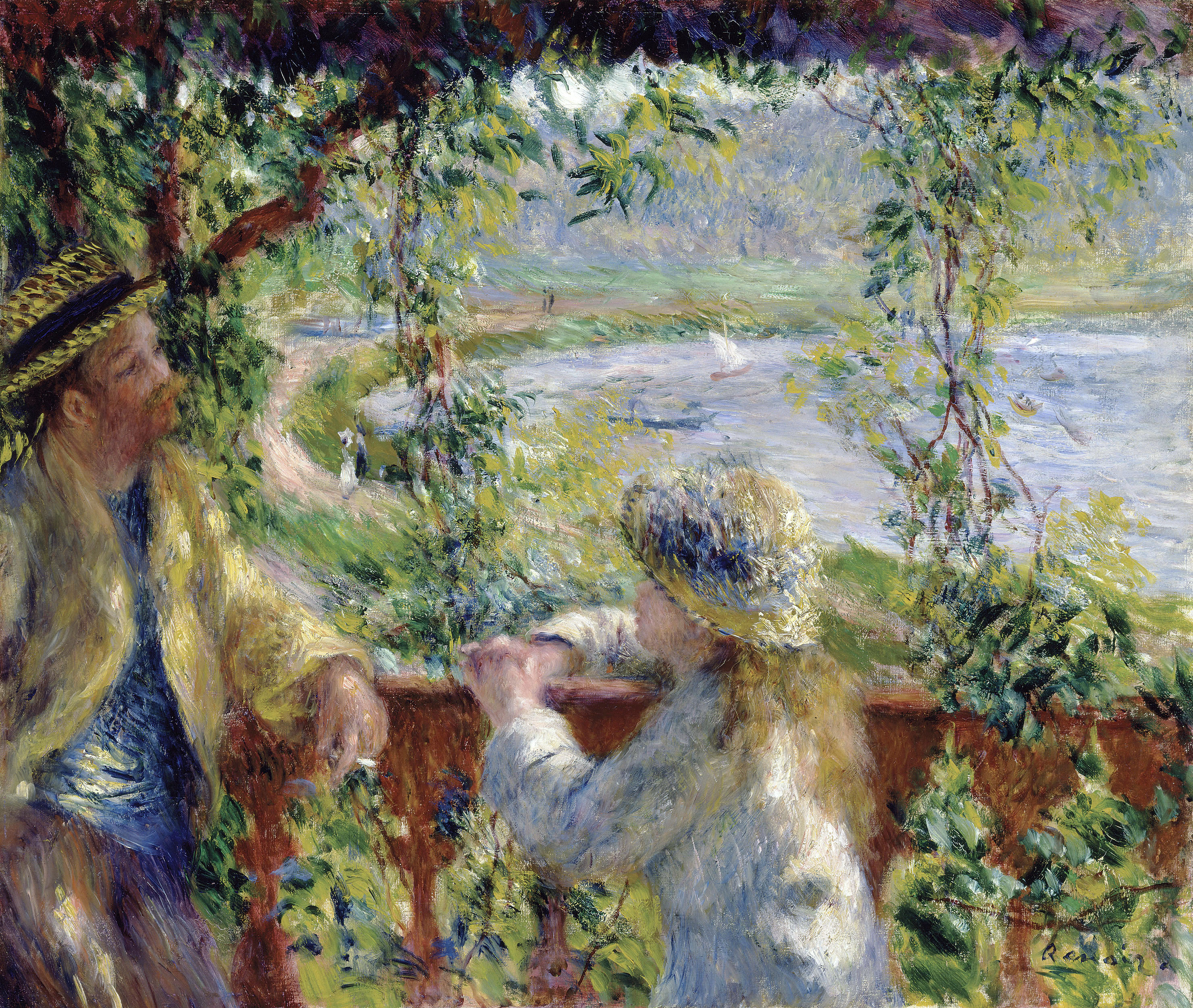
Đứng cạnh mặt nước, 1880, Viện Nghệ thuật Chicago, Chicago, Illinois
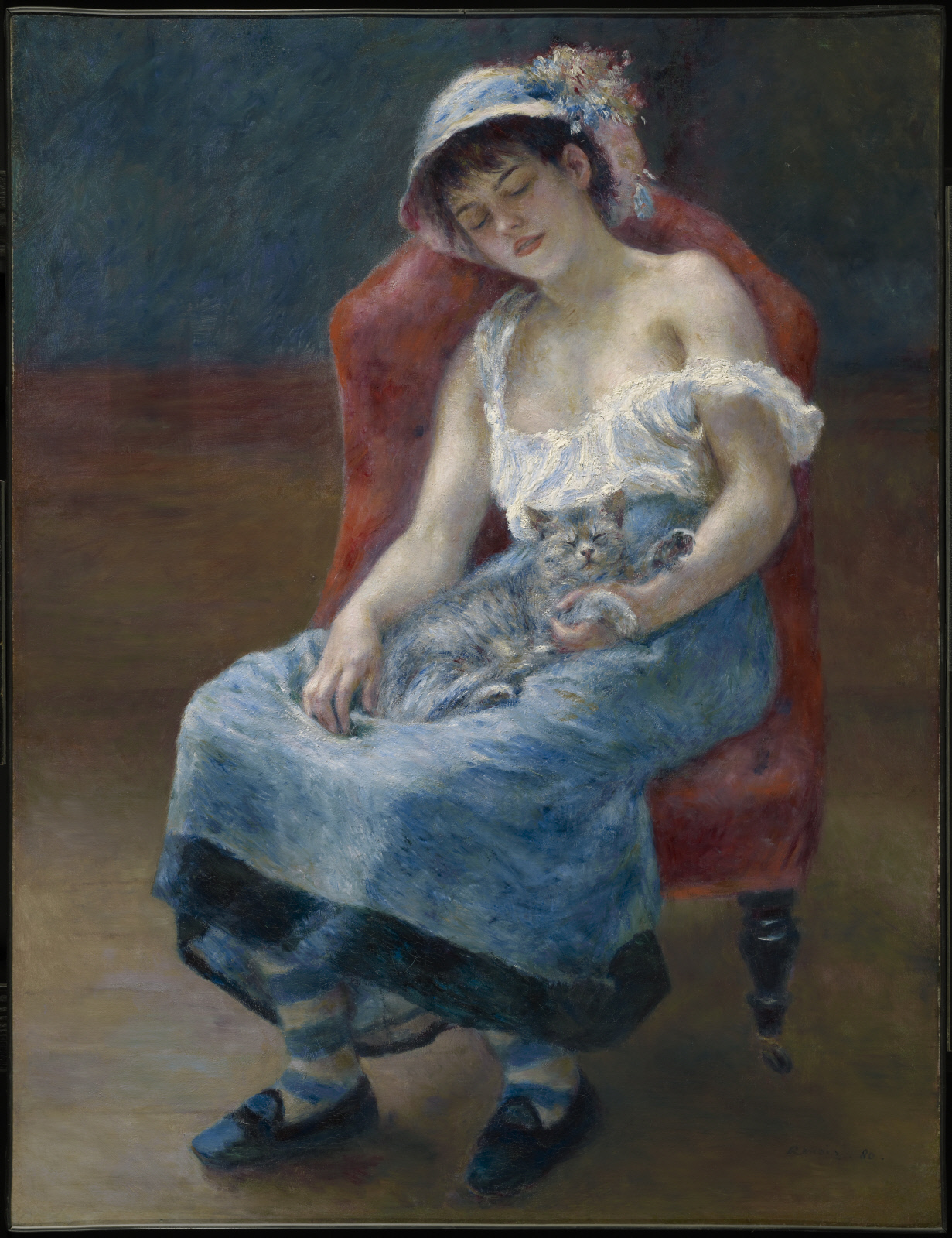
Cô gái đang ngủ với một Con mèo, Viện Nghệ thuật Clark, Williamstown, Massachusetts
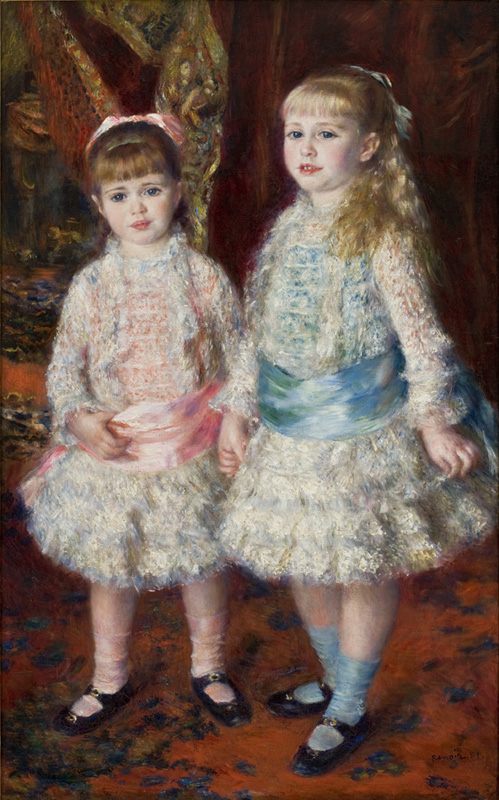
Hồng và Xanh vẽ Alice và Elisabeth Cahen d'Anvers, 1881, Bảo tàng Nghệ thuật São Paulo, São Paulo
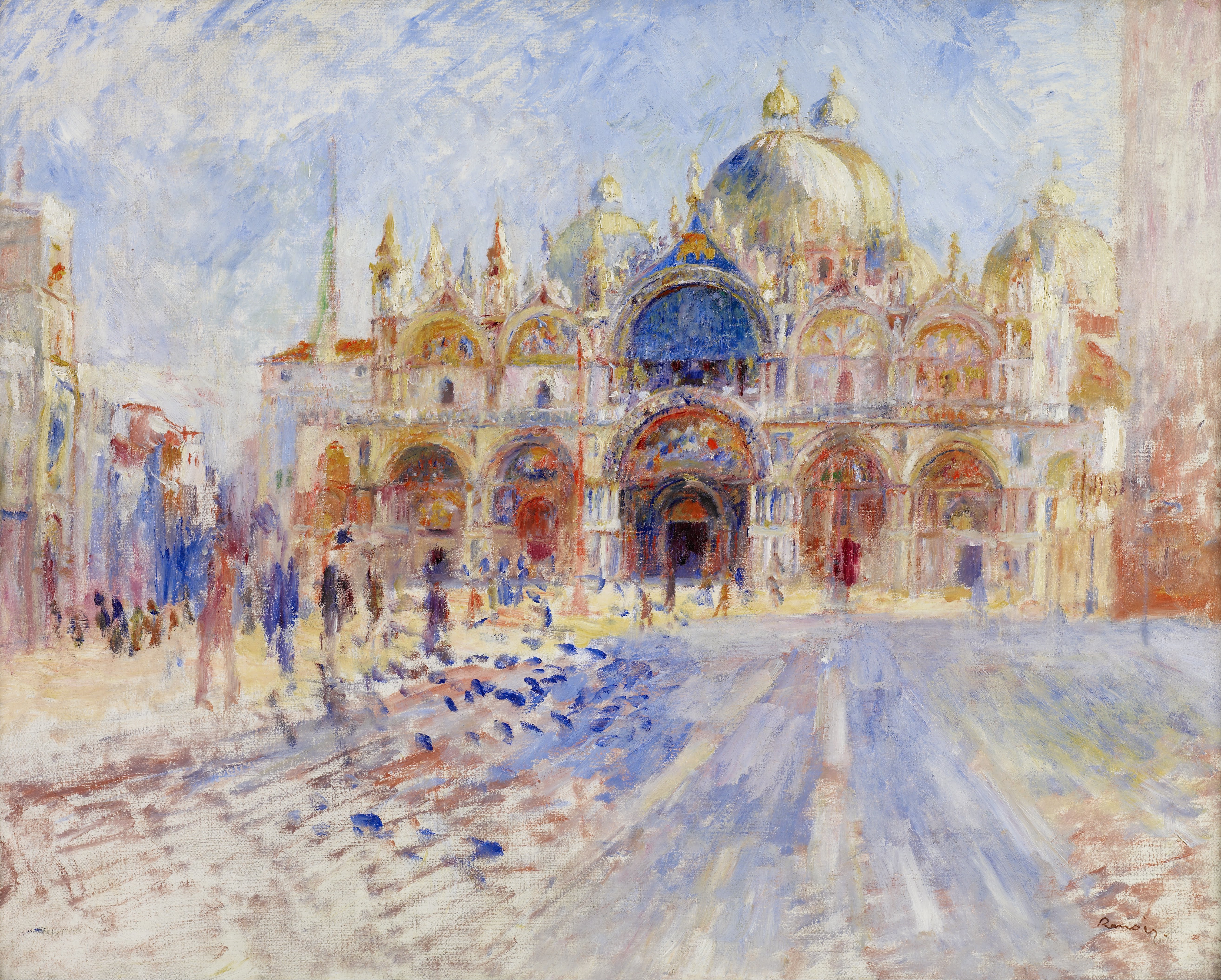
Quảng trường San Marco, Venezia, 1881 (Viện nghệ thuật Minneapolis)
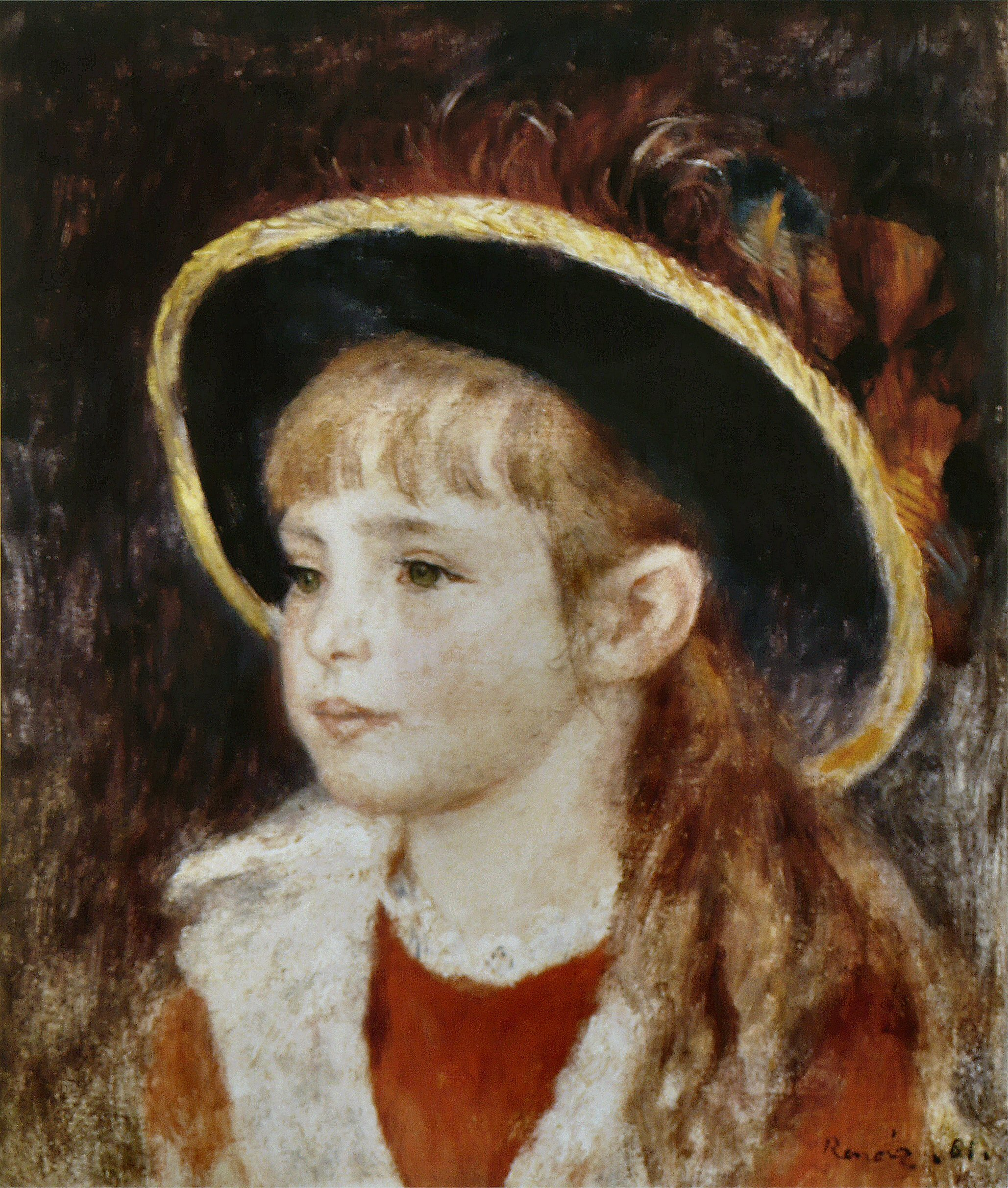
Fillette au chapeau bleu, 1881, (Jane Henriot), bộ sưu tập riêng
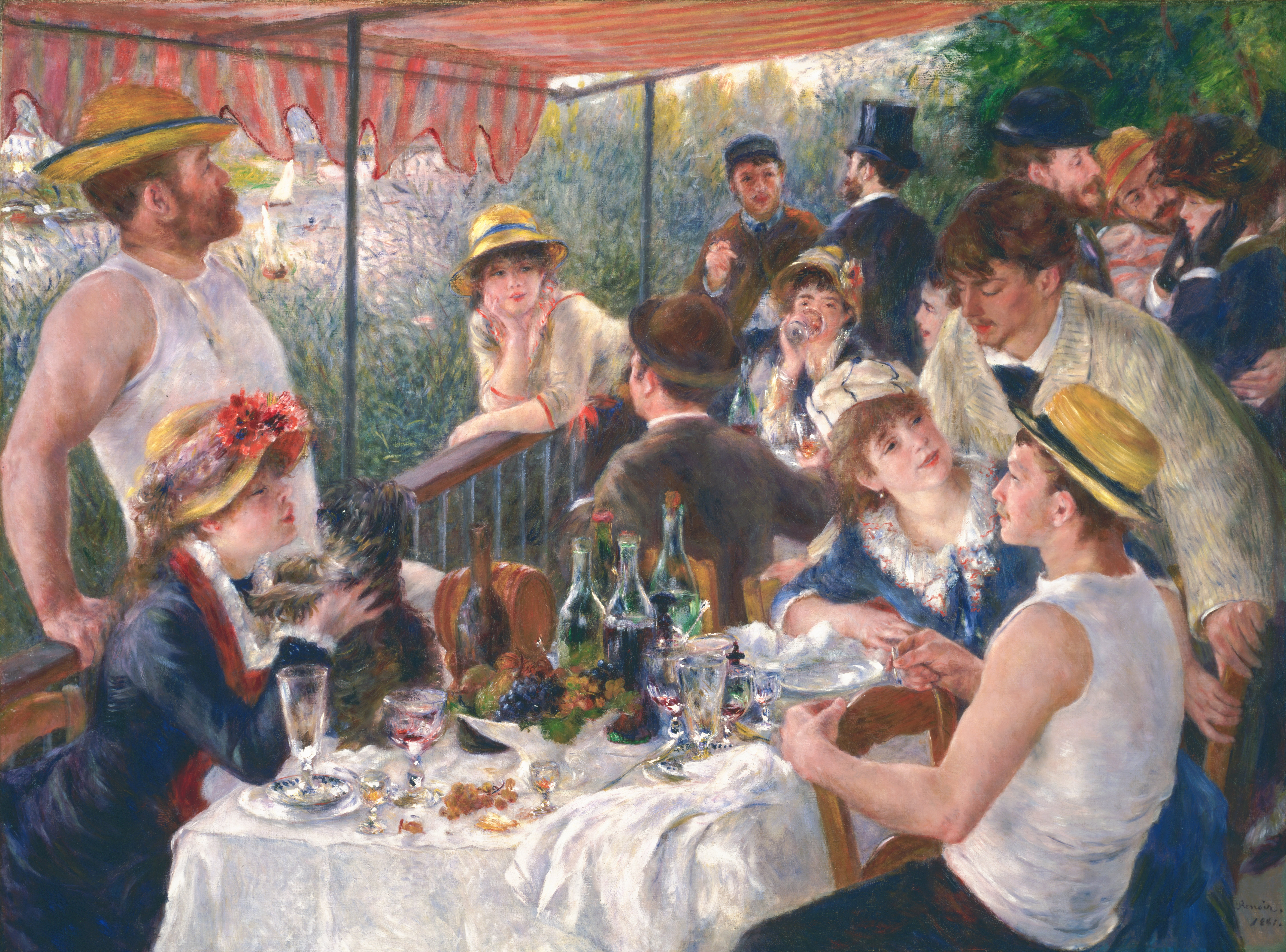
Bữa trưa trên thuyền, 1881, Bộ sưu tập Phillips, Washington, D.C.
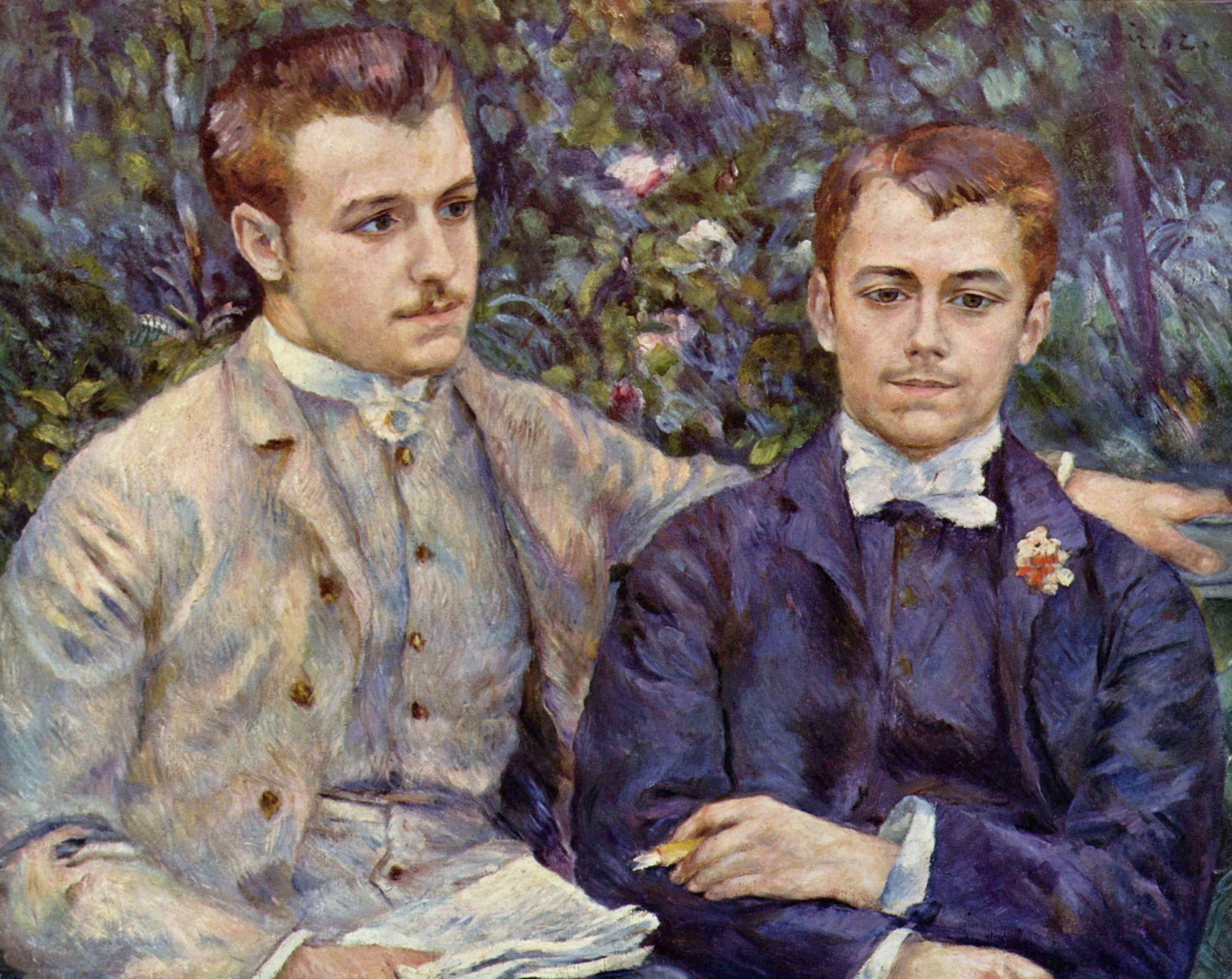
Chân dung Charles và Georges Durand-Ruel, 1882
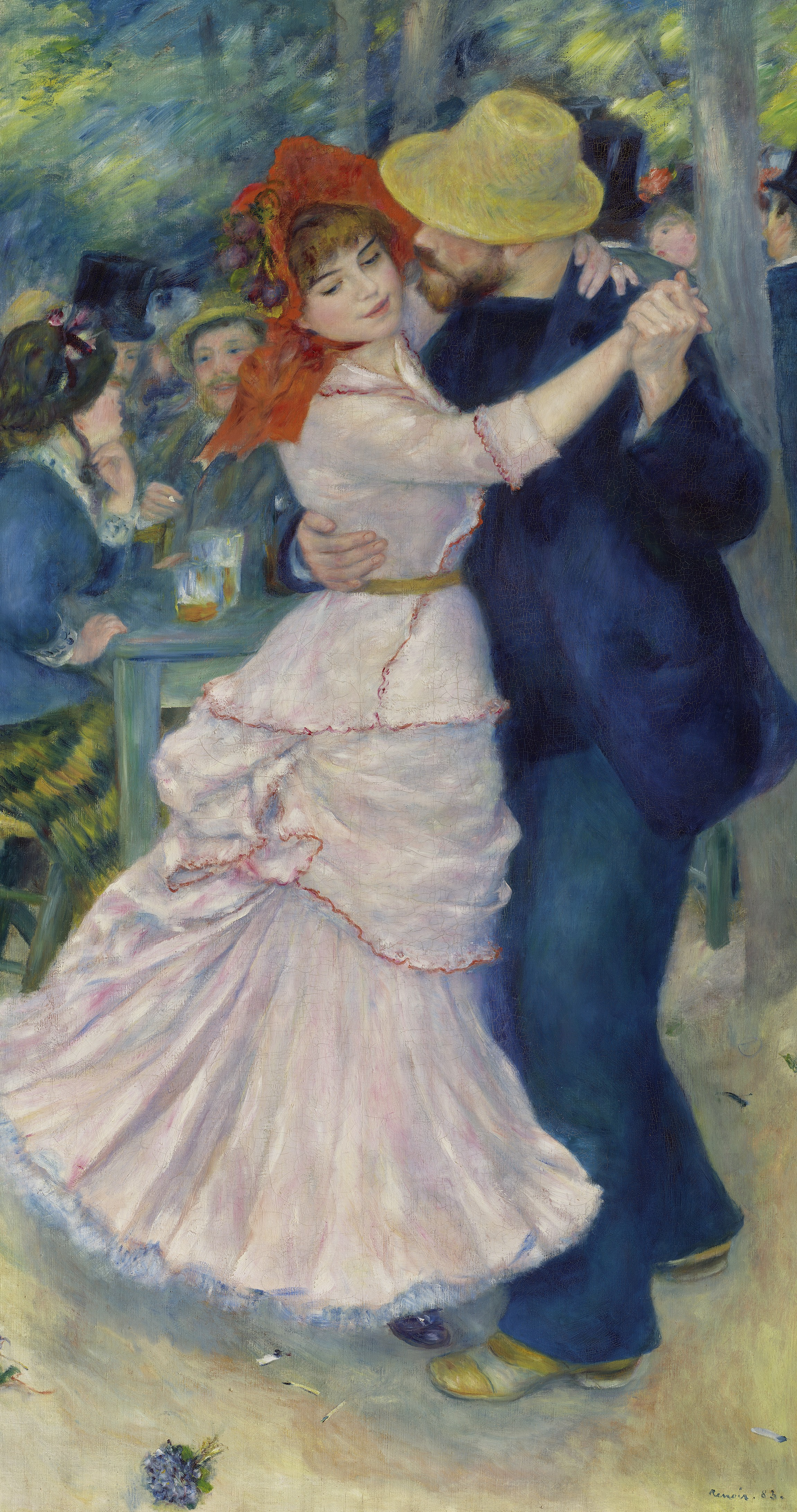
Khiêu vũ Bougival, 1882–1883, (người phụ nữ bên trai là họa sĩ Suzanne Valadon), Bảo tàng Mỹ thuật Boston
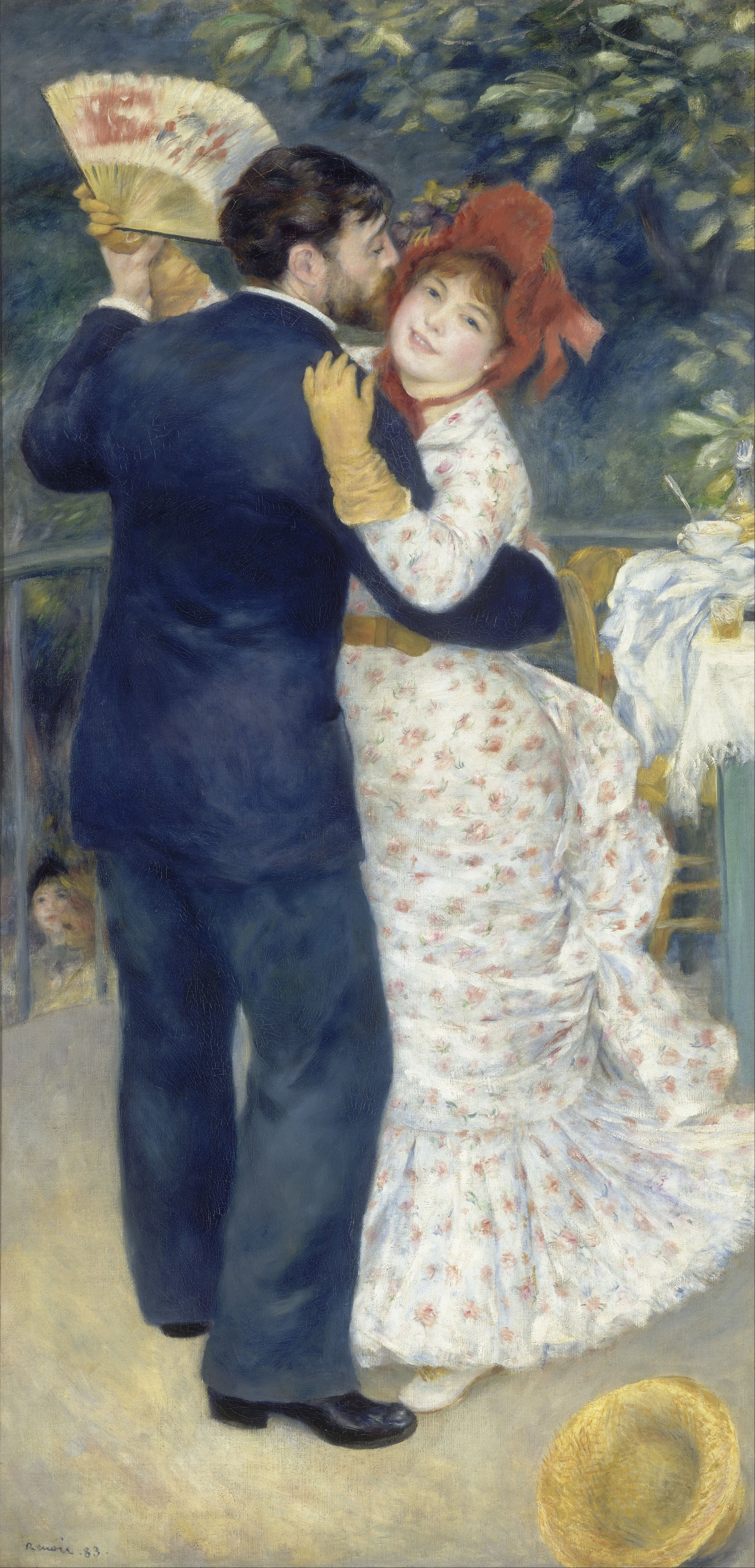
Khiêu vũ tại miền Quê (Aline Charigot và Paul Lhote), 1883, Bảo tàng Orsay, Paris
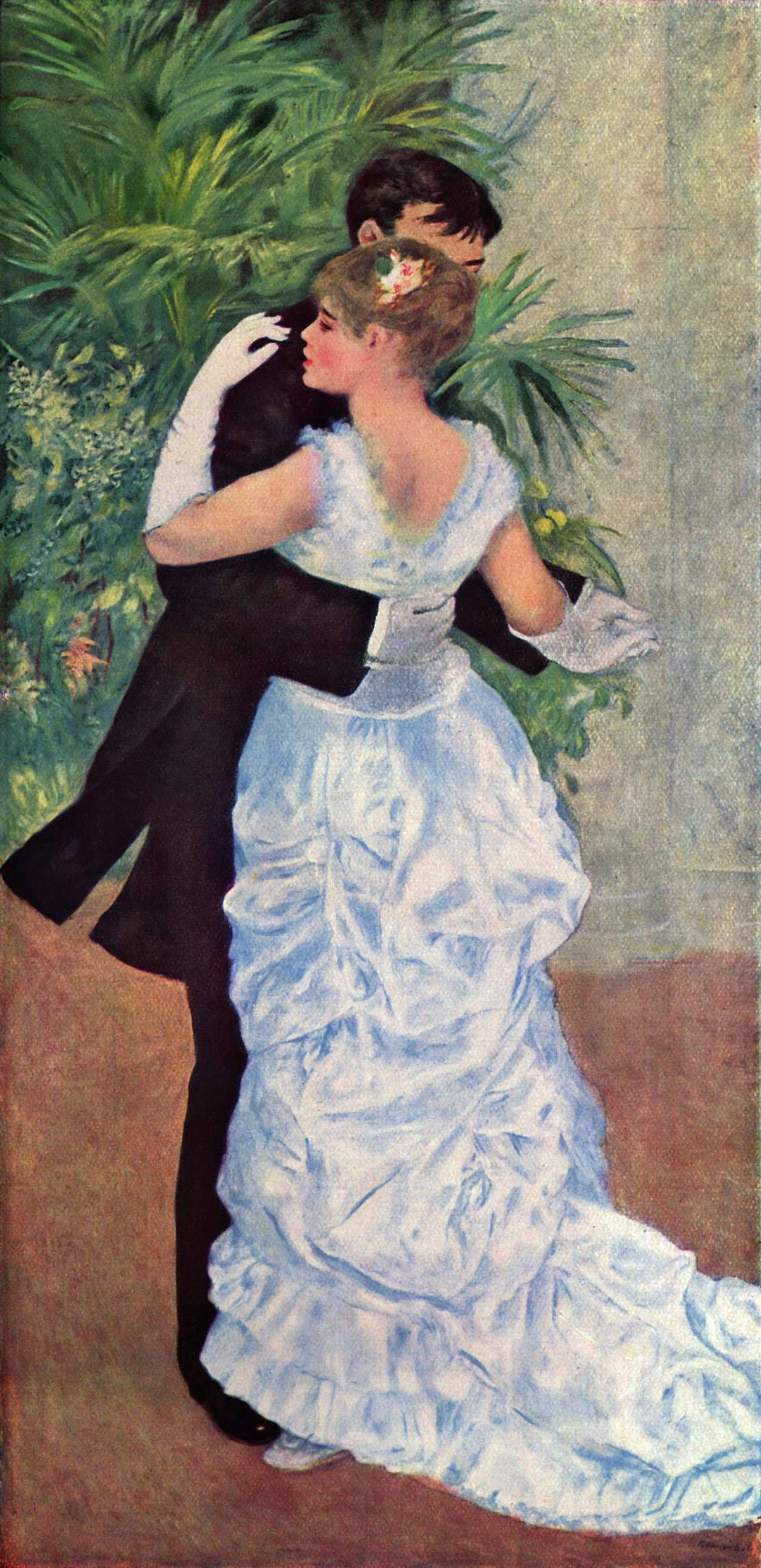
Khiêu vũ tại Thành phố, 1883, Bảo tàng Orsay, Paris, Pháp
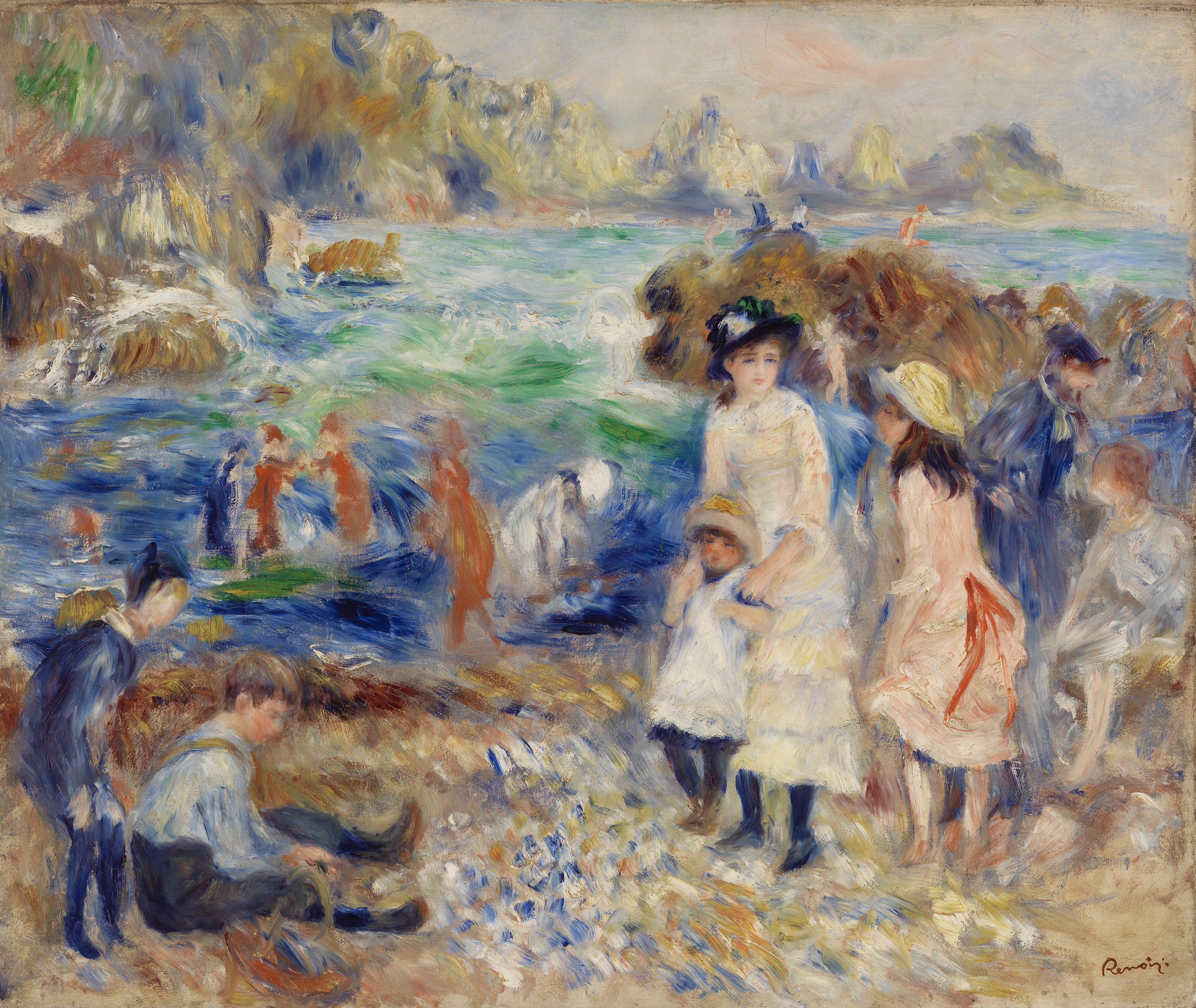
Trẻ con tại Bãi biển ở Guernsey, 1883, Quỹ Barnes, Philadelphia
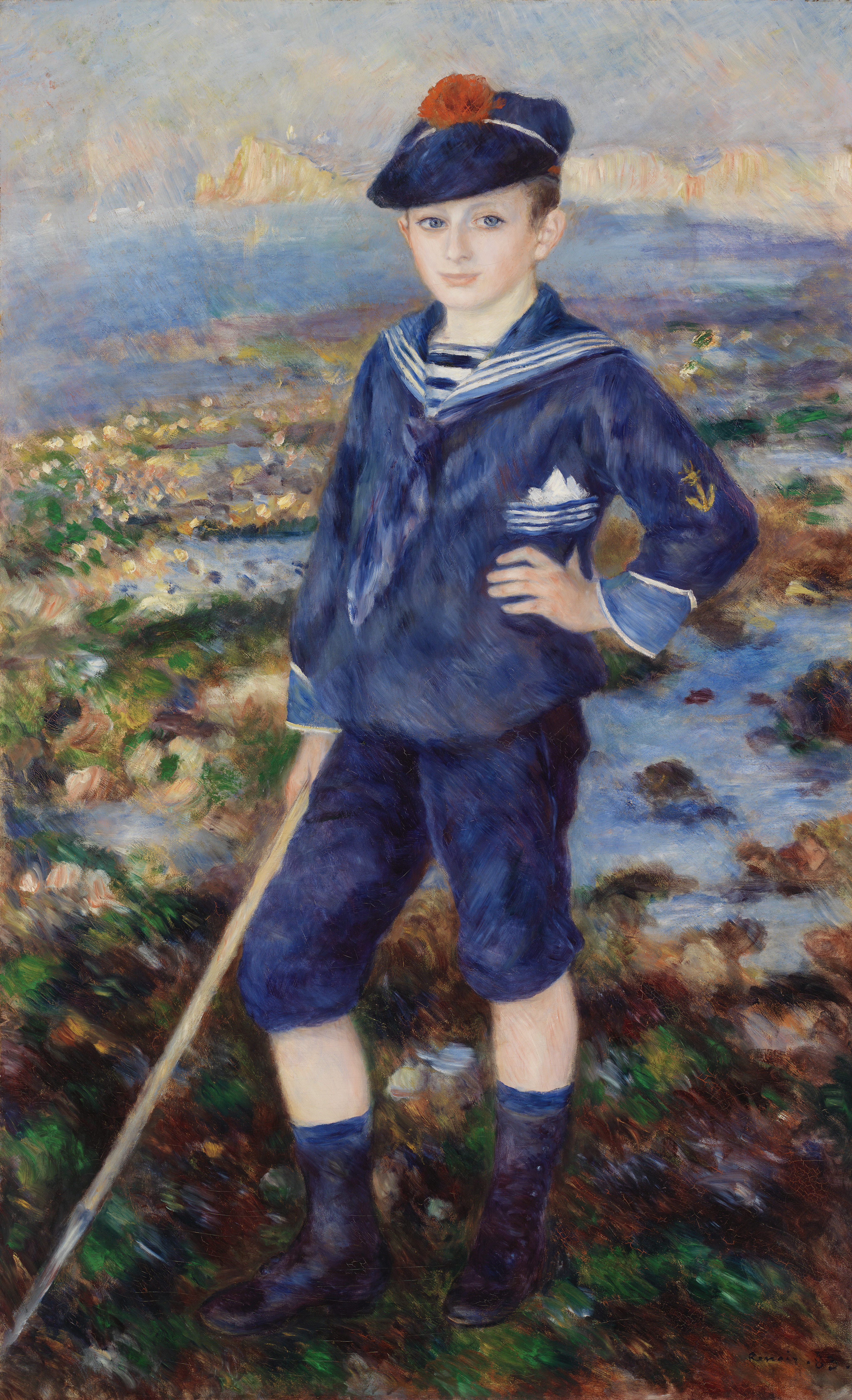
Jeune garçon sur la plage d'Yport, 1883, Quỹ Barnes, Philadelphia
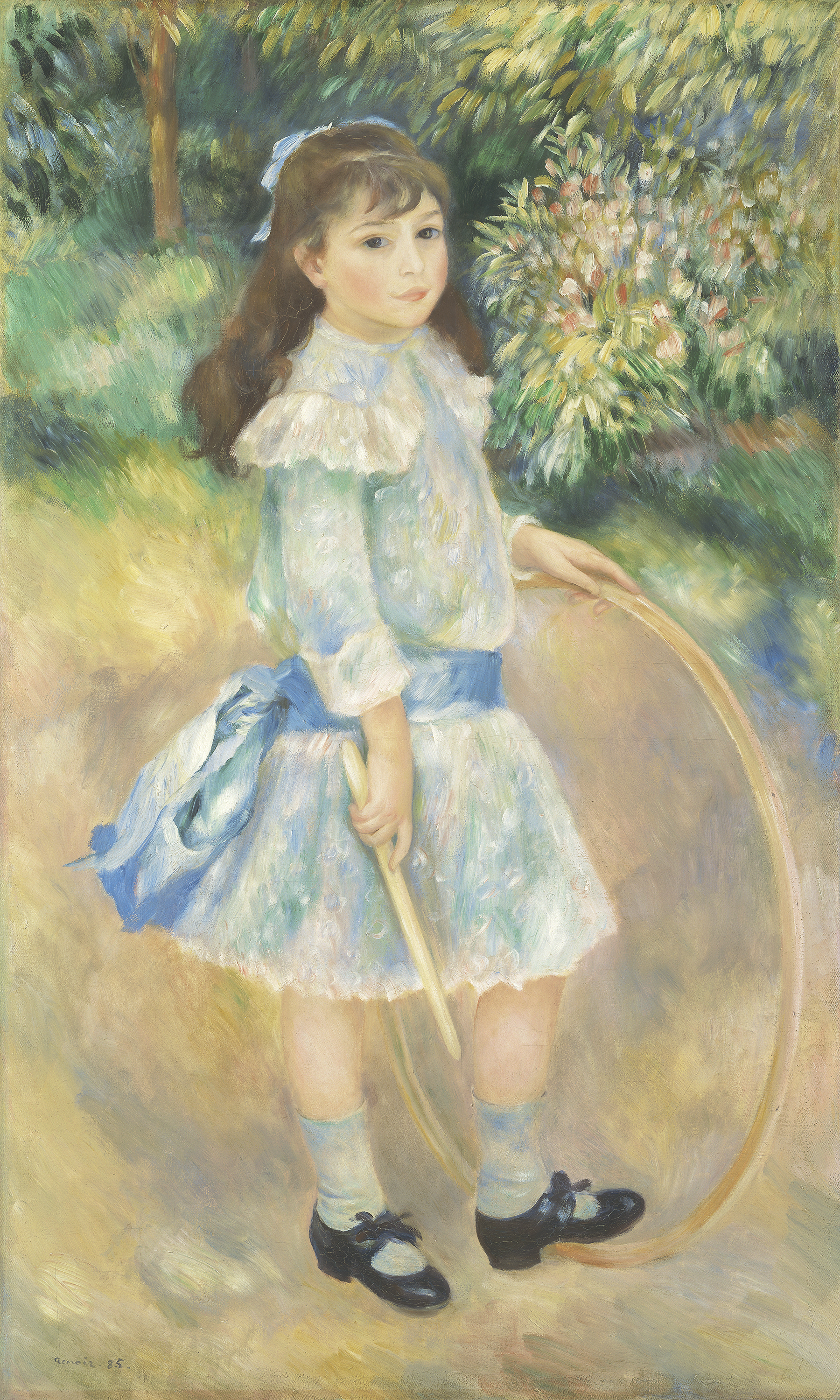
Cô bé với chiếc Vòng, 1885, Phòng trưng bày nghệ thuật quốc gia, Washington, D.C.
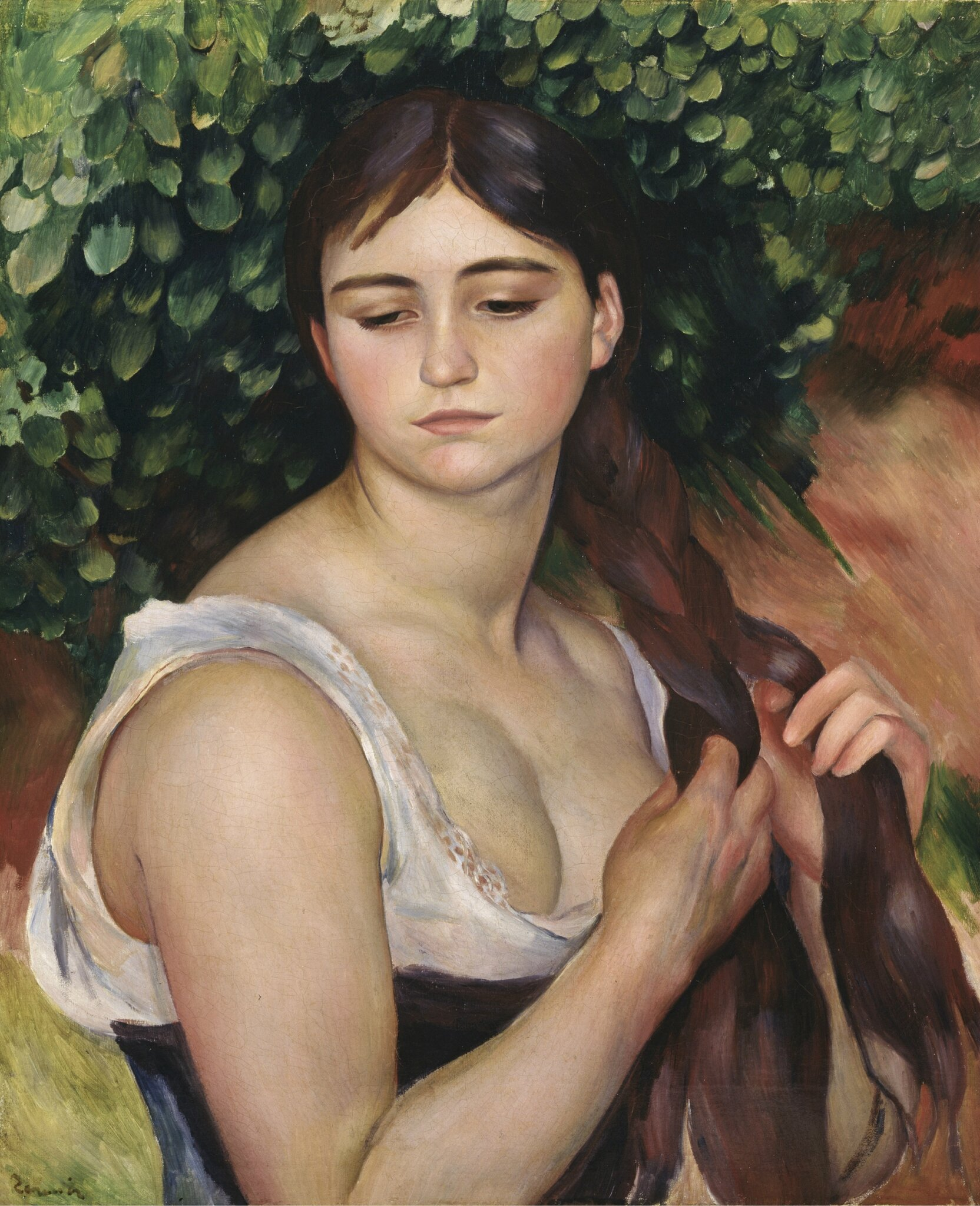
Cô gái đang tết tóc (Suzanne Valadon), 1885
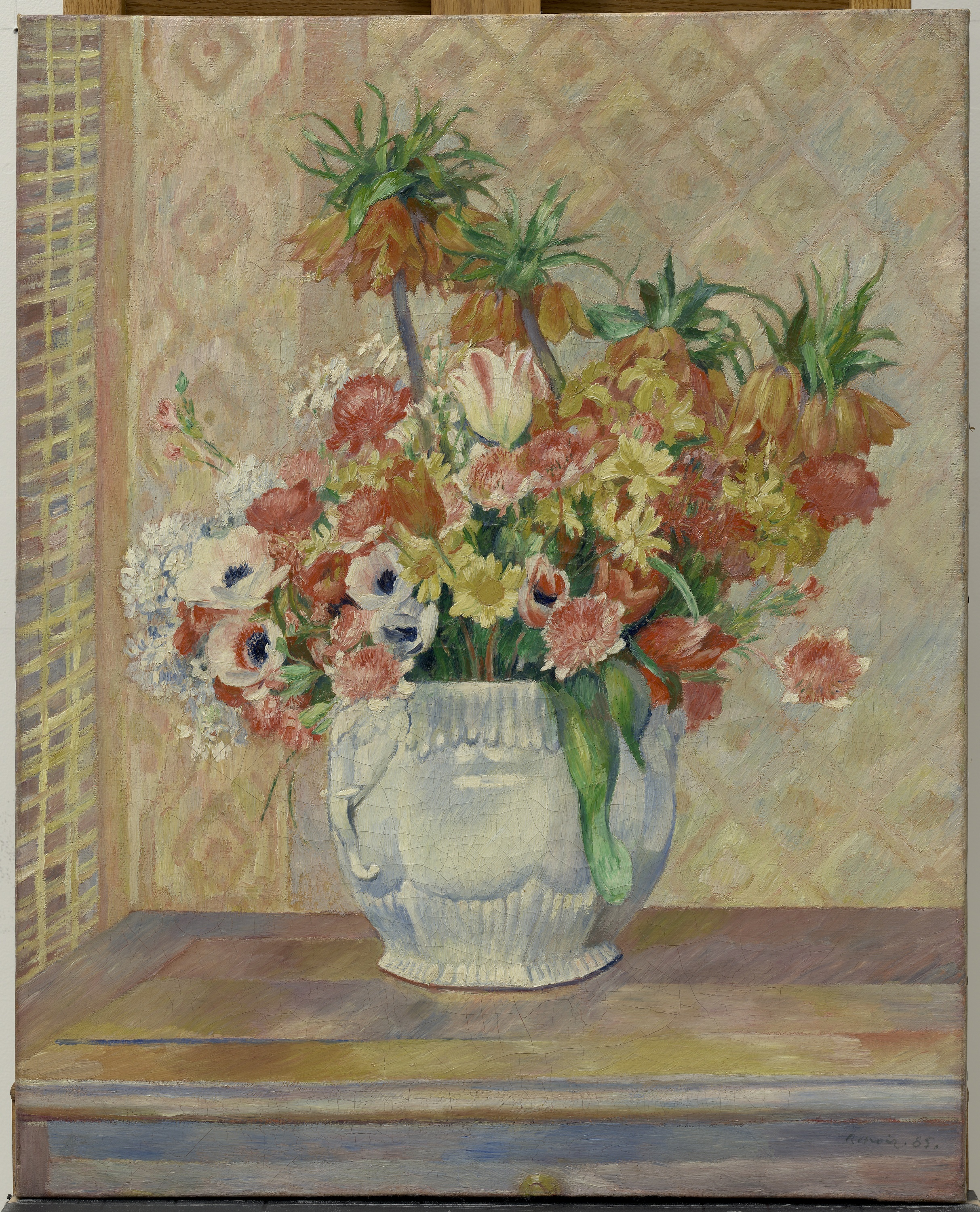
Tranh tĩnh vật: Những bông hoa, 1885, Bảo tàng Solomon R. Guggenheim, New York
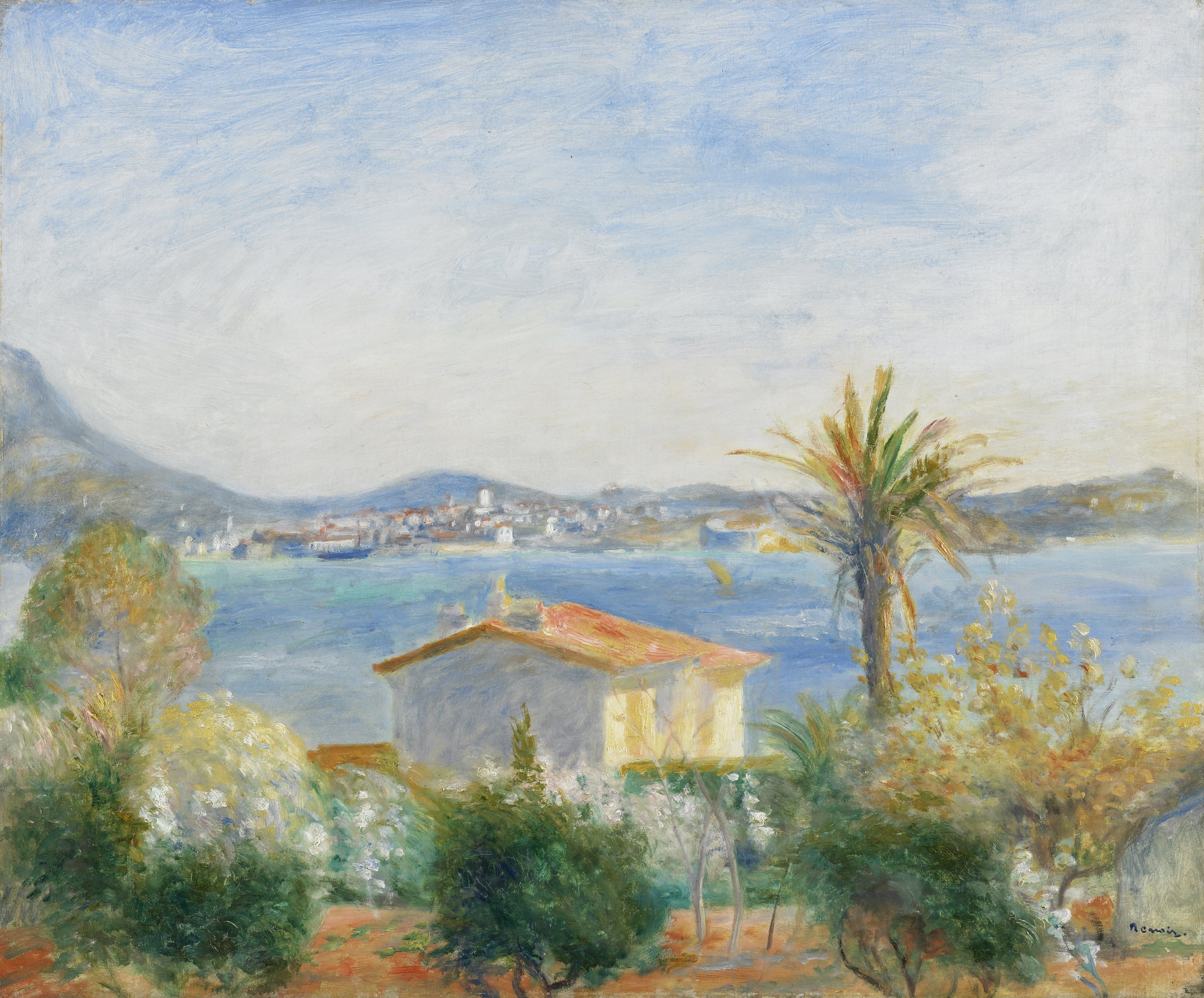
Tamaris, Pháp, k. 1885 (Viện Nghệ thuật Minneapolis)
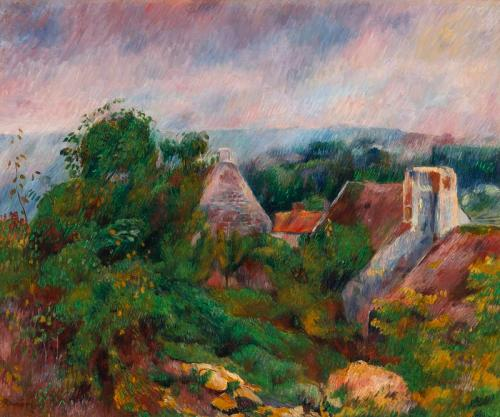
La Roche Guyon, 1885–86, Phòng trưng bày nghệ thuật Aberdeen Art Gallery
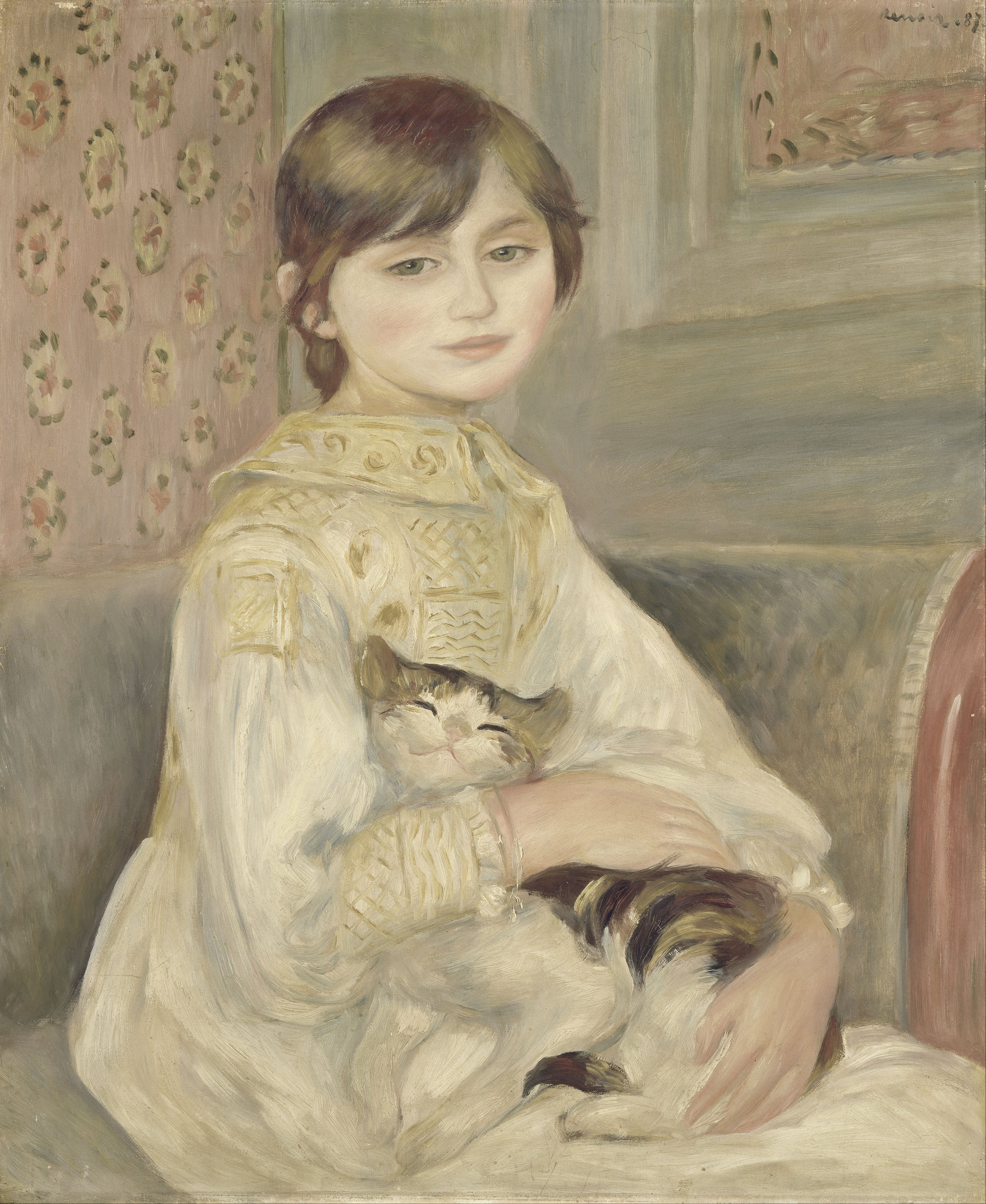
Julie Manet với mèo, 1887
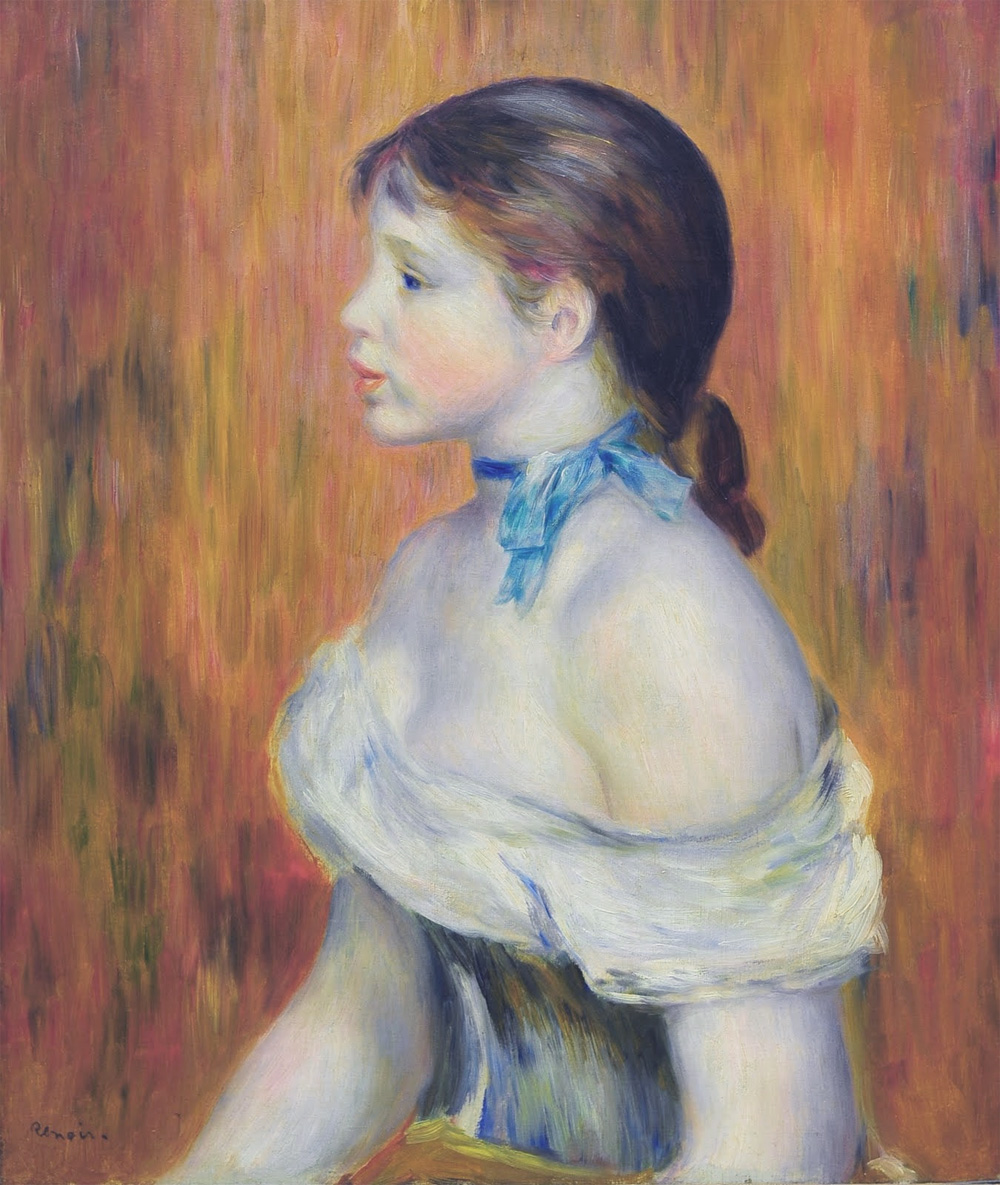
Người phụ nữ trẻ với Vòng choker Xanh, 1888
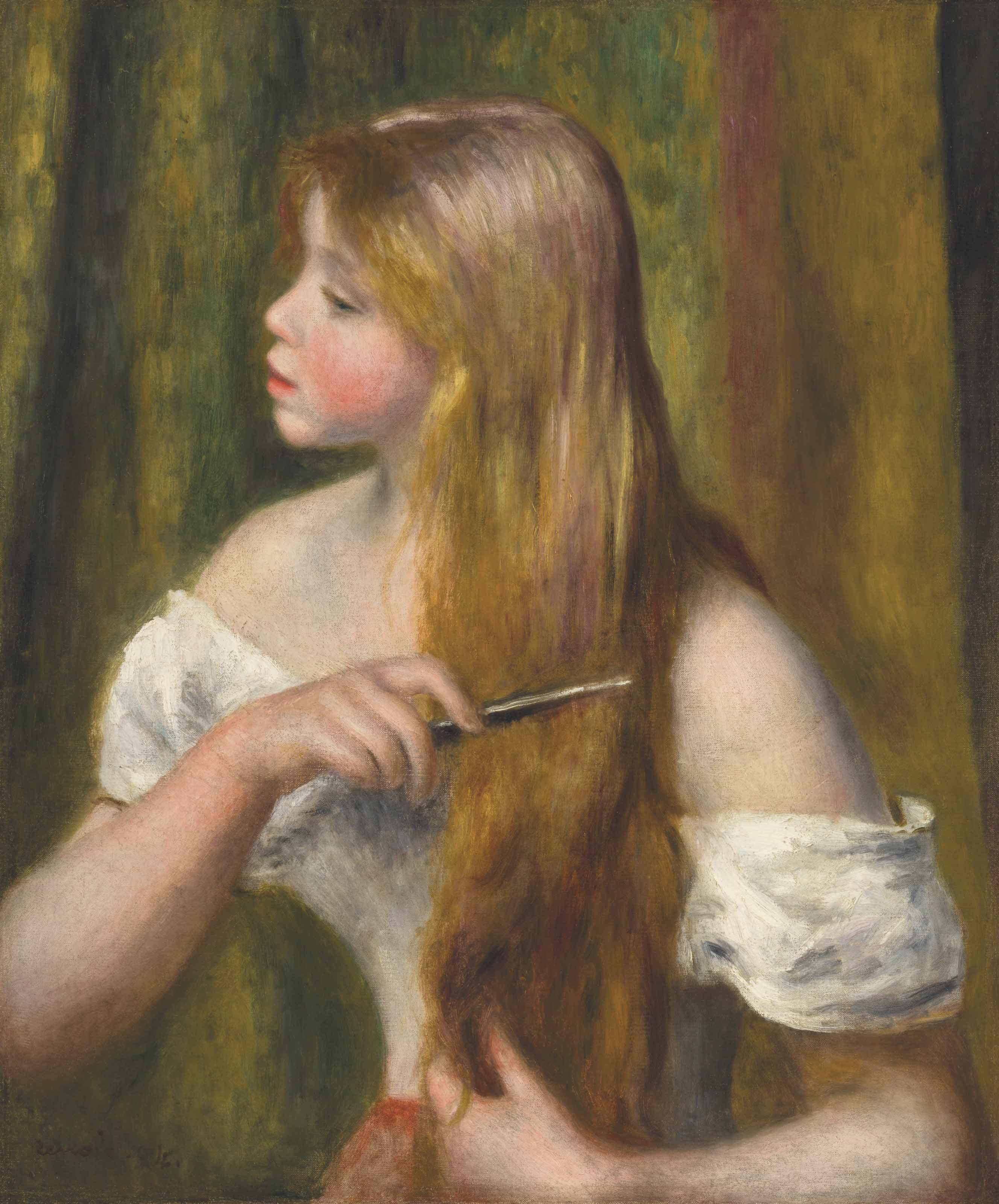
Thiếu nữ với Mái tóc đỏ, 1894
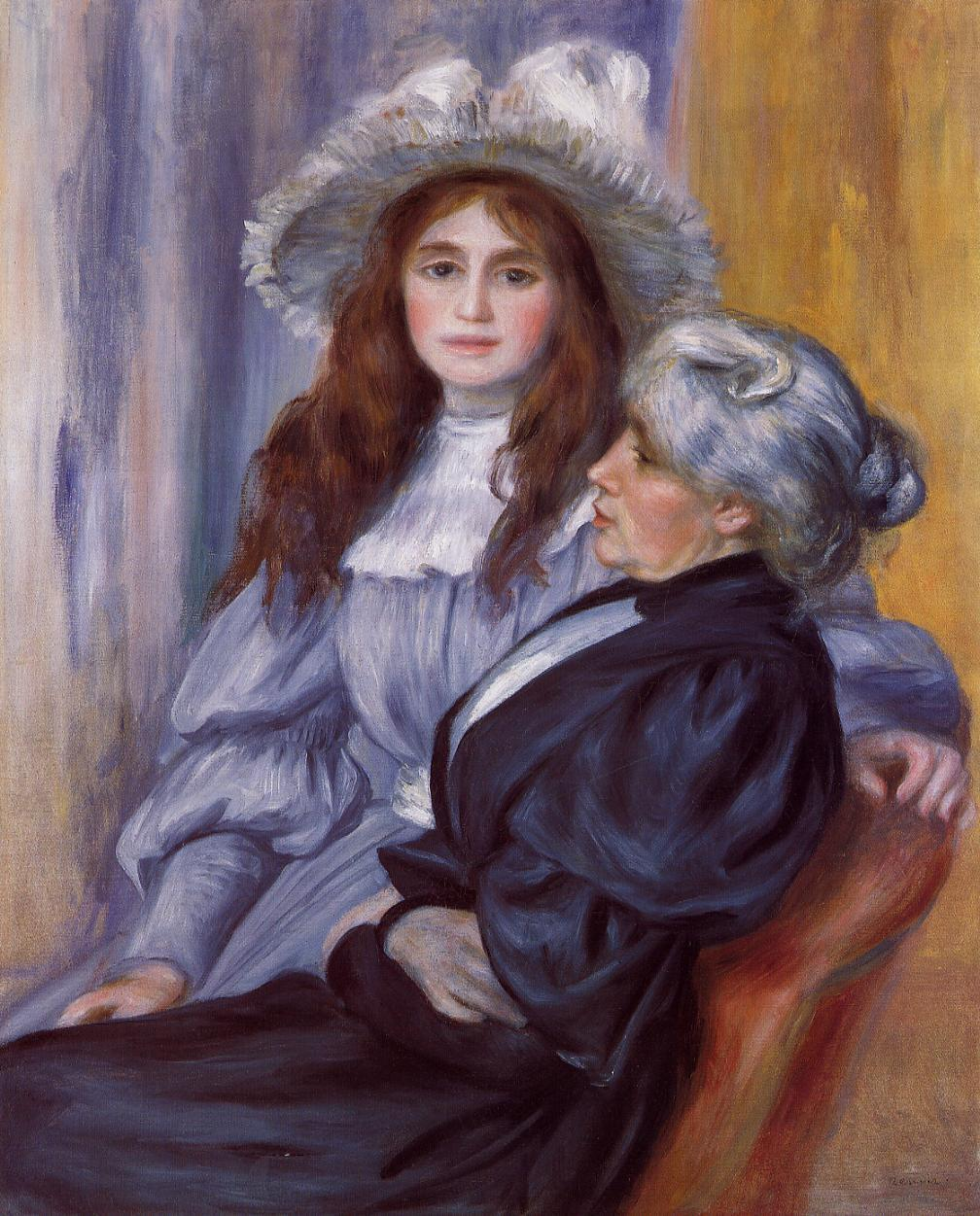
Chân dung Berthe Morisot và con gái Julie Manet, 1894
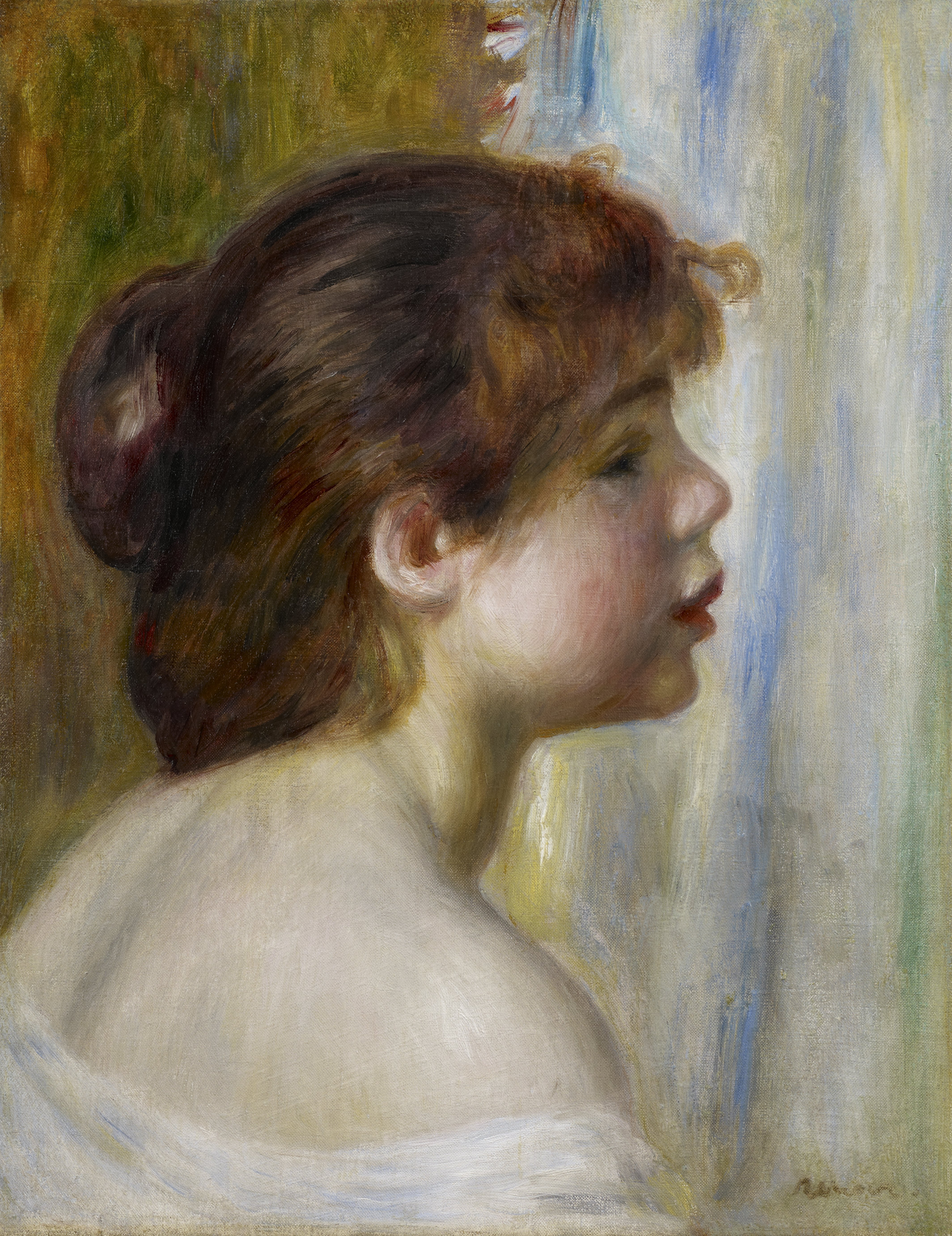
Đầu một Người phụ nữ trẻ, cuối thế kỷ 19 (Viện Nghệ thuật Minneapolis)
Gabrielle Renard và con trai Jean Renoir, 1895
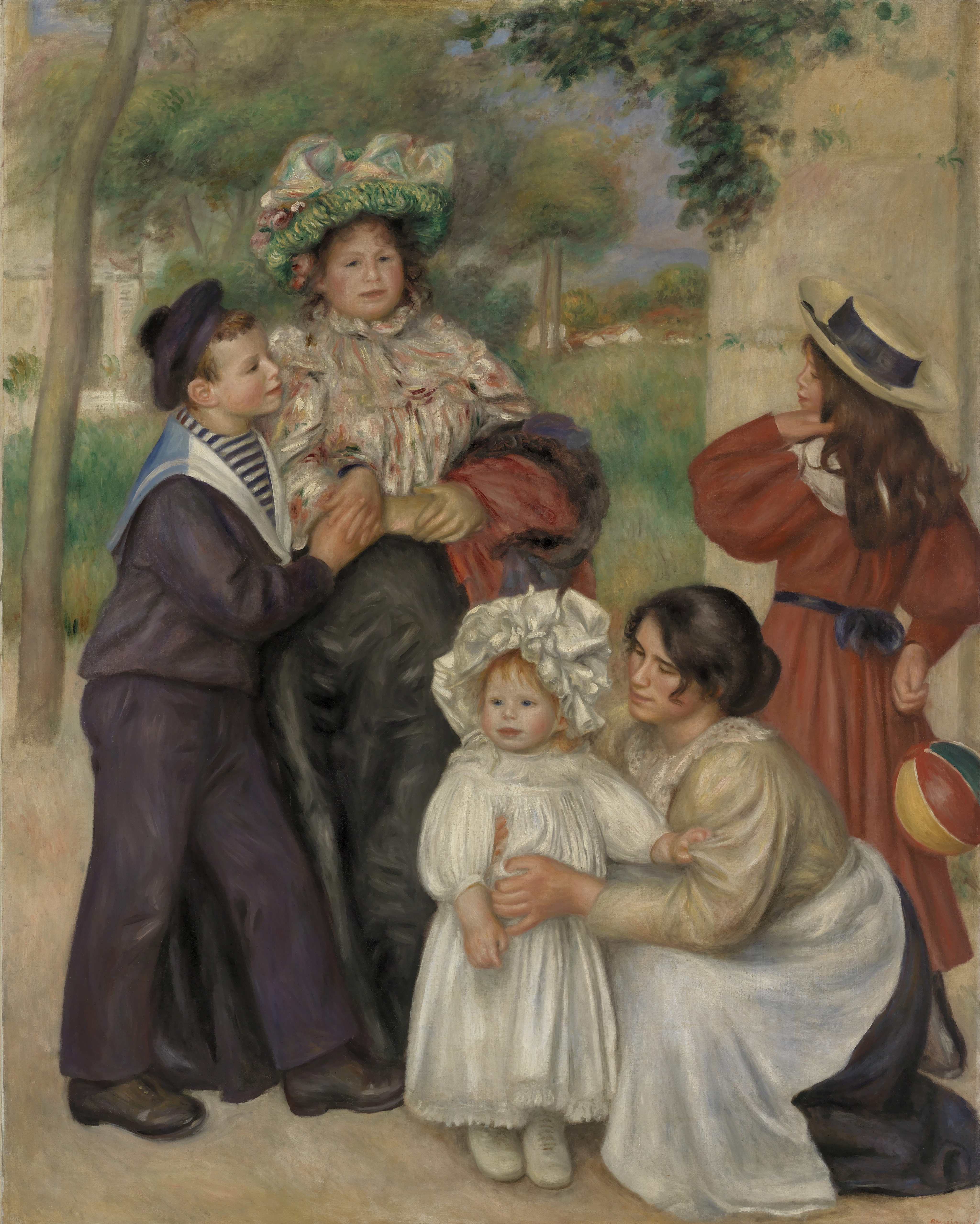
Gia đình Họa sĩ, 1896, Quỹ Barnes, Philadelphia
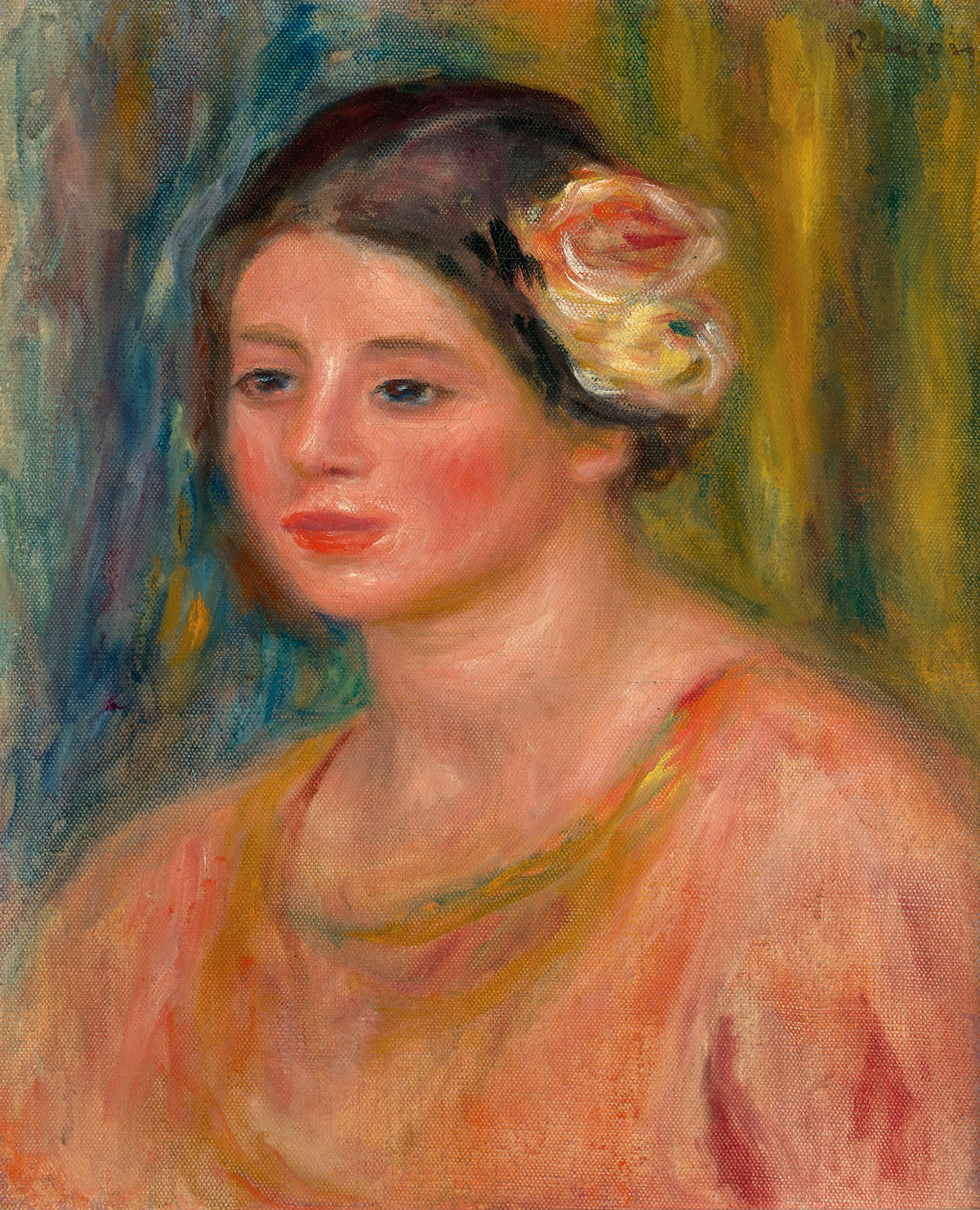
Madeleine, 1917. Bộ sưu tập riêng.
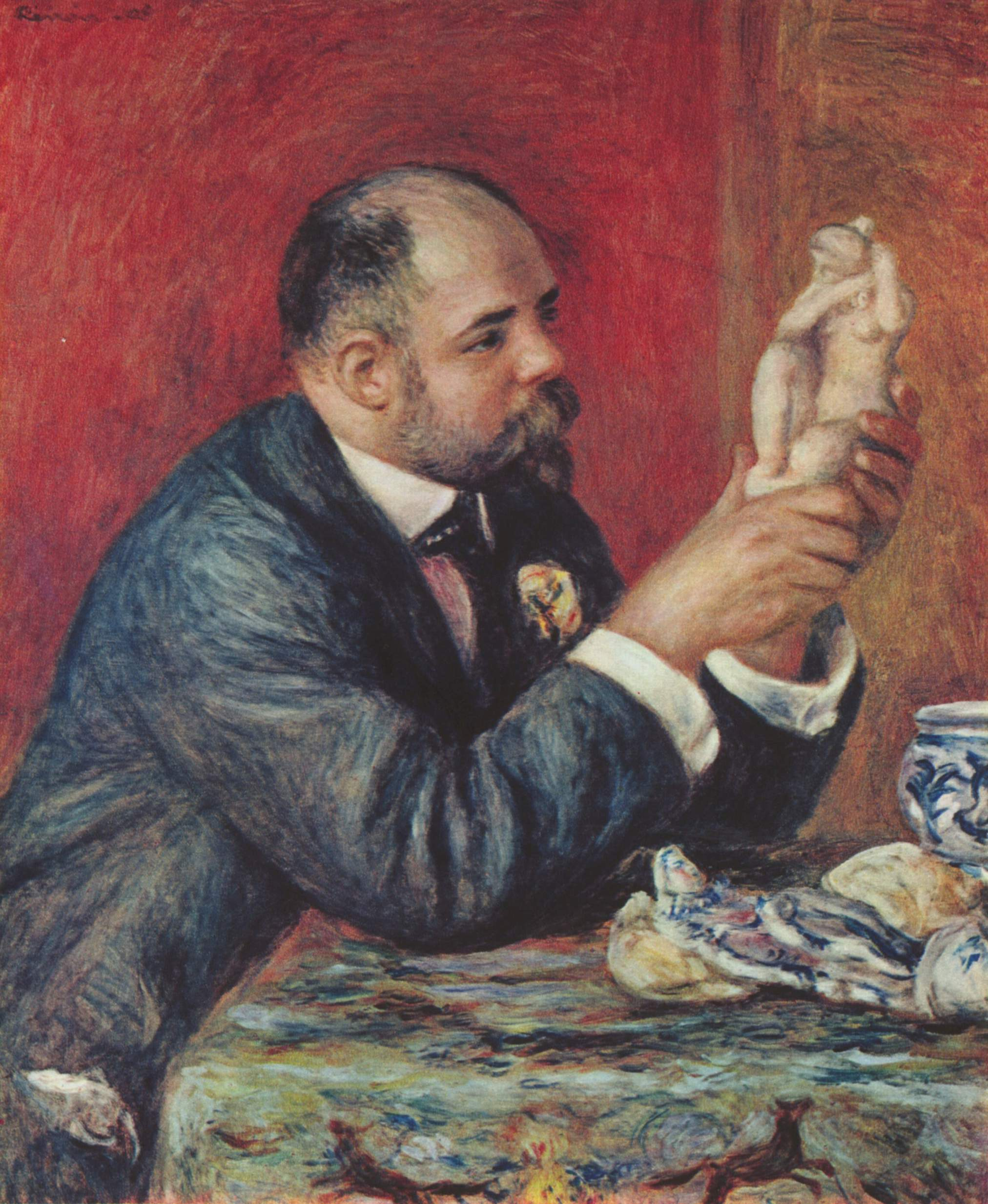
Chân dung Ambroise Vollard, 1908
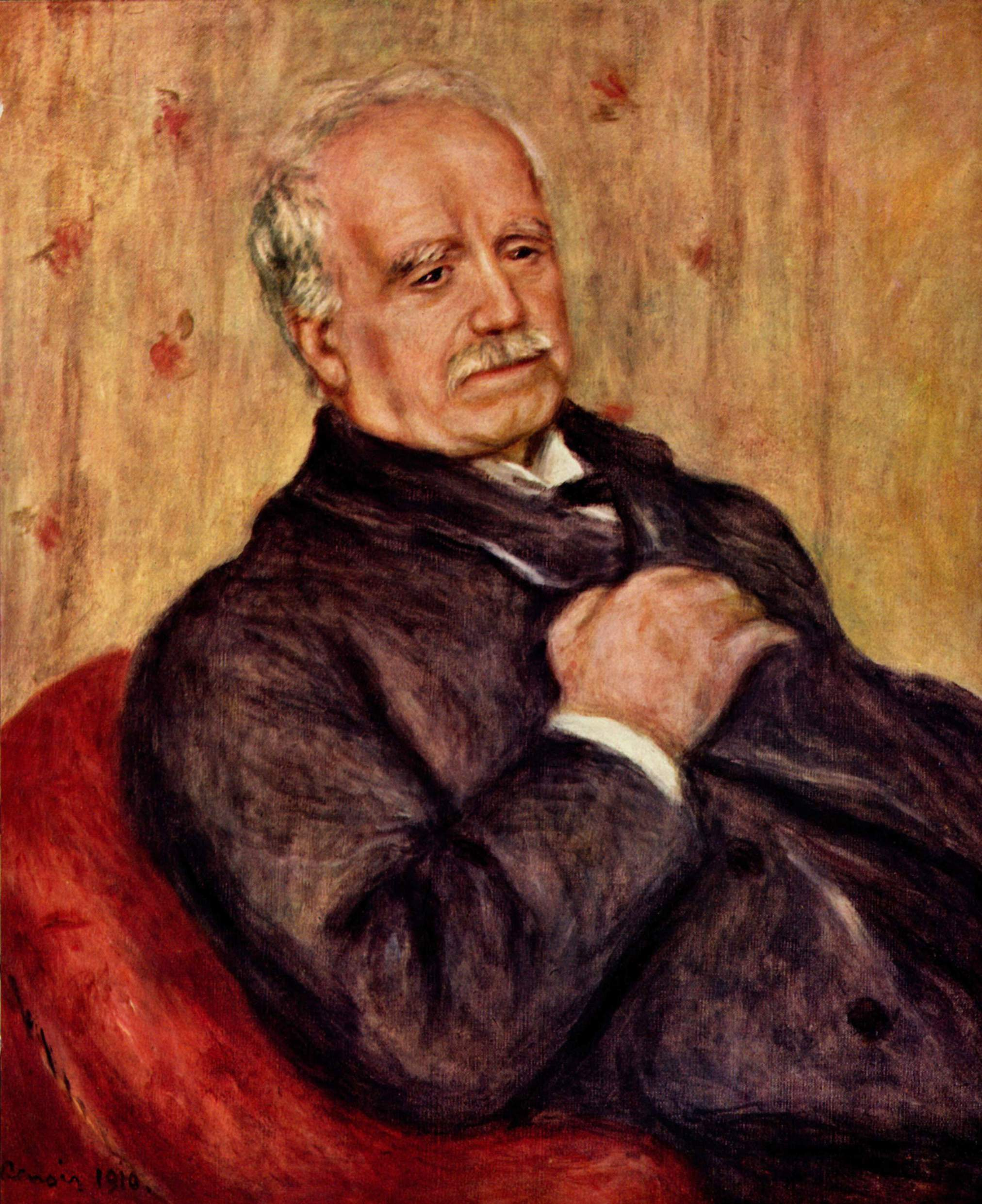
Chân dung Paul Durand-Ruel, 1910
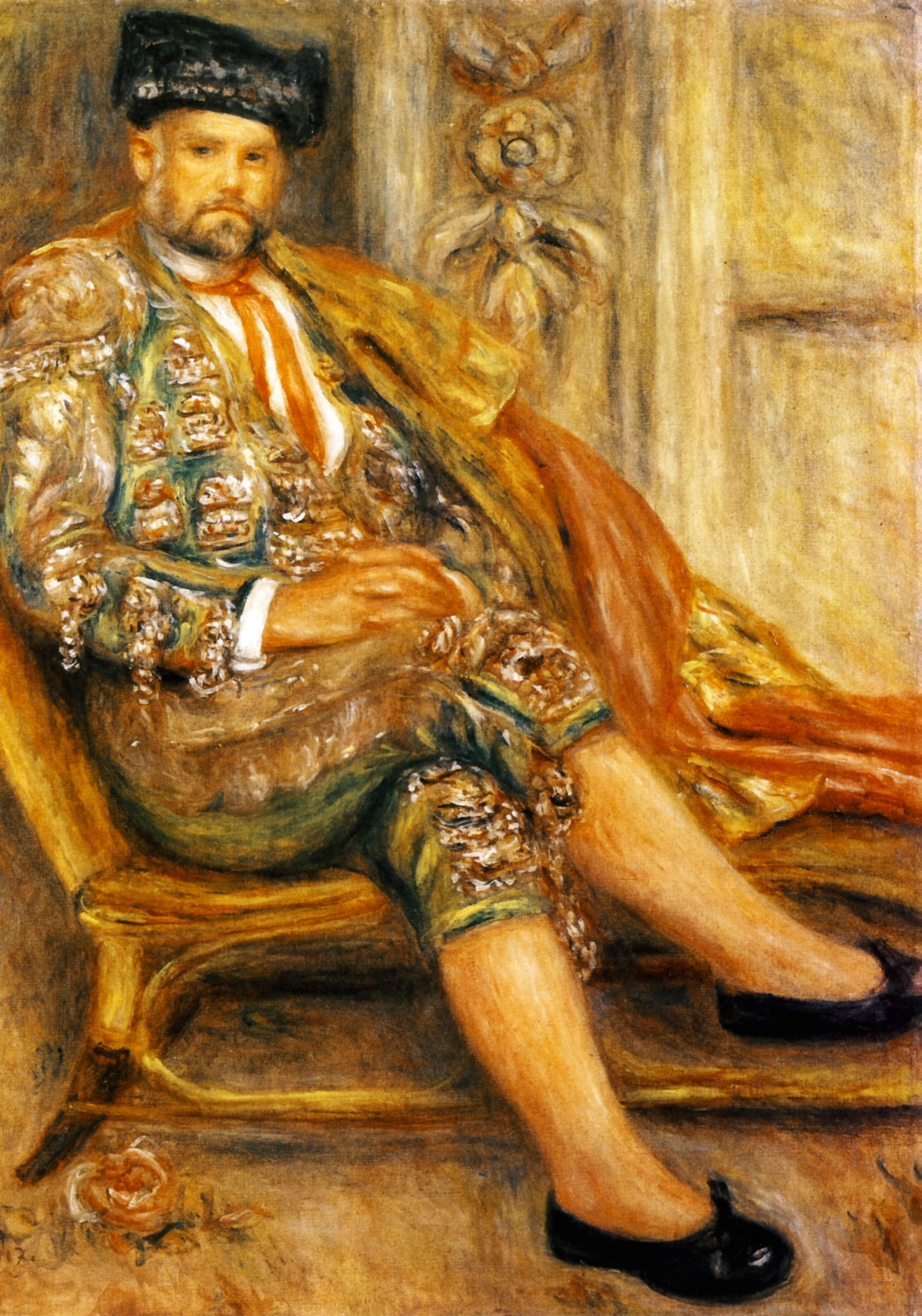
Chân dung Ambroise Vollard, 1917
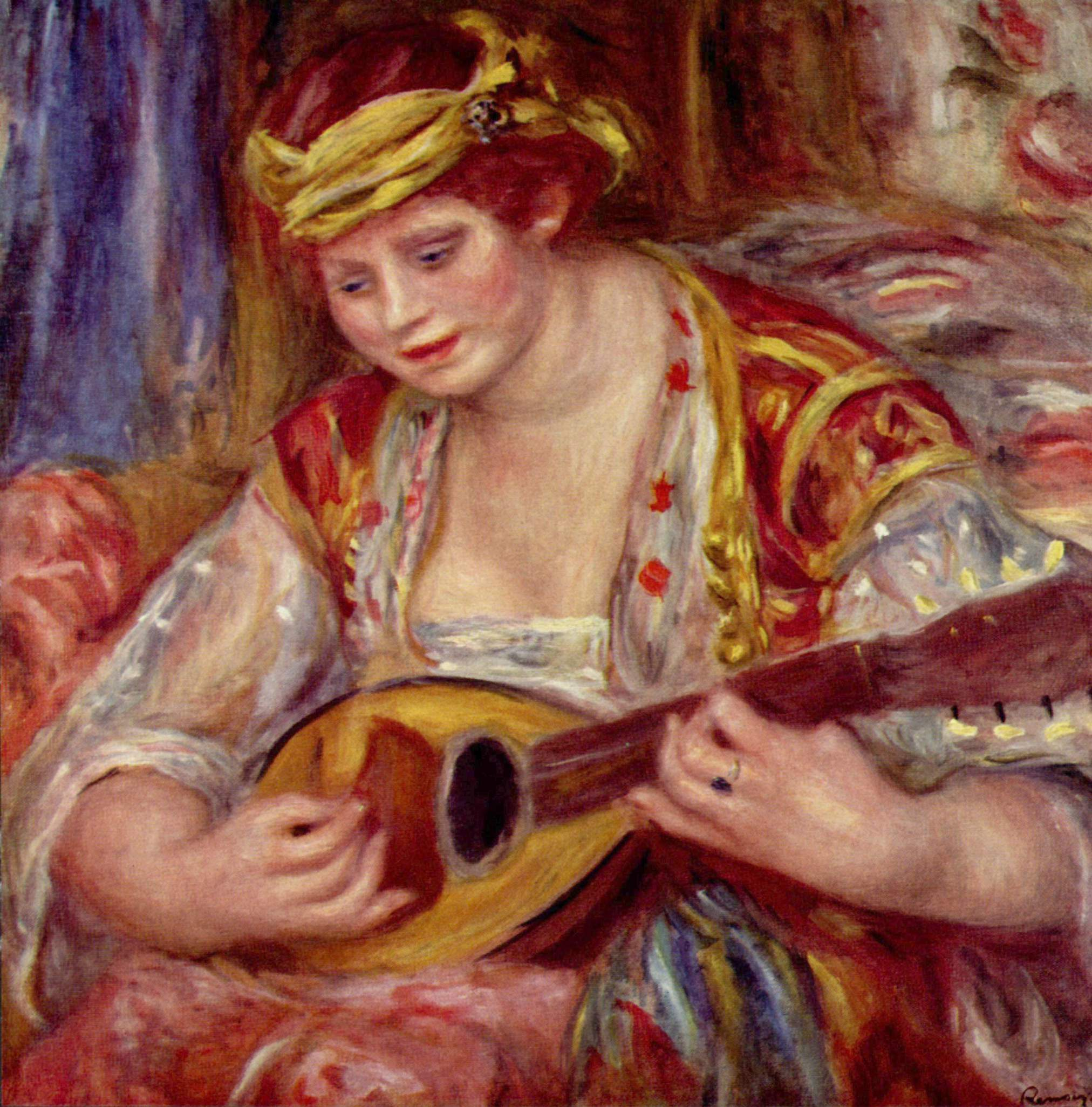
Người phụ nữ với Mandolin, 1919
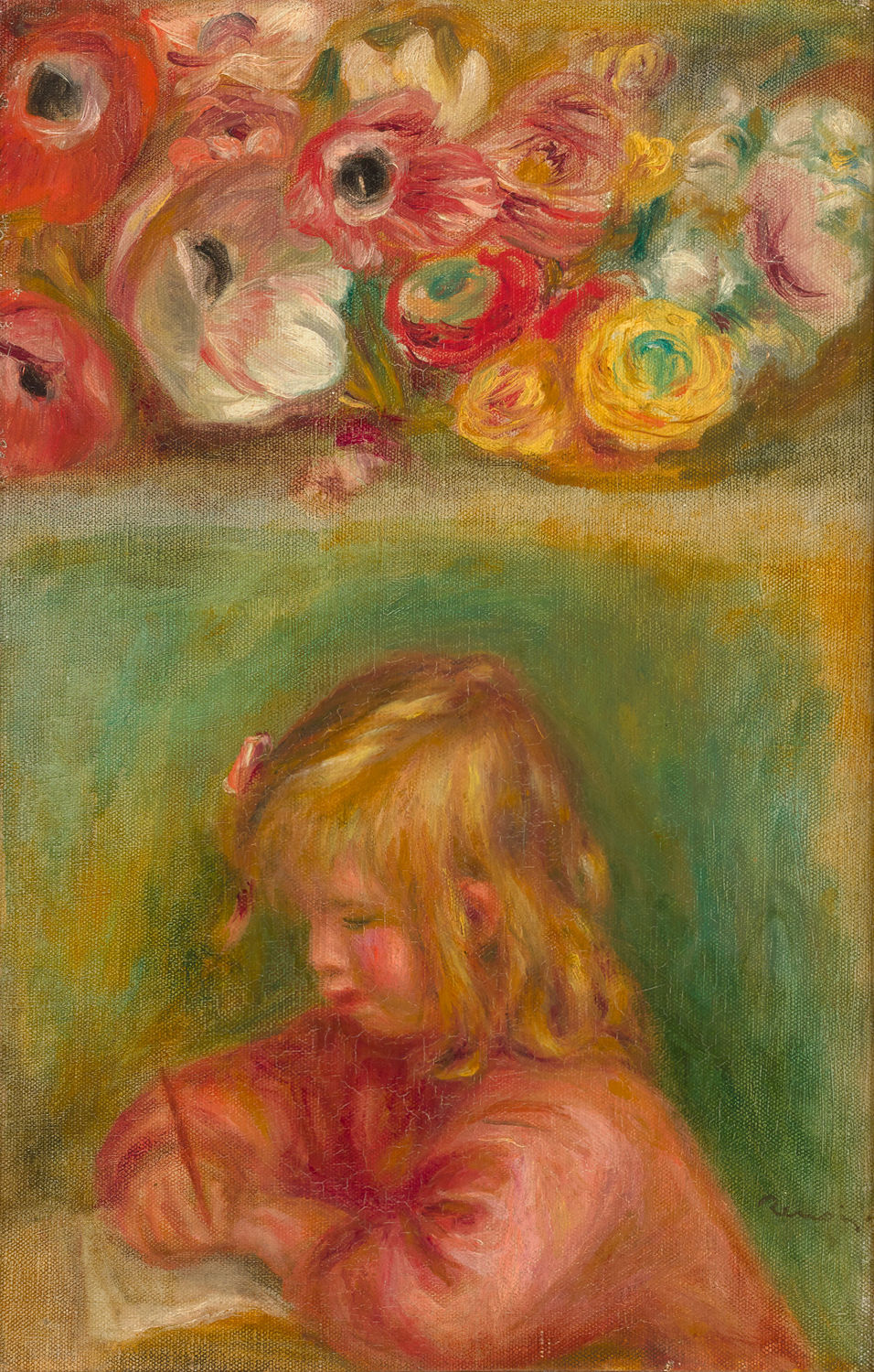
Portrait de Coco et Fleurs, khoảng 1905. Quỹ riêng.

### Tranh chân dung

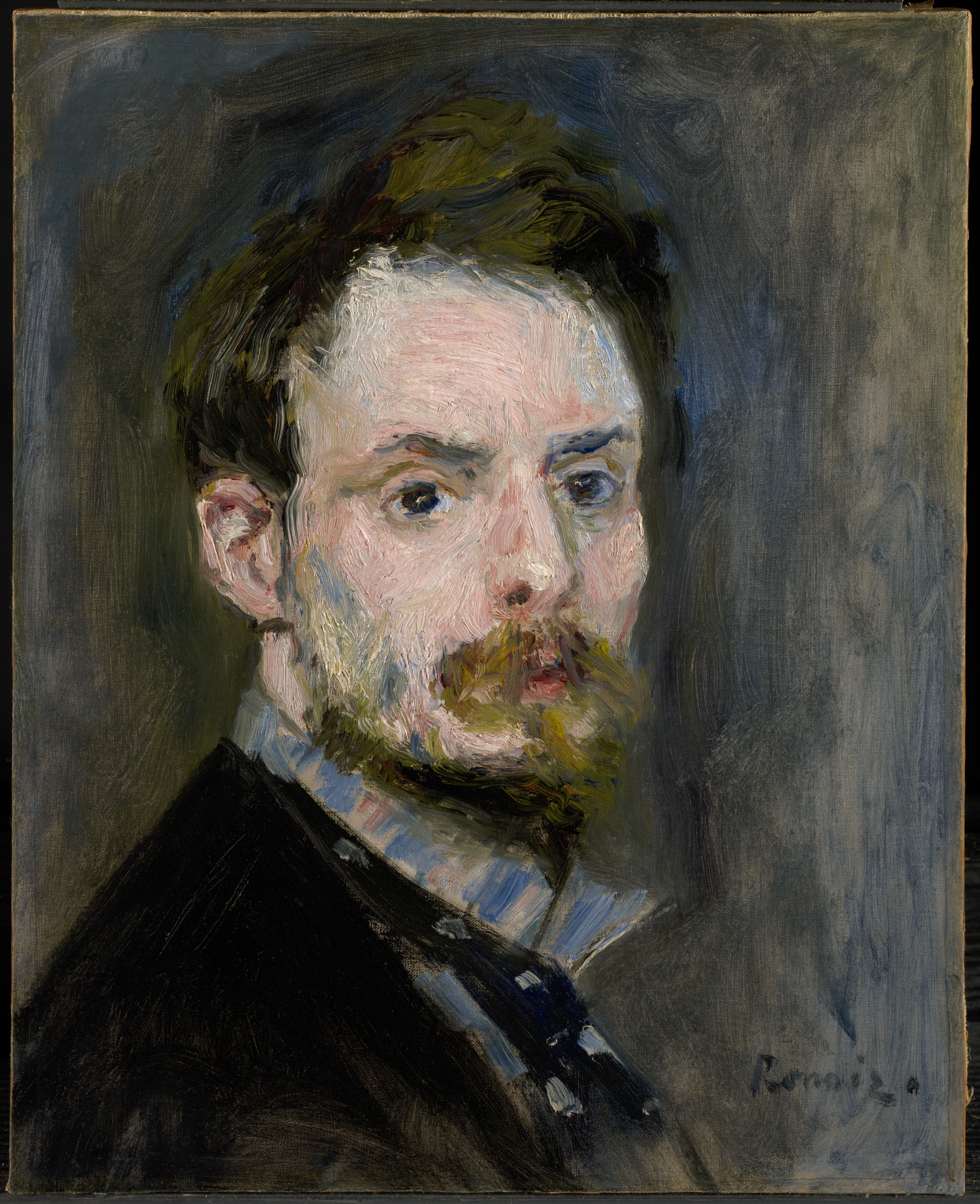
Chân dung tự họa, 1875
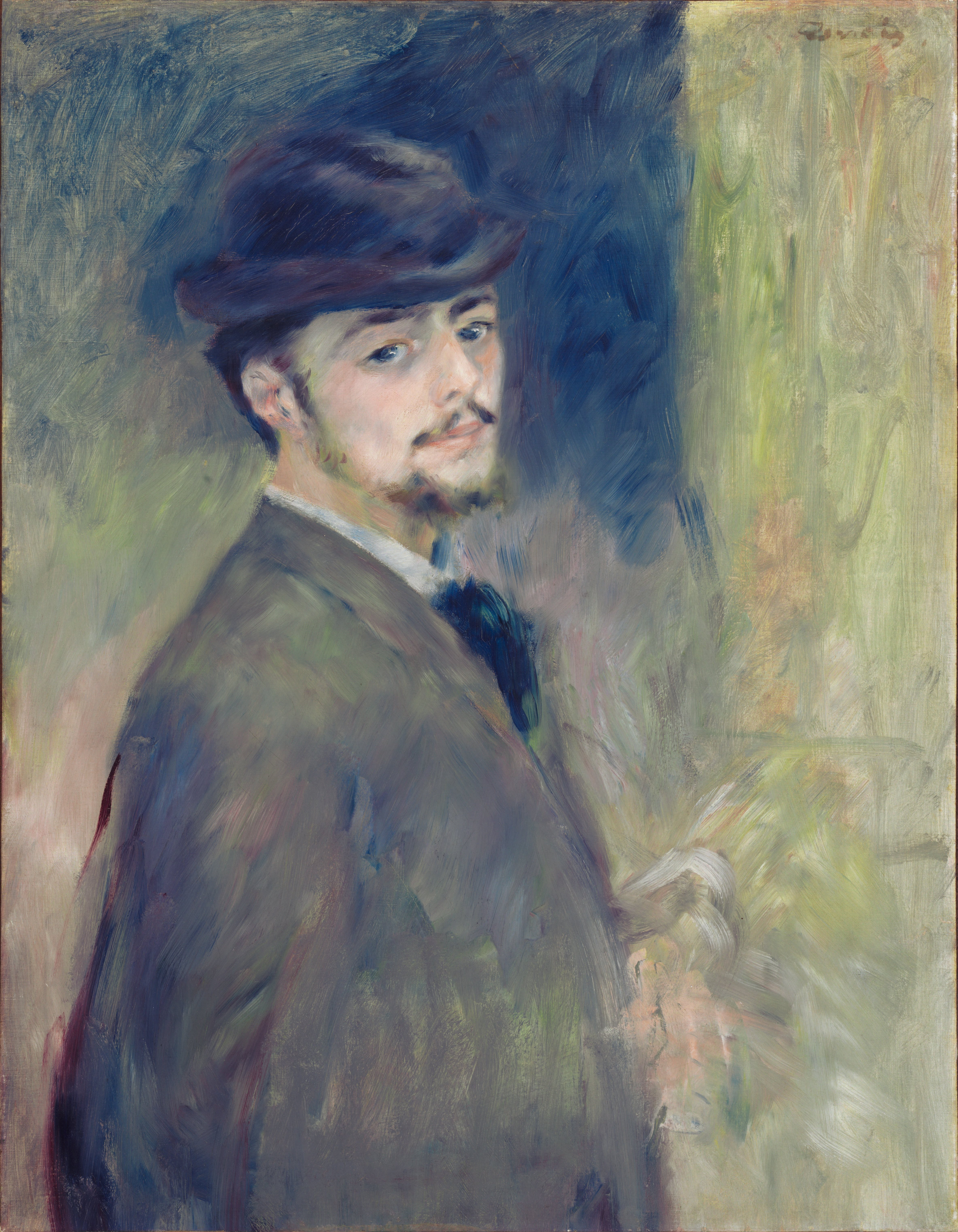
Self-portrait, 1876
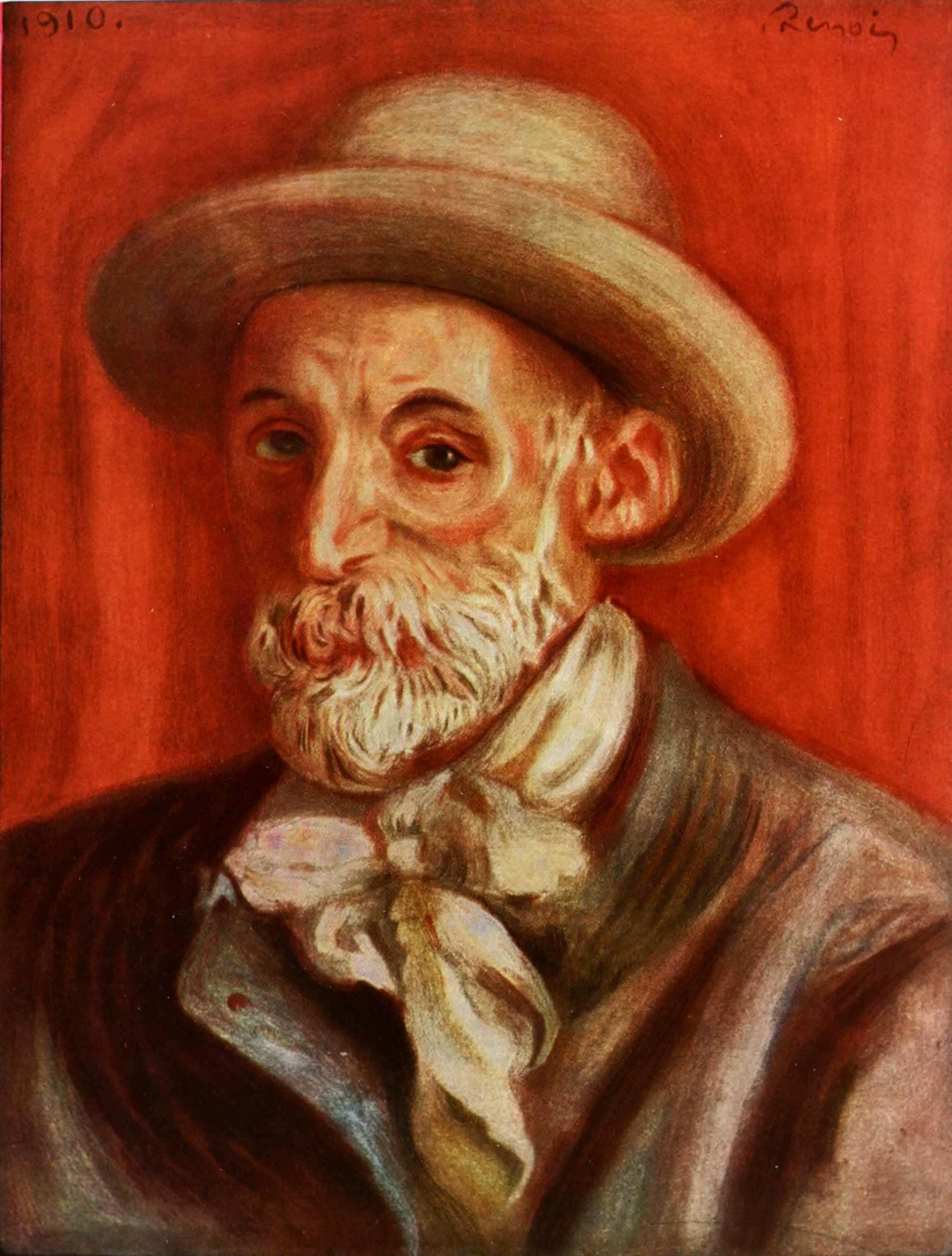
Self-portrait, 1910
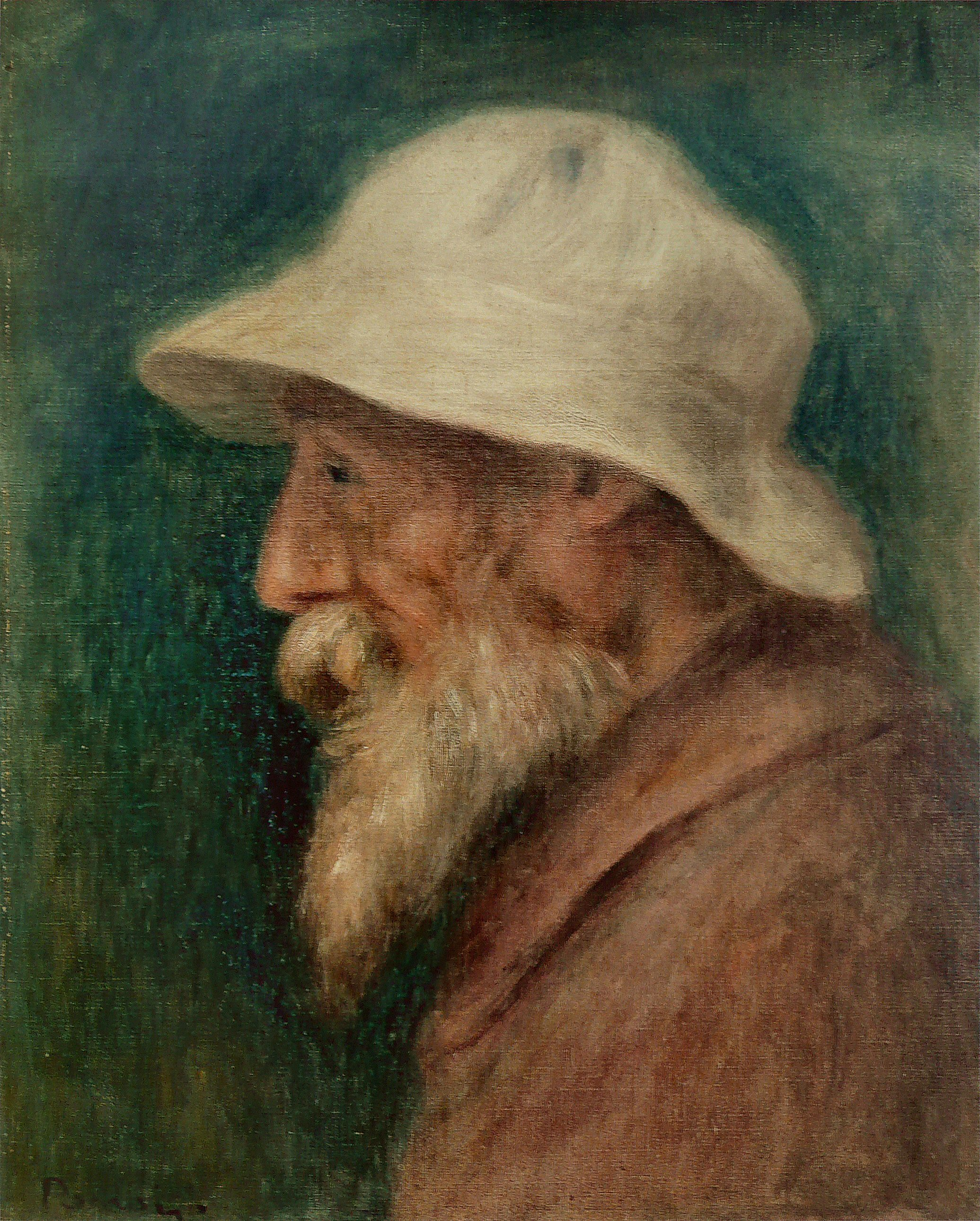
Self-portrait, 1910

### Tranh khỏa thân

Diana, 1867, Phòng trưng bày nghệ thuật quốc gia, Washington, DC
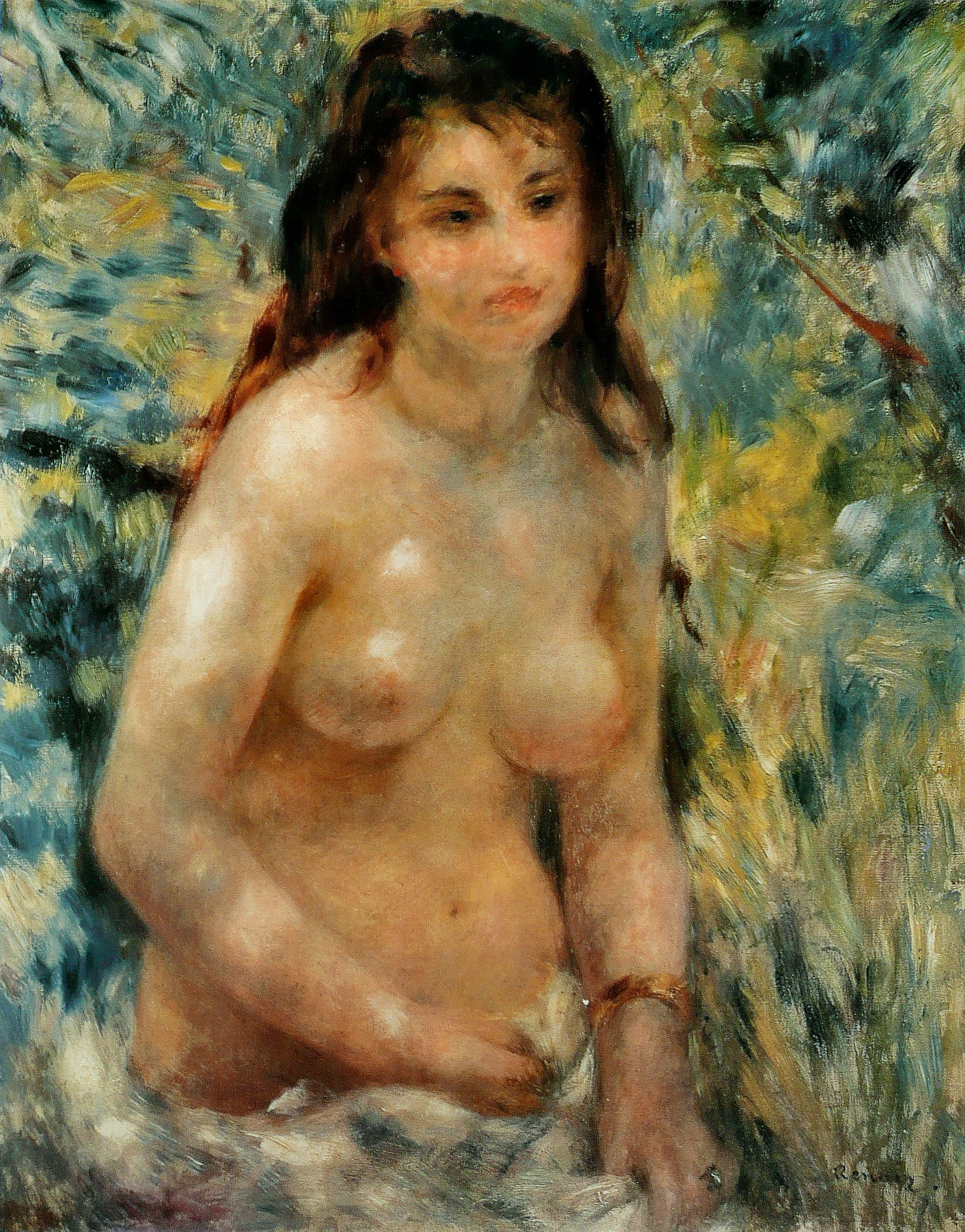
Cô gái khỏa thân trong ánh nắng, 1875, Bảo tàng Orsay, Paris
Cô gái đang ngồi, 1883
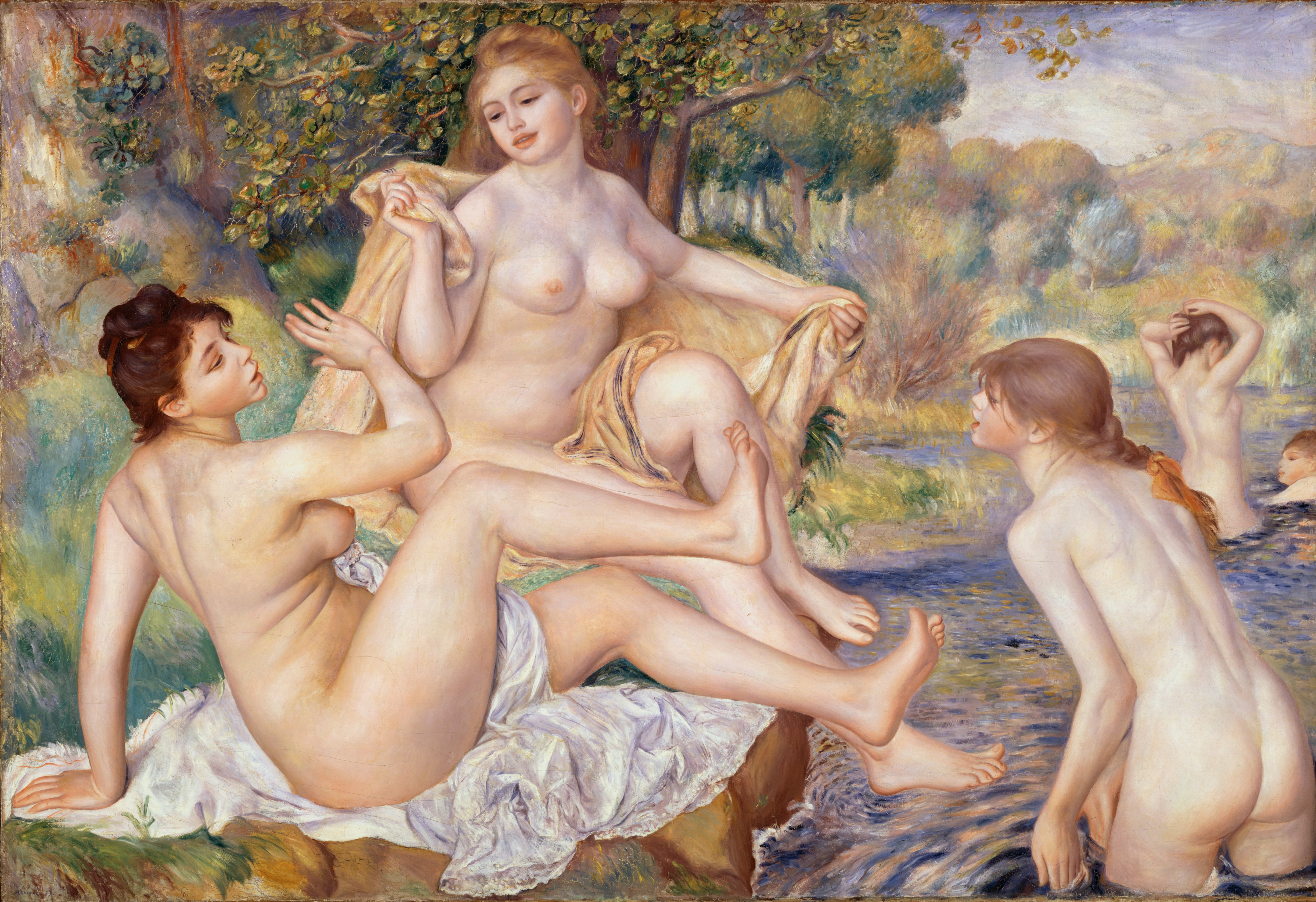
Những người tắm tập thể, 1887, Bảo tàng Nghệ thuật Philadelphia
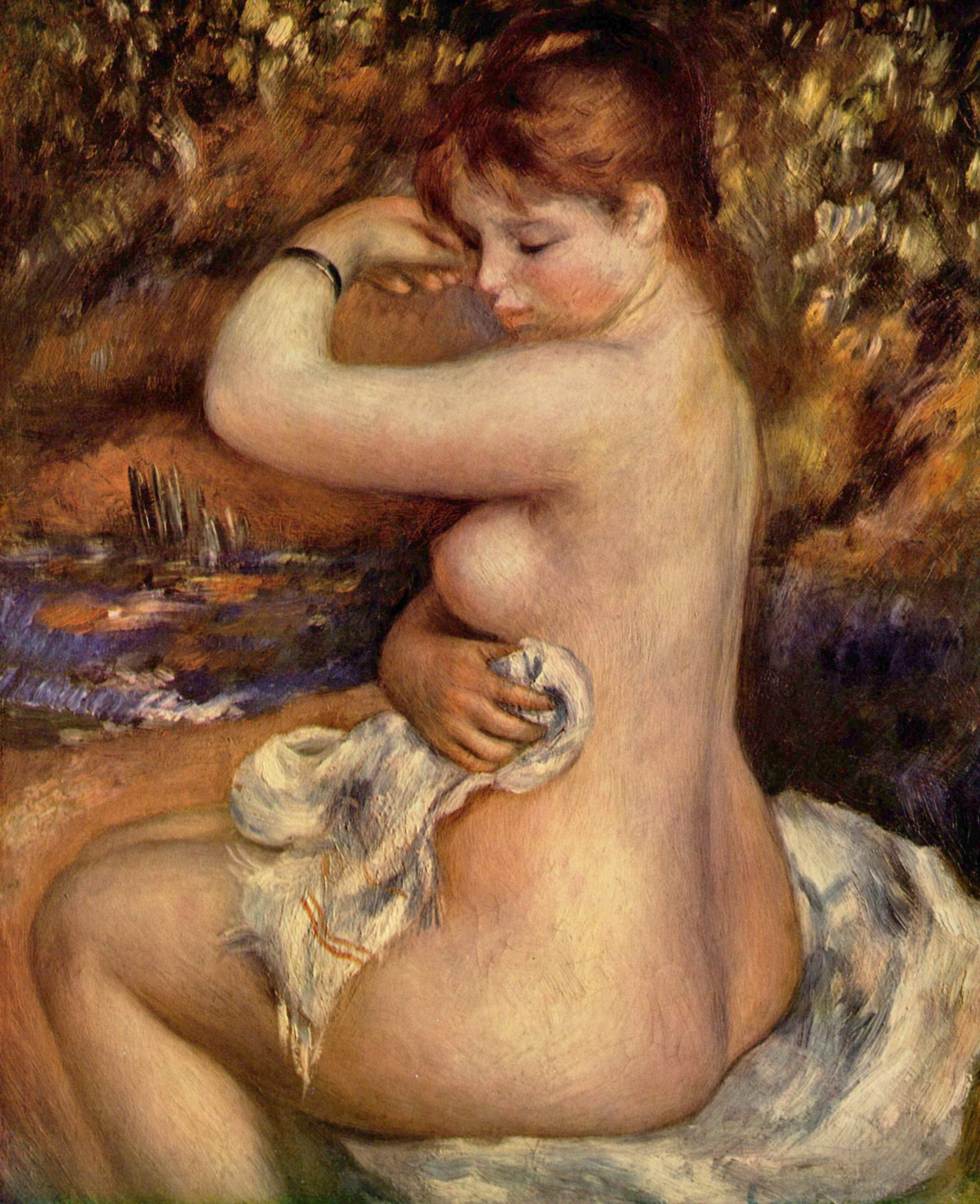
Sau khi tắm, 1888
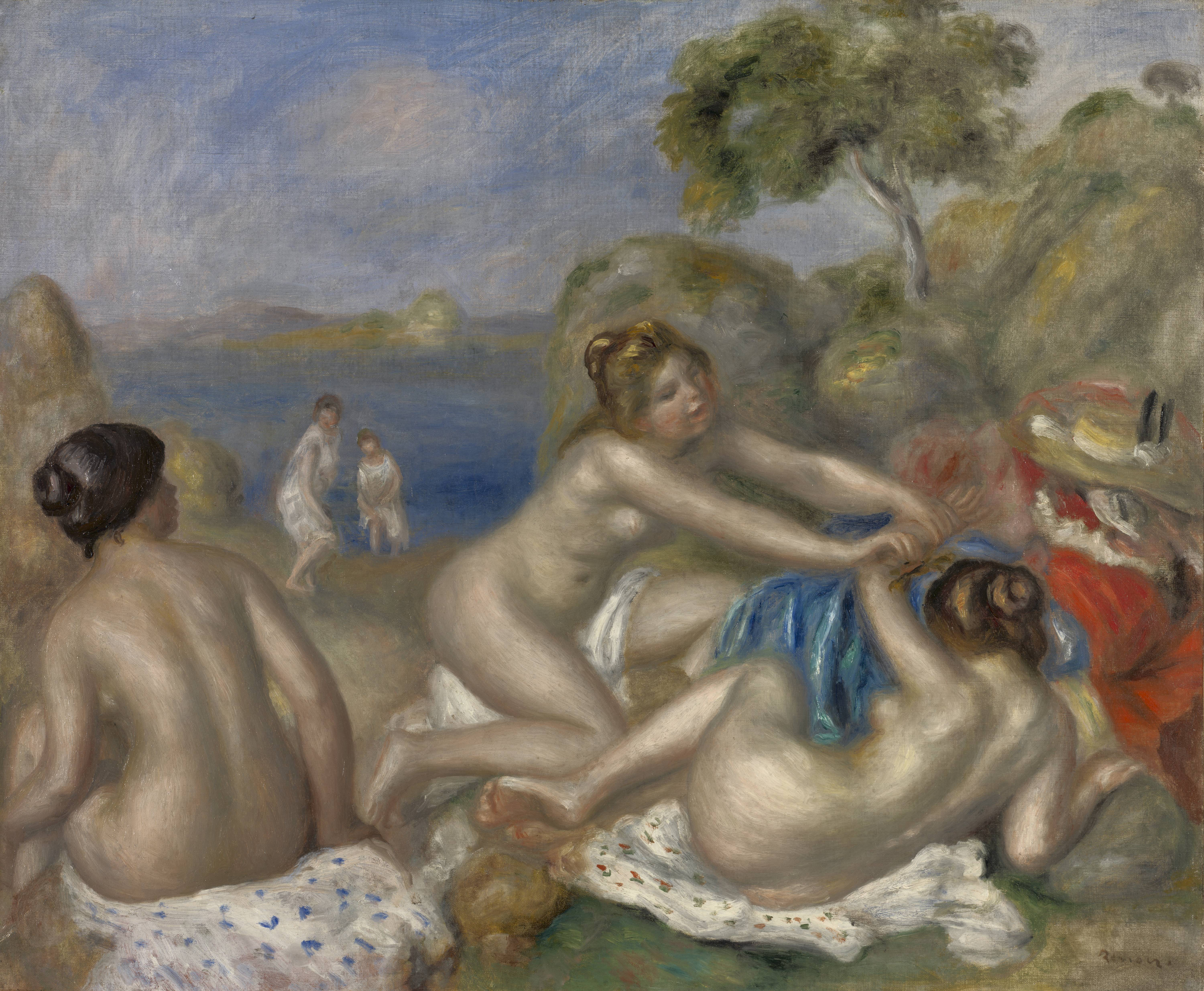
Ba người tắm, 1895, Bảo tàng Nghệ thuật Cleveland, Ohio
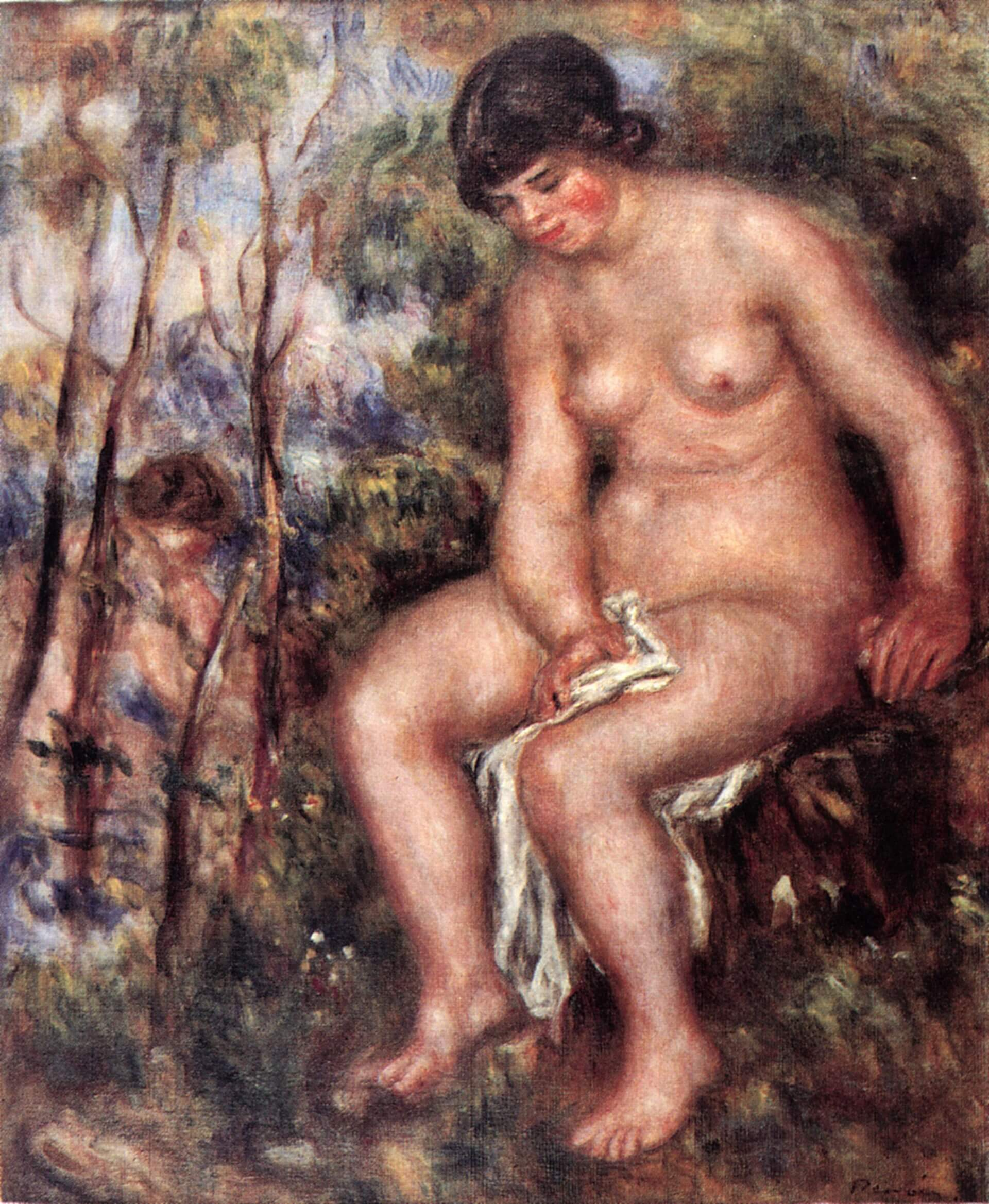
Khỏa thân, Bảo tàng quốc gia Serbia, Belgrade
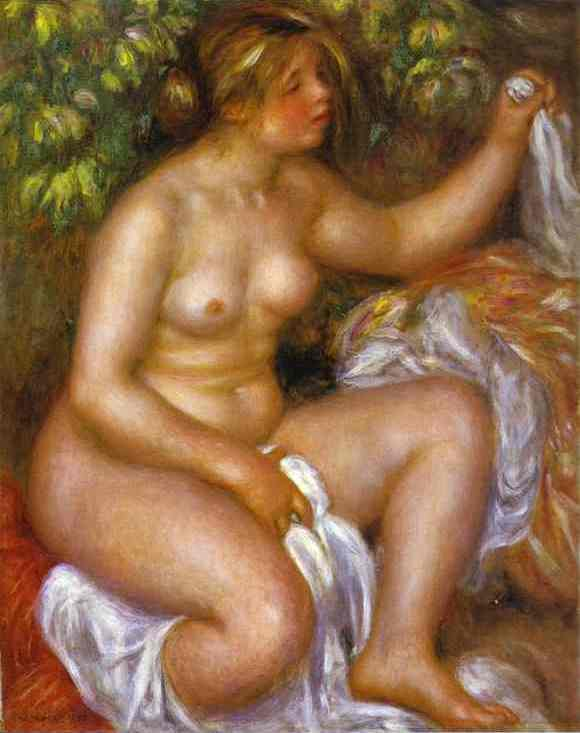
Sau khi tắm, 1910, Quỹ Barnes, Philadelphia
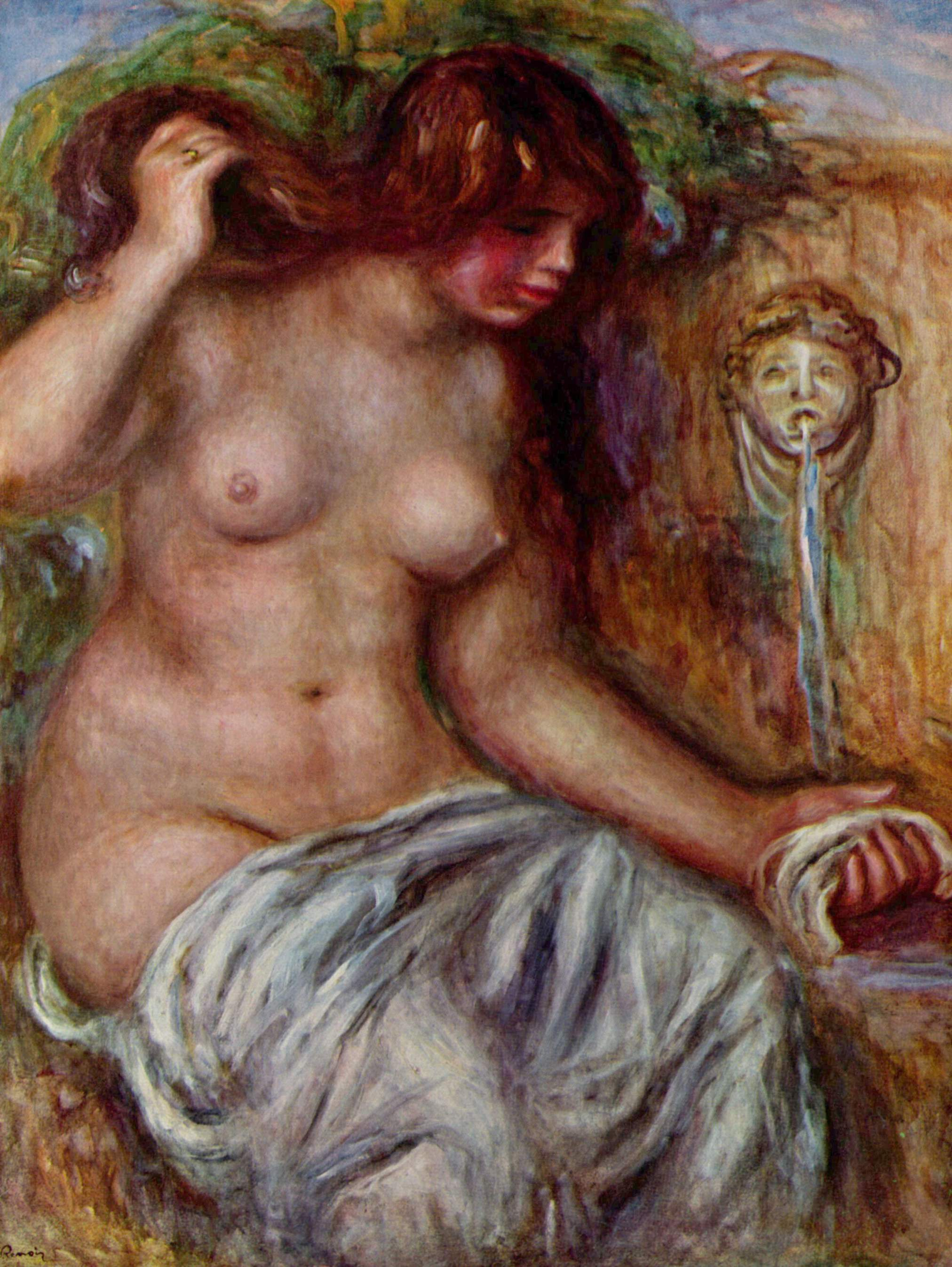
Người phụ nữ bên Giếng, 1910
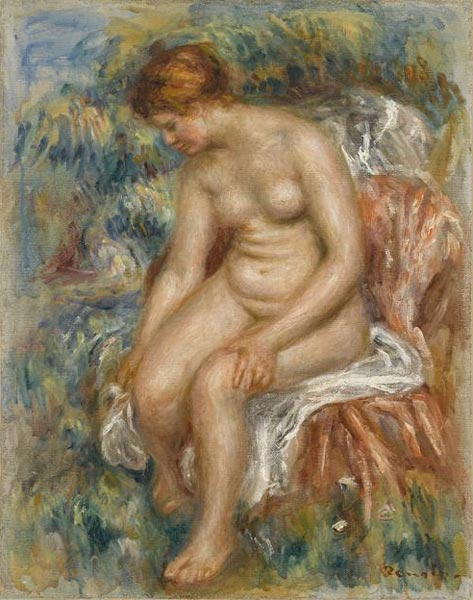
Người tắm ngồi phơi khô chân, 1914, Bảo tàng Orangerie, Paris
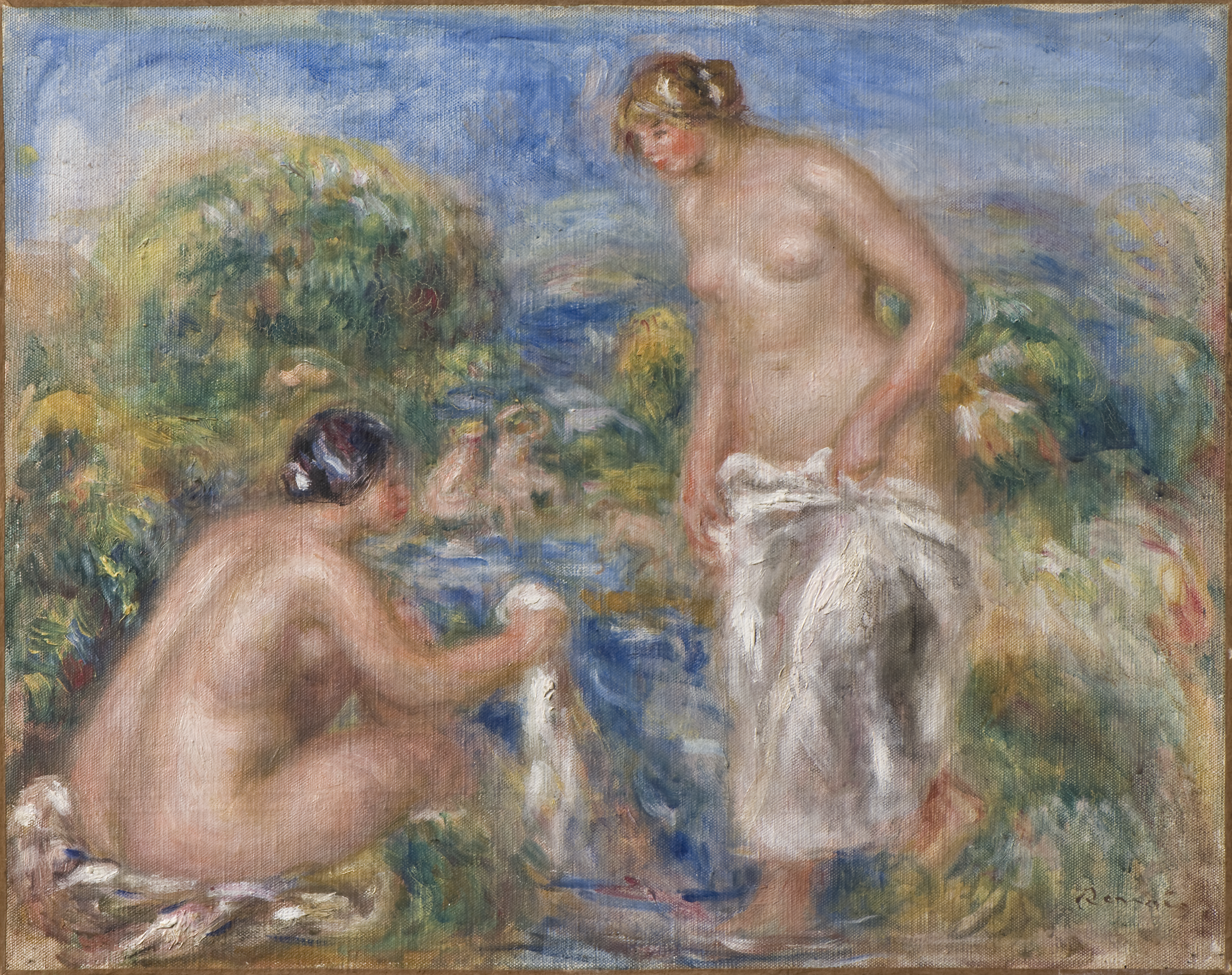
Những người tắm nữ, 1916, Bảo tàng Quốc gia, Stockholm
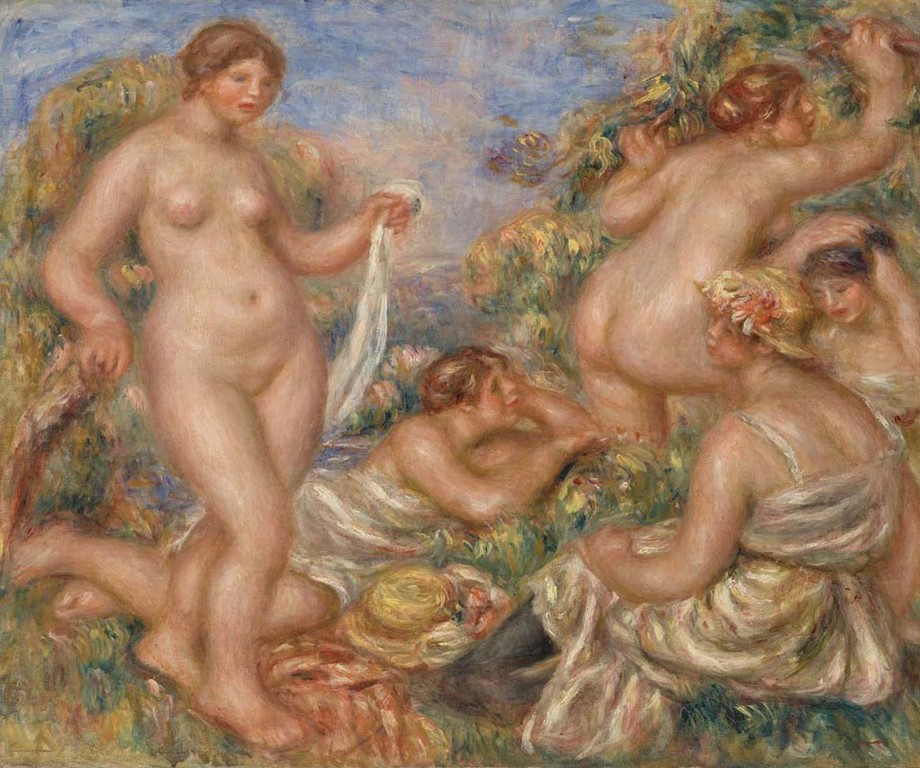
Những người tắm, 1918, Quỹ Barnes, Philadelphia